# Terremoto de Chile de 2010
El terremoto de Chile de 2010 (conocido con el numerónimo 27F) fue un sismo ocurrido a las 03:34:12 (hora local, UTC–3) del sábado 27 de febrero que alcanzó una magnitud Mw = 8,8. El epicentro se ubicó en el mar chileno, frente a la costa de la entonces Región del Biobío (actual Región de Ñuble), cerca de 150 km al noroeste de Concepción y 63 km al suroeste de Cauquenes, a una profundidad de 30,1 km bajo la corteza terrestre. El sismo tuvo una duración máxima de cuatro minutos en las zonas cercanas al epicentro, y más de cinco minutos en la capital chilena. Fue percibido con diversas intensidades en gran parte del Cono Sur, en lugares como Buenos Aires y São Paulo hacia el oriente.
Las regiones afectadas (de norte a sur) fueron Valparaíso, Metropolitana de Santiago, O'Higgins, Maule, y Biobío, que acumulan más de 13 millones de habitantes, cerca del 80 % de la población del país. 
En las regiones del Maule y del Biobío, el terremoto alcanzó una intensidad de IX en la escala de Mercalli, arrasando parte importante de ciudades como Constitución, Concepción, Tomé, Pelluhue, Curanipe, Iloca, Cobquecura y el puerto de Talcahuano. Gran parte del centro de las ciudades de Curicó y Talca colapsaron, y las construcciones antiguas de su casco histórico quedaron destruidas en su totalidad. En las regiones de La Araucanía, O'Higgins y Metropolitana el sismo alcanzó una intensidad de VIII, provocando destrucción en Santiago, Rancagua y en localidades rurales, así como cortes de energía en Concepción y Santiago. 
Los muertos llegaron a un total de quinientos veinticinco. Cerca de quinientas mil viviendas sufrieron graves daños, y se estimaron dos millones de damnificados en la peor catástrofe natural vivida en Chile desde el terremoto de Valdivia de 1960. La presidenta Michelle Bachelet declaró el «estado de excepción constitucional de catástrofe» en las regiones del Maule y del Biobío.
Un fuerte tsunami impactó las costas chilenas como producto del terremoto, destruyendo varias localidades ya devastadas por el sismo. Debido a errores e indecisiones por parte de los organismos encargados de enviar la alarma de tsunami, no se alertó a la población acerca del evento. De acuerdo con el informe de la Armada, la primera ola llegó a Pichilemu a las 03:48 horas, es decir, solo 14 minutos después del terremoto y cuando aún no había alerta de maremoto. Según los testimonios recogidos por los investigadores, el tiempo de llegada del oleaje varió entre quince y veinticinco minutos en las zonas más cercanas al epicentro del terremoto y hasta treinta y sesenta minutos en los sectores más alejados.  El archipiélago de Juan Fernández, pese a no sentir el sismo, fue impactado por el violento tsunami que arrasó con el único poblado, San Juan Bautista. El Centro de Alerta de Tsunamis del Pacífico generó pocos minutos después del terremoto una alerta de tsunami para el océano Pacífico, que se extendió posteriormente a cincuenta y tres países ubicados a lo largo de gran parte de su cuenca, llegando a Perú, Ecuador, Colombia, Panamá, Costa Rica, Nicaragua, Honduras, la Antártida, Nueva Zelanda, la Polinesia Francesa y las costas de Hawái.
El sismo es considerado el segundo más fuerte en la historia del país y el octavo más fuerte registrado por la humanidad; solo es superado a nivel nacional por el cataclismo del terremoto de Valdivia de 1960, el de mayor magnitud registrado por el ser humano mediante sismómetros. Fue 31 veces más fuerte y liberó cerca de 178 veces más energía que el devastador terremoto de Haití, ocurrido un mes antes, y la energía liberada fue cercana a 800 000 bombas atómicas como la del bombardeo sobre Hiroshima en 1945.

## Geología

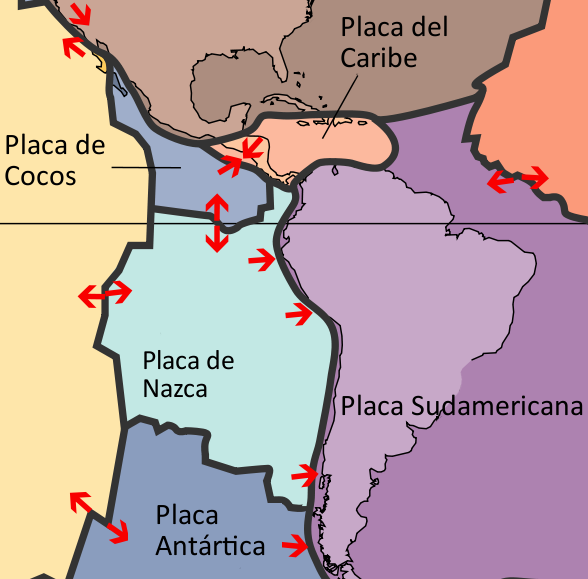
Ubicación de las placas Sudamericana y de Nazca, sobre la costa chilena.

El terremoto ocurrió en el borde convergente entre la placa de Nazca y la placa Sudamericana. En la región en que tuvo lugar el terremoto, las placas convergen a un ritmo de unos 68 mm/año. El terremoto estuvo caracterizado por un mecanismo focal de falla inversa causado por la subducción de la placa de Nazca por debajo de la Sudamericana.
Las costas de Chile tienen una historia de grandes terremotos originados por esta frontera de placas, como el terremoto de Valdivia de 1960, el más fuerte de la historia entre los registrados mediante sismógrafos, llegando a una magnitud de 9,5 en la escala sismológica de magnitud de momento, conocida erróneamente como escala de Richter. Se estima que la zona de falla que se desplazó en este terremoto tenía una longitud de 640 km de largo, y se encontraba inmediatamente al norte del segmento de 960 km que dio origen al terremoto de 1960.
La zona más afectada, entre las ciudades de Constitución y Concepción, aproximadamente entre los 35° y los 37° de latitud Sur, había sido considerada por los expertos como un sector de alta probabilidad de ocurrencia de un sismo de gran magnitud. La zona era considerada una laguna sísmica debido a la ausencia de un terremoto importante desde 1835, aun cuando la frecuencia de estos es cercana a los 60 años; en sectores aledaños, en tanto, la energía acumulada por la subducción de las placas ya había sido liberada por el norte con el terremoto de Santiago de 1985 y por el sur con el de Valdivia de 1960. La laguna sísmica generada en la costa del centro y sur de Chile era similar a la situación del extremo norte de Chile y el “gran terremoto” esperado en dicha zona por décadas.
Estudios ulteriores sobre este terremoto han llegado a la conclusión de que, en estricto rigor, se trató de dos zonas de ruptura, en un evento asimétrico bilateral. Las dos direcciones de ruptura fueron N171°E (hacia el norte) y N17°E (hacia el sur), con longitudes de 313 y 118 km respectivamente. Se trata entonces de un total de más de 430 kilómetros, en dos rupturas independientes, lo que podría explicar las divergencias iniciales para determinar el epicentro.
Durante más de 170 años, la subducción de la placa de Nazca bajo la Sudamericana estuvo retenida sin poder liberar la energía acumulada a través de un evento sísmico. Así, se acumuló una diferencia de hasta 10 metros entre el desplazamiento esperado de las placas y el real. Ante dicha situación, un grupo de sismólogos publicó en junio de 2009 que un terremoto de magnitud entre 8 y 8,5 debía ocurrir “en el futuro cercano”.

### Sismo principal
A las 03:34:12 hora local (UTC-3), se produjo el violento sismo. Según el Servicio Sismológico de Chile, el hipocentro se ubicó a 30,1 km de profundidad bajo el océano Pacífico, en el punto 36°17′23″S 73°14′20″O / -36.28972, -73.23889, ubicado a 12,5 kilómetros de la costa chilena y a 17 kilómetros de la localidad de Cobquecura, en la provincia de Ñuble de la Región del Biobío; la magnitud fue estimada en 8,8 según la escala sismológica de magnitud de momento. En tanto, el Servicio Geológico de Estados Unidos (USGS) estimó que el sismo se originó en una localidad un poco más al norte, ubicada en 35°50′46″S 72°43′08″O / -35.84611, -72.71889, a 8 kilómetros al poniente de Curanipe, en la provincia de Cauquenes, Región del Maule, con una magnitud de 8,8 en la escala de magnitud de momento. La USGS determinó que el hipocentro se ubicó a 35 kilómetros de profundidad.
Por otro lado, científicos determinaron que el primer desplazamiento del sismo se originó entre las localidades de Trehuaco y Coelemu.
La violencia del terremoto produjo una redistribución de la masa terrestre. Según científicos de la NASA, se produjo un cambio en la rotación del planeta haciendo el día más corto en 1,26 microsegundos e inclinó el eje terrestre en 2,7 milisegundos de arco, equivalente a 8 centímetros. Estudios que utilizaron sistemas de posicionamiento global calcularon que la ciudad de Concepción se movió 3,04 m hacia el oeste producto del terremoto, mientras que en Santiago el desplazamiento fue cercano a 27,7 cm; incluso, Buenos Aires se desplazó 4 cm al poniente, aun cuando se ubica a más de 1300 km de distancia del epicentro, y se registraron movimientos en zonas tan alejadas como las islas Malvinas y la ciudad brasileña de Fortaleza.
En la Región del Biobío y parte de la Región del Maule, el sismo fue percibido con características de ruinoso, llegando a IX en la escala sismológica de Mercalli que mide la intensidad de los eventos telúricos. En el sector norte del Maule se sintió con intensidad VIII, calificada como "destructiva", al igual que en las regiones Metropolitana de Santiago, la de O'Higgins, y la provincia de San Antonio en la Región de Valparaíso.
| \| Chile \| Chile \| Chile \| Chile \| \| Lugar \| Región \| Población[22] \| Intensidad Mercalli[3] \| \| ------------------------------- \| ------------- \| ------------- \| ---------------------- \| \| Gran Concepción \| Biobío \| 1 083 043 \| IX (Violento) \| \| Talca \| Maule \| 268.994 \| VIII (Severo) \| \| Curicó \| Maule \| 153 447 \| VIII (Severo) \| \| Linares \| Maule \| 93.602 \| VIII (Severo) \| \| Chillán \| Biobío \| 165 528 \| VIII (Severo) \| \| Los Ángeles \| Biobío \| 187 494 \| VIII (Severo) \| \| Rancagua \| O'Higgins \| 236 363 \| VIII (Severo) \| \| Santiago \| Metropolitana \| 6 158 080 \| VIII (Severo) \| \| Victoria \| Araucanía \| 33 501 \| VII (Muy fuerte) \| \| Angol \| Araucanía \| 53 996 \| VII (Muy fuerte) \| \| Gran San Antonio \| Valparaíso \| 144 480 \| VII (Muy fuerte) \| \| Gran Temuco \| Araucanía \| 410 520 \| VI (Fuerte) \| \| Gran Valparaíso \| Valparaíso \| 1 066 893 \| VI (Fuerte) \| \| Valdivia \| Los Ríos \| 127 750 \| VI (Fuerte) \| \| Gran Quillota \| Valparaíso \| 171 777 \| VI (Fuerte) \| \| Illapel \| Coquimbo \| 30 355 \| VI (Fuerte) \| \| Conurbación La Serena-Coquimbo \| Coquimbo \| 429 794 \| V (Moderado) \| \| Osorno \| Los Lagos \| 153 797 \| V (Moderado) \| \| Gran Puerto Montt \| Los Lagos \| 266 200 \| V (Moderado) \| \| Vallenar \| Atacama \| 48 129 \| IV (Ligero) \| \| Copiapó \| Atacama \| 125 983 \| III (Débil) \| \| Antofagasta \| Antofagasta \| 285 255 \| II (Débil) \| \| Calama \| Antofagasta \| 126 135 \| II (Débil) \| \| Argentina \| \| \| \| \| Lugar \| Provincia \| Población \| Intensidad Mercalli \| \| Mendoza \| Mendoza \| 848 660 \| V (Moderado) \| \| Neuquén \| Neuquén \| 291 041 \| IV (Ligero) \| \| San Juan \| San Juan \| 421 640 \| IV (Ligero) \| \| Ciudad Autónoma de Buenos Aires \| Buenos Aires \| 12 801 364 \| III (Débil) \| |               |            |                     |
| Chile |               |            |                     |
| Lugar | Región        | Población  | Intensidad Mercalli |
| Gran Concepción | Biobío        | 1 083 043  | IX (Violento)       |
| Talca | Maule         | 268.994    | VIII (Severo)       |
| Curicó | Maule         | 153 447    | VIII (Severo)       |
| Linares | Maule         | 93.602     | VIII (Severo)       |
| Chillán | Biobío        | 165 528    | VIII (Severo)       |
| Los Ángeles | Biobío        | 187 494    | VIII (Severo)       |
| Rancagua | O'Higgins     | 236 363    | VIII (Severo)       |
| Santiago | Metropolitana | 6 158 080  | VIII (Severo)       |
| Victoria | Araucanía     | 33 501     | VII (Muy fuerte)    |
| Angol | Araucanía     | 53 996     | VII (Muy fuerte)    |
| Gran San Antonio | Valparaíso    | 144 480    | VII (Muy fuerte)    |
| Gran Temuco | Araucanía     | 410 520    | VI (Fuerte)         |
| Gran Valparaíso | Valparaíso    | 1 066 893  | VI (Fuerte)         |
| Valdivia | Los Ríos      | 127 750    | VI (Fuerte)         |
| Gran Quillota | Valparaíso    | 171 777    | VI (Fuerte)         |
| Illapel | Coquimbo      | 30 355     | VI (Fuerte)         |
| Conurbación La Serena-Coquimbo | Coquimbo      | 429 794    | V (Moderado)        |
| Osorno | Los Lagos     | 153 797    | V (Moderado)        |
| Gran Puerto Montt | Los Lagos     | 266 200    | V (Moderado)        |
| Vallenar | Atacama       | 48 129     | IV (Ligero)         |
| Copiapó | Atacama       | 125 983    | III (Débil)         |
| Antofagasta | Antofagasta   | 285 255    | II (Débil)          |
| Calama | Antofagasta   | 126 135    | II (Débil)          |
| Argentina |               |            |                     |
| Lugar | Provincia     | Población  | Intensidad Mercalli |
| Mendoza | Mendoza       | 848 660    | V (Moderado)        |
| Neuquén | Neuquén       | 291 041    | IV (Ligero)         |
| San Juan | San Juan      | 421 640    | IV (Ligero)         |
| Ciudad Autónoma de Buenos Aires | Buenos Aires  | 12 801 364 | III (Débil)         |

### Réplicas
Casi inmediatamente después del terremoto, comenzaron a sucederse réplicas de distintas intensidades localizadas en territorio chileno. En las 24 horas siguientes, ya se habían producido más de un centenar de estas réplicas, algunas de ellas de gran intensidad, siendo la más fuerte una ocurrida a menos de dos horas del suceso principal y que alcanzó una magnitud de 6,9. Otra de las réplicas más destacables fue la ocurrida a las 8:25 hora local del domingo 28 que tuvo su epicentro en la costa de la Región de O'Higgins y que se dejó sentir desde Valparaíso hasta Concepción, alcanzando una de magnitud de 6,2. Como consecuencia de estas réplicas, muchas de las casas que habían quedado dañadas por el terremoto principal colapsaron definitivamente. Una nueva réplica de magnitud superior a 6, ocurrida el día 3 de marzo, generó conmoción en la población en conjunto con una alerta de tsunami, levantada poco después; a esa fecha, ya se llevaban contabilizadas 203 réplicas que superaban la magnitud 4,9.
| 2010                                                                | 2010       | 2010                              | 2010                                         | 2010        | 2010 | 2010   |
| Fecha                                                               | Hora local | Ubicación                         | Coordenadas                                  | Profundidad | MW   | Ref.   |
| ------------------------------------------------------------------- | ---------- | --------------------------------- | -------------------------------------------- | ----------- | ---- | ------ |
| 27 de febrero                                                       | 03:52:34   | Vichuquén, VII Región             | 34°44′6″S 72°38′17″O / -34.73500, -72.63806  | 35,0 km     | 6,2  | [ 25 ] |
| 27 de febrero                                                       | 04:12:28   | Santo Domingo, V Región           | 33°48′25″S 71°54′47″O / -33.80694, -71.91306 | 35,0 km     | 6,0  | [ 26 ] |
| 27 de febrero                                                       | 04:37:18   | Florida, VIII Región              | 36°50′13″S 72°32′28″O / -36.83694, -72.54111 | 35,0 km     | 6,0  | [ 27 ] |
| 27 de febrero                                                       | 05:01:22   | Lebu, VIII Región                 | 37°39′15″S 75°11′57″O / -37.65417, -75.19917 | 35,0 km     | 6,9  | [ 28 ] |
| 27 de febrero                                                       | 05:25:29   | Vichuquén, VII Región             | 34°45′00″S 72°23′39″O / -34.75000, -72.39417 | 35,0 km     | 6,1  | [ 29 ] |
| 27 de febrero                                                       | 07:30:30   | Navidad, VI Región                | 33°58′9″S 72°52′45″O / -33.96917, -72.87917  | 35,0 km     | 6,0  | [ 30 ] |
| 27 de febrero                                                       | 16:00:06   | El Quisco, V Región               | 33°25′30″S 71°54′33″O / -33.42500, -71.90917 | 30,0 km     | 6,3  | [ 31 ] |
| 28 de febrero                                                       | 08:25:36   | Lolol, VI Región                  | 34°51′51″S 71°34′16″O / -34.86417, -71.57111 | 46,0 km     | 6,2  | [ 32 ] |
| 3 de marzo                                                          | 14:44:25   | Coelemu, VIII Región              | 36°27′8″S 73°4′6″O / -36.45222, -73.06833    | 19,0 km     | 6,1  | [ 33 ] |
| 3 de marzo                                                          | 22:59:49   | Laguna Verde, V Región            | 33°13′37″S 72°2′49″O / -33.22694, -72.04694  | 35,2 km     | 6,0  | [ 34 ] |
| 5 de marzo                                                          | 06:19:37   | Dichato, VIII Región              | 36°32′6″S 73°15′10″O / -36.53500, -73.25278  | 35,0 km     | 6,0  | [ 35 ] |
| 5 de marzo                                                          | 08:47:10   | Dichato, VIII Región              | 36°30′46″S 73°6′58″O / -36.51278, -73.11611  | 35,0 km     | 6,6  | [ 36 ] |
| 11 de marzo                                                         | 11:39:48   | Pichilemu, VI Región              | 34°15′4″S 71°53′20″O / -34.25111, -71.88889  | 11,0 km     | 6,9  | [ 37 ] |
| 11 de marzo                                                         | 11:55:30   | La Estrella, VI Región            | 34°15′47″S 71°46′54″O / -34.26306, -71.78167 | 18,0 km     | 6,7  | [ 38 ] |
| 11 de marzo                                                         | 12:06:03   | Pichilemu, VI Región              | 34°13′3″S 71°53′20″O / -34.21750, -71.88889  | 32,0 km     | 6,0  | [ 39 ] |
| 15 de marzo                                                         | 11:08:28   | Curanipe, VII Región              | 36°08′24″S 73°08′01″O / -36.14000, -73.13361 | 10,0 km     | 6,0  | [ 40 ] |
| 15 de marzo                                                         | 23:22:01   | Cobquecura, VIII Región           | 35°52′50″S 73°16′58″O / -35.88056, -73.28278 | 35,0 km     | 6,7  | [ 41 ] |
| 28 de marzo                                                         | 17:38:33   | Constitución, VII Región          | 35°20′24″S 72°56′02″O / -35.34000, -72.93389 | 25,9 km     | 6,0  | [ 42 ] |
| 23 de abril                                                         | 06:03:06   | Arauco, VIII Región               | 37°24′36″S 72°53′24″O / -37.41000, -72.89000 | 54.4 km     | 6,0  | [ 43 ] |
| 3 de mayo                                                           | 19:09:45   | Tirúa, VIII Región                | 38°6′35″S 73°38′52″O / -38.10972, -73.64778  | 23,0 km     | 6,4  | [ 44 ] |
| 14 de julio                                                         | 04:32:22   | Tirúa, VIII Región                | 38°1′13″S 74°1′31″O / -38.02028, -74.02528   | 28,4 km     | 6,5  | [ 45 ] |
| 2011                                                                |            |                                   |                                              |             |      |        |
| Fecha                                                               | Hora local | Ubicación                         | Coordenadas                                  | Profundidad | MW   | Ref.   |
| 2 de enero                                                          | 17:20:16   | Límite regional, VIII y IX Región | 38°21′0″S 73°16′12″O / -38.35000, -73.27000  | 24,0 km     | 7,1  | [ 46 ] |
| 11 de febrero                                                       | 17:05:30   | Concepción, VIII Región           | 36°20′38″S 72°57′32″O / -36.34389, -72.95889 | 18,0 km     | 6,8  | [ 47 ] |
| 11 de febrero                                                       | 22:17:03   | Lebu, VIII Región                 | 36°10′25″S 73°1′17″O / -36.17361, -73.02139  | 33,0 km     | 6,1  | [ 48 ] |
| 13 de febrero                                                       | 07:35:06   | Concepción, VIII Región           | 36°6′23″S 73°2′05″O / -36.10639, -73.03472   | 33,0 km     | 6,0  | [ 49 ] |
| 14 de febrero                                                       | 00:40:10   | Constitución, VII Región          | 35°25′48″S 72°44′24″O / -35.43000, -72.74000 | 25,0 km     | 6,6  | [ 50 ] |
| 1 de junio                                                          | 08:55:21   | Lebu, VIII Región                 | 37°54′5″S 74°6′3″O / -37.90139, -74.10083    | 10,0 km     | 6,4  | [ 51 ] |
| 2012 (no se incluyen las réplicas del 17 de abril y el 17 de enero) |            |                                   |                                              |             |      |        |
| Fecha                                                               | Hora local | Ubicación                         | Coordenadas                                  | Profundidad | MW   | Ref.   |
| 23 de enero                                                         | 13:04:54   | Concepción, VIII Región           | 36°41′5″S 73°01′5″O / -36.68472, -73.01806   | 33,0 km     | 6,2  | [ 52 ] |
| 25 de marzo                                                         | 19:37:06   | Constitución, VII Región          | 35°10′59″S 71°47′31″O / -35.18306, -71.79194 | 40,0 km     | 7,1  | [ 53 ] |
| 2015                                                                |            |                                   |                                              |             |      |        |
| Fecha                                                               | Hora local | Ubicación                         | Coordenadas                                  | Profundidad | MW   | Ref.   |
| 18 de marzo                                                         | 15:27:24   | Cobquecura, VIII Región           | 36°10′1″S 74°13′8″O / -36.16694, -74.21889   | 23,0 km     | 6,3  | [ 54 ] |
| 3 de octubre                                                        | 03:03:43   | Lebu, VIII Región                 | 36°10′1″S 74°13′8″O / -36.16694, -74.21889   | 20,0 km     | 6,1  | [ 55 ] |
| 2019                                                                |            |                                   |                                              |             |      |        |
| Fecha                                                               | Hora local | Ubicación                         | Coordenadas                                  | Profundidad | MW   | Ref.   |
| 29 de septiembre                                                    | 12:57:53   | Constitución, VII Región          | 35°46′7″S 73°18′1″O / -35.76861, -73.30028   | 31,4 km     | 6,6  | [ 56 ] |

En Argentina se produjeron algunas réplicas del sismo chileno. Fueron particularmente intensos los temblores que se registraron en las provincias de Salta, donde se registraron dos fallecimientos como consecuencia de los temblores, San Juan y Mendoza, donde alcanzó alta intensidad. También se registraron temblores de menor magnitud en las provincias de Neuquén, Río Negro, Chubut, Córdoba, La Pampa, y en Buenos Aires.
El carácter de "réplica" del sismo registrado en Salta, sin embargo, fue puesto en duda debido a sus características geológicas, diferentes a la del terremoto de Cobquecura. Un hecho similar ocurrió con un sismo de magnitud 6,3, registrado el día 4 de marzo a 65 kilómetros de la ciudad chilena de Calama en la II Región de Antofagasta. La proximidad de ambos epicentros (397 kilómetros) y la gran distancia relativa de ambos respecto del sismo principal (más de 1400 kilómetros) sugiere la existencia de un foco sísmico independiente en la zona, aunque la gran diferencia en la profundidad de ambos eventos telúricos (105,1 km para el de Calama y 9,5 km para el de Salta) nuevamente relativiza esa relación.
En tanto, el Observatorio Vulcanológico de los Andes del Sur (OVDAS) detectó un comportamiento anómalo en algunos volcanes chilenos que comenzó luego de producido el terremoto principal. Ante esto, el OVDAS decretó alerta amarilla en el volcán Llaima y restricción de ascenso al volcán Villarrica, como medidas precautorias.

### Terremoto de marzo de 2010
El jueves 11 de marzo, a casi dos semanas de ocurrido el terremoto principal, un fuerte movimiento sísmico se sintió a las 11:39 (hora local) en el sector central de Chile, abarcando prácticamente las mismas zonas afectadas por el sismo del 27 de febrero. El evento alcanzó una magnitud de 6,9 en la escala sismológica de magnitud de momento y su epicentro se ubicó en tierra firme, a cerca de 9 kilómetros al este de la línea costera, en la provincia de Cardenal Caro, en la Región del Libertador General Bernardo O'Higgins.
Como dato anecdótico, ese día y a esa misma hora se estaba efectuando la Ceremonia del Cambio de Mando en el Congreso Nacional, en que la saliente mandataria Michelle Bachelet entregaba la banda presidencial a Sebastián Piñera, ocasión que puso en duros aprietos la etiqueta y la compostura de los participantes y los ilustres invitados, entre los que se contaban varios presidentes sudamericanos y el heredero de la Corona de España.
Este movimiento sísmico y los percibidos a continuación fueron considerados inicialmente como réplicas del terremoto del 27 de febrero. Sin embargo, los análisis sismológicos de los patrones de onda y las ubicaciones del hipocentro determinaron que se referían a un evento independiente, aunque es altamente probable que este evento haya sido muy influenciado por los cambios en las tensiones tectónicas generadas por el primer sismo. Mientras el terremoto con epicentro frente a Cobquecura se produjo por un encabalgamiento (thrust faulting) entre las dos placas, los eventos del 11 de marzo se produjeron como una falla normal (extensional) dentro de la placa Sudamericana.
En las horas siguientes al terremoto de las 11:39, se sucedieron una serie de réplicas con once movimientos sísmicos con magnitud superior a 5,0 y dos con magnitud superior a 6,0. Además, el primero de estos tres sismos generó una alerta de tsunami preventiva a todas las áreas urbanas ubicadas entre la Región de Coquimbo y la Región de Los Lagos, provocando caos e histeria colectiva en la población de ciudades como La Serena, Coquimbo, Valparaíso y Viña del Mar, las cuales concentran la mayor cantidad de población en la zona baja costera en el tramo de la alerta.

### Réplicas de enero de 2011
El 2 de enero de 2011, a más de 10 meses del evento principal, un fuerte sismo se sintió entre las regiones del Biobío y de Los Lagos a las 17:20 (hora local). El terremoto tuvo su epicentro cerca de la localidad de Tirúa, en el límite entre las regiones del Biobío y de La Araucanía, con una magnitud de 7,1 MW. El movimiento sísmico no reportó daños ni víctimas fatales, produciendo solamente cortes temporales en el suministro eléctrico en algunos sectores. En las localidades costeras, la población evacuó hacia zonas seguras de forma espontánea ante el temor de un eventual tsunami en localidades como Tirúa y Puerto Saavedra, aunque finalmente el evento no ocurrió.
A pesar del tiempo transcurrido desde el terremoto principal, los sismólogos afirman que fue una réplica más e incluso en eventos telúricos de similar magnitud, como el terremoto del Océano Índico de 2004, se registraron réplicas hasta 3 años después. En diversas localidades de las regiones de O'Higgins y del Maule se registraron seguidillas de réplicas de magnitud entre 4,0 y 5,0 unas horas antes y en las horas siguientes a la réplica más fuerte, constituyendo un evento denominado enjambre sísmico.

### Réplicas de febrero de 2011
El 11 de febrero de 2011, 16 días antes de cumplirse un año del terremoto principal, se registró un movimiento telúrico que alcanzó una magnitud preliminar de 7 en la escala de magnitud de momento —posteriormente corregido a 6,8— cuyo epicentro se ubicó a 45 kilómetros al norte de Concepción y a una profundidad de 18,4 kilómetros. De manera preventiva, y de acuerdo a Radio Bío-Bío, los habitantes de Dichato fueron evacuados hacia sectores altos del pueblo. Se registraron cortes de luz, colapso en líneas telefónicas y atochamientos en la ciudad capital de la Región del Biobío donde, según los primeros reportes, se sintió con mayor violencia el temblor. Se emitió una alerta preventiva de tsunami a la zona costera de las regiones del Biobío, del Maule y de La Araucanía. Entre los días 11 y 13 de febrero, se sintieron más de 50 sismos de moderada a alta intensidad en la Región del Biobío, destacando cuatro de estos sobre la magnitud 6,0 además de otros leves sismos en el mismo periodo en las regiones de Coquimbo y Valparaíso.

### Réplica de marzo de 2012
El 25 de marzo de 2012, se generó una réplica del terremoto de 2010, que alcanzó una magnitud de 7,1 MW. Su epicentro se localizó en la Región del Maule, a 24 km al noreste de la ciudad de Constitución. El sismo se desencadenó a las 19:37 horas local y tuvo una magnitud máxima en la escala de Mercalli de VIII en las localidades cercanas al epicentro. El sismo fue percibido desde la Región de Coquimbo hasta la Región de Los Lagos; la mayor fuerza del movimiento se registró en las regiones Metropolitana de Santiago, O'Higgins, El Maule y Biobío. La Oficina Nacional de Emergencias de Chile emitió una alerta preventiva de tsunami para las costas del Maule, evacuando así a más de 7000 personas del borde costero de esa región del país. Además se produjeron derrumbes de casas, daños menores en estructuras y pánico entre las personas que a esa hora se encontraban en centros comerciales y lugares de recreación. En Santiago se contabilizaron algunos heridos a causa de la caída de mampostería del Templo Votivo de Maipú y de una sala de cine del Mall Florida Center. En la ciudad de Parral falleció un anciano producto de una paro cardíaco originado por la impresión del sismo.
El 26 de marzo, el ministro del Interior subrogante (s) Rodrigo Ubilla, acompañado por los ministros de Salud (Jaime Mañalich) y de Vivienda y Urbanismo (Magdalena Matte) viajaron a la zona del Maule para constatar el estado de la infraestructura de los lugares y verificar posibles daños, por lo demás se confirmó que los hospitales del área soportaron en buenas condiciones el movimiento, con excepción del Hospital de Constitución que debió ser revisado por ingenieros calculistas. El nivel de expansión del temblor lo hizo perceptible en algunas localidades de Argentina, como lo fue en la ciudad de Mendoza. Este mismo movimiento telúrico causó nerviosismo en las personas que en ese instante presenciaban el encuentro de fútbol entre los equipos de Colo-Colo y Palestino, que se jugaba en el Estadio Monumental de Santiago, causando que incluso muchas personas abandonaran el recinto durante el juego, el cual nunca fue detenido.
En el ámbito educacional, las autoridades se vieron obligadas a suspender las clases para el lunes 26 de marzo en la comuna de Constitución, ya que muchas familias hasta la mañana del lunes aún permanecían en zonas de seguridad ante el temor de una posible salida del mar, sumado al corte de suministros de agua y electricidad, los cuales fueron repuestos durante el día. A pesar de todo solo fue una marejada de 50 cm de altura que azotó la región del Maule y Bíobío.

## Maremoto

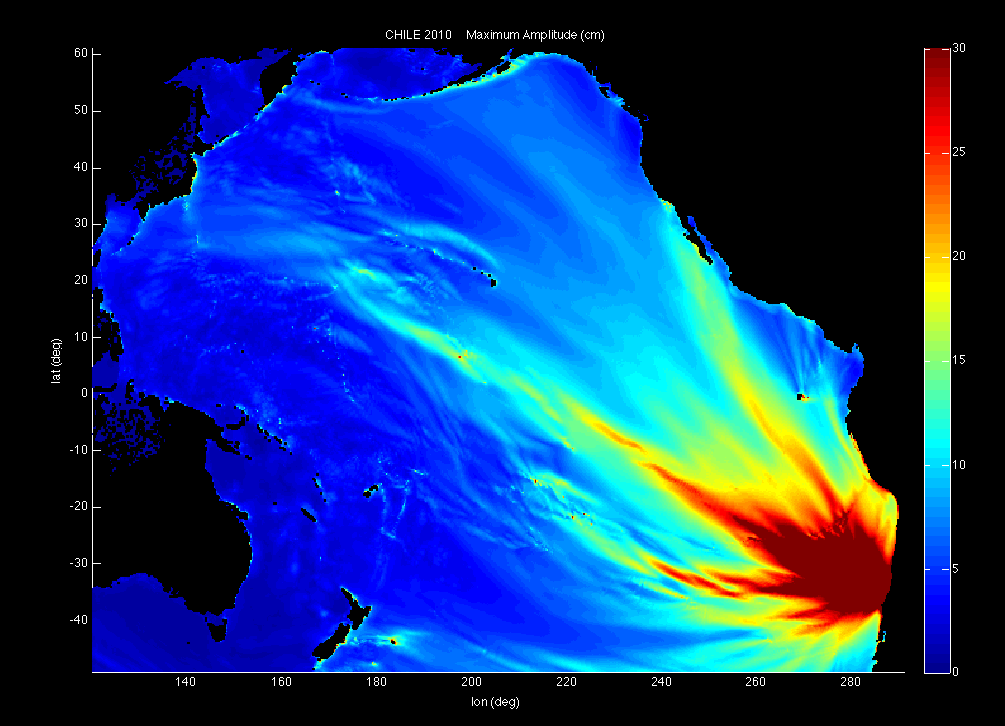
Amplitud del maremoto a lo largo del océano Pacífico.

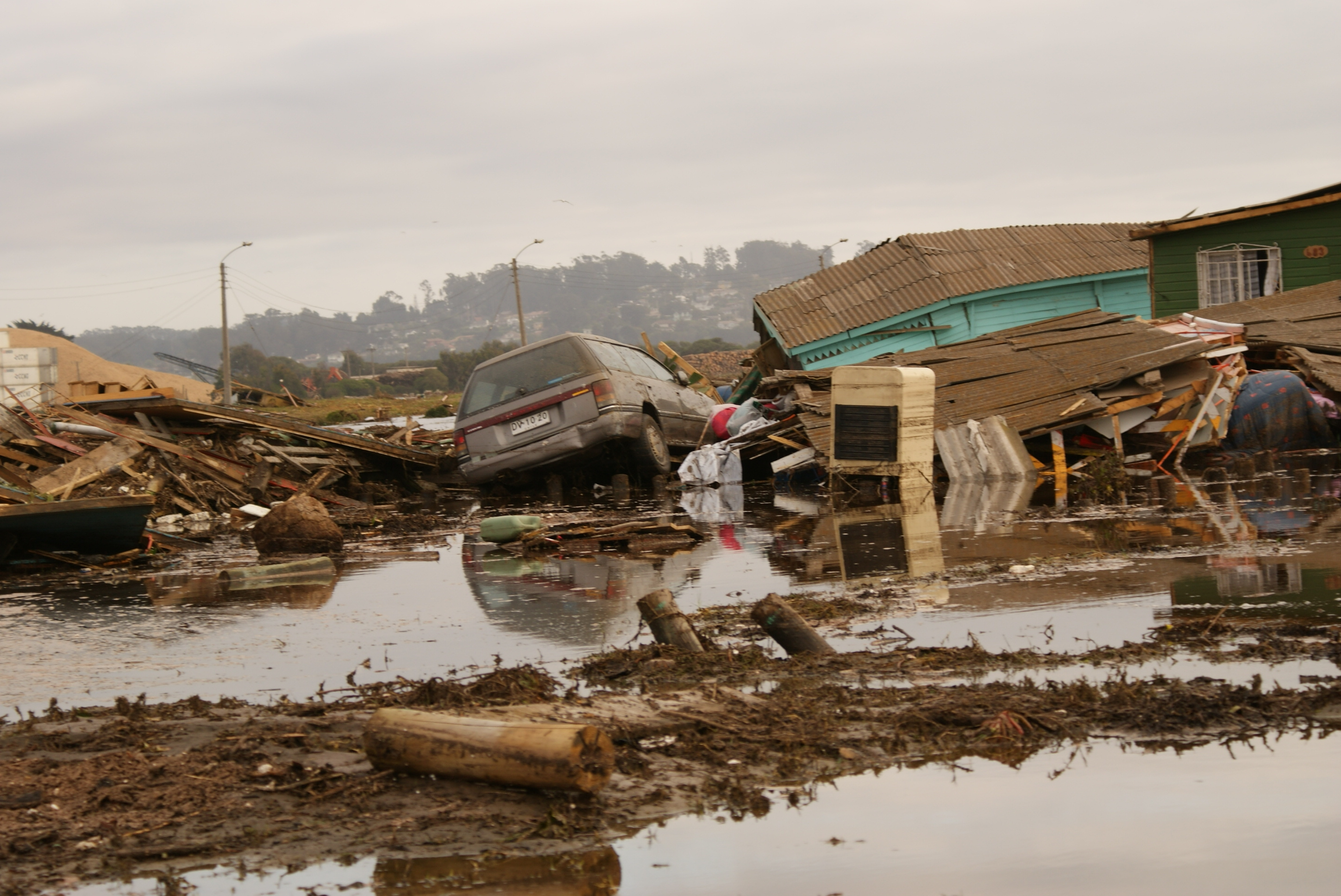
Efectos del maremoto en las costas chilenas.

Debido la localización submarina del epicentro y su proximidad con la costa, gran parte de los estragos fueron ocasionados por el maremoto asociado al movimiento sísmico sobre las localidades costeras. Esta masa de agua a gran velocidad azotó las costas chilenas en pocos minutos, alcanzando las localidades costeras de las regiones del Maule y del Biobío. En Constitución, la primera ola del maremoto llegó cerca de media hora luego del sismo principal, que según testigos superó los ocho metros de altura, siendo seguida unos minutos después por una segunda ola más fuerte de unos diez metros y finalmente una tercera, similar a la primera. El mar ingresó a localidades como Pelluhue y Curanipe, superando los 150 metros al interior en Pichilemu, Iloca, Duao y hasta 200 metros en Coi Coi. En el puerto de Talcahuano, olas de hasta 5 metros penetraron en el casco de la ciudad y el nivel del mar se elevó por sobre los 2,4 metros. El puerto de Valparaíso enfrentó un alza de 1,7 metros en el nivel oceánico.
El maremoto se propagó por gran parte del Pacífico sur. Una de las zonas más afectadas fue el Chile insular y, en particular, el archipiélago de Juan Fernández, donde las olas ingresaron más de 300 metros en el pueblo de San Juan Bautista, en la Isla Robinson Crusoe, una hora después del sismo. En la isla de Pascua, la población logró ser evacuada, pero finalmente el maremoto no impactó con gran fuerza, subiendo el mar solo 0,35 metros más de seis horas después del terremoto.
Por su parte, el Centro de Alerta de Tsunamis del Pacífico generó una alerta de maremoto para gran parte de la costa del océano Pacífico. Un total de 53 países fueron alertados, aunque finalmente los efectos fueron menores a los esperados. El maremoto impactó las costas de Perú, Ecuador, Colombia  y Costa Rica con un alza en el nivel del mar que no superó medio metro. En Hiva’Oa, una de las islas Marquesas, pertenecientes a la Polinesia Francesa, el alza llegó a los 1,79 metros, siendo el registro del maremoto más importante fuera de Chile. El efecto del maremoto chileno llegó a Hawái, alcanzando cerca de un metro de aumento en el nivel del agua, y a las costas de California y Nueva Zelanda. Finalmente, el día 28 de febrero, los últimos efectos del maremoto se detectaron en la isla japonesa de Minamitorishima, donde el mar subió apenas 10 centímetros.

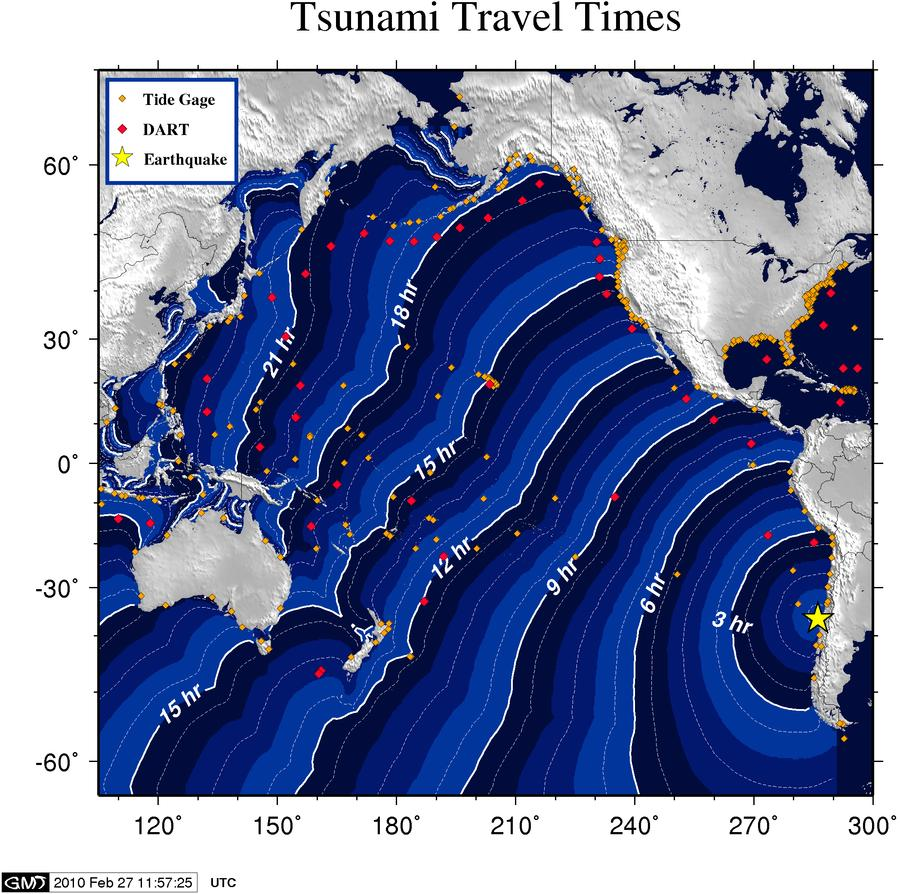
Tiempos de llegada del maremoto por el Pacífico.
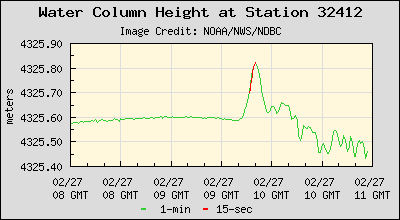
Cambios en el nivel del mar detectados en Lima, Perú.
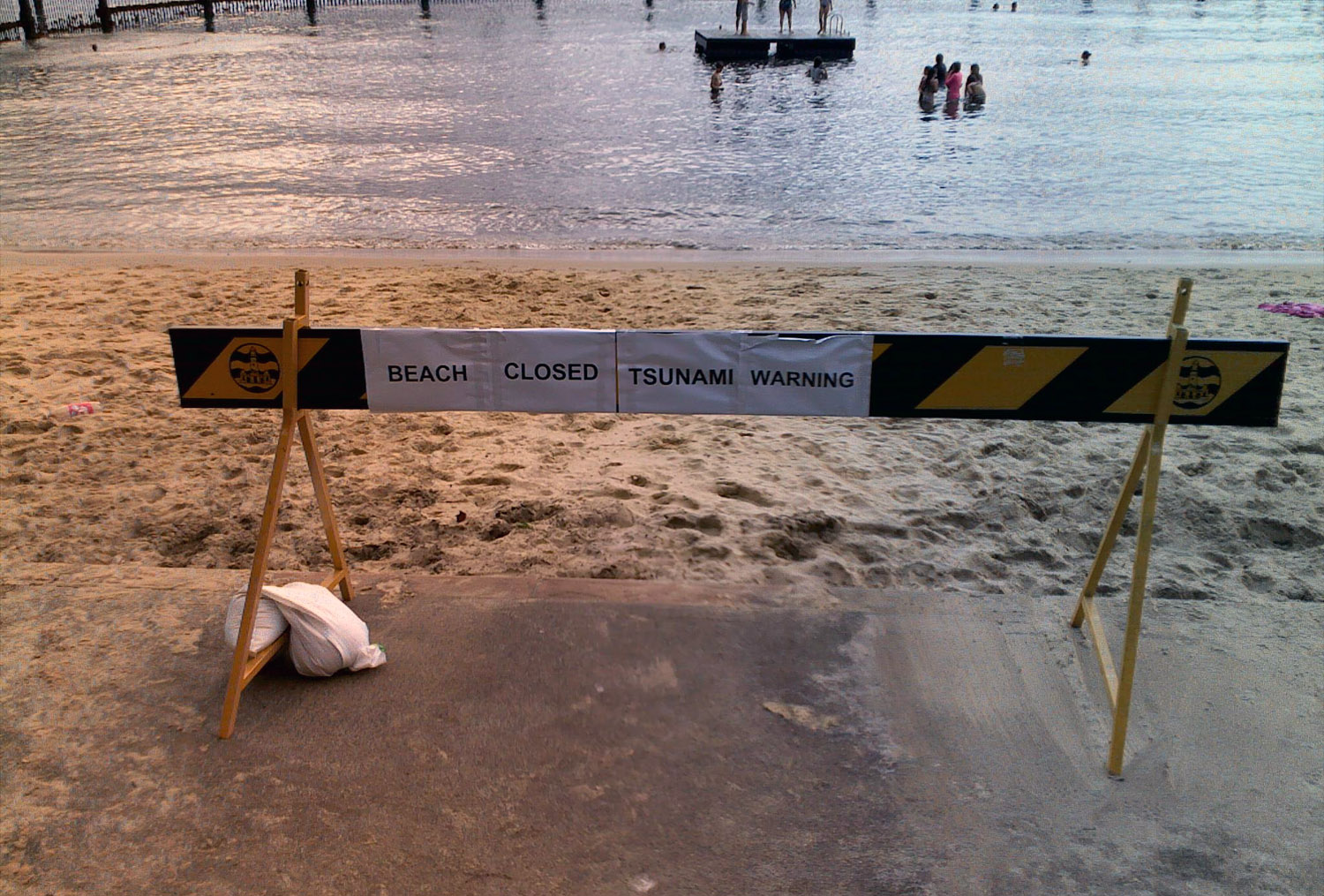
Una playa cerrada por alerta de maremoto, en Sídney, Australia.

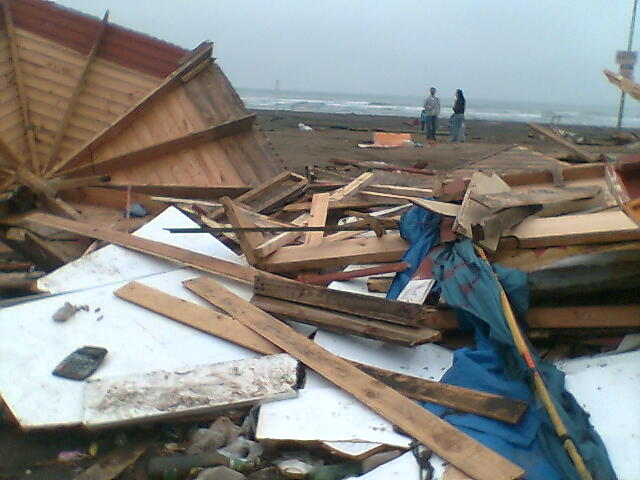
Kioscos destruídos tras la llegada del tsunami en Pichilemu, O’Higgins, Chile.

## Víctimas y daños materiales

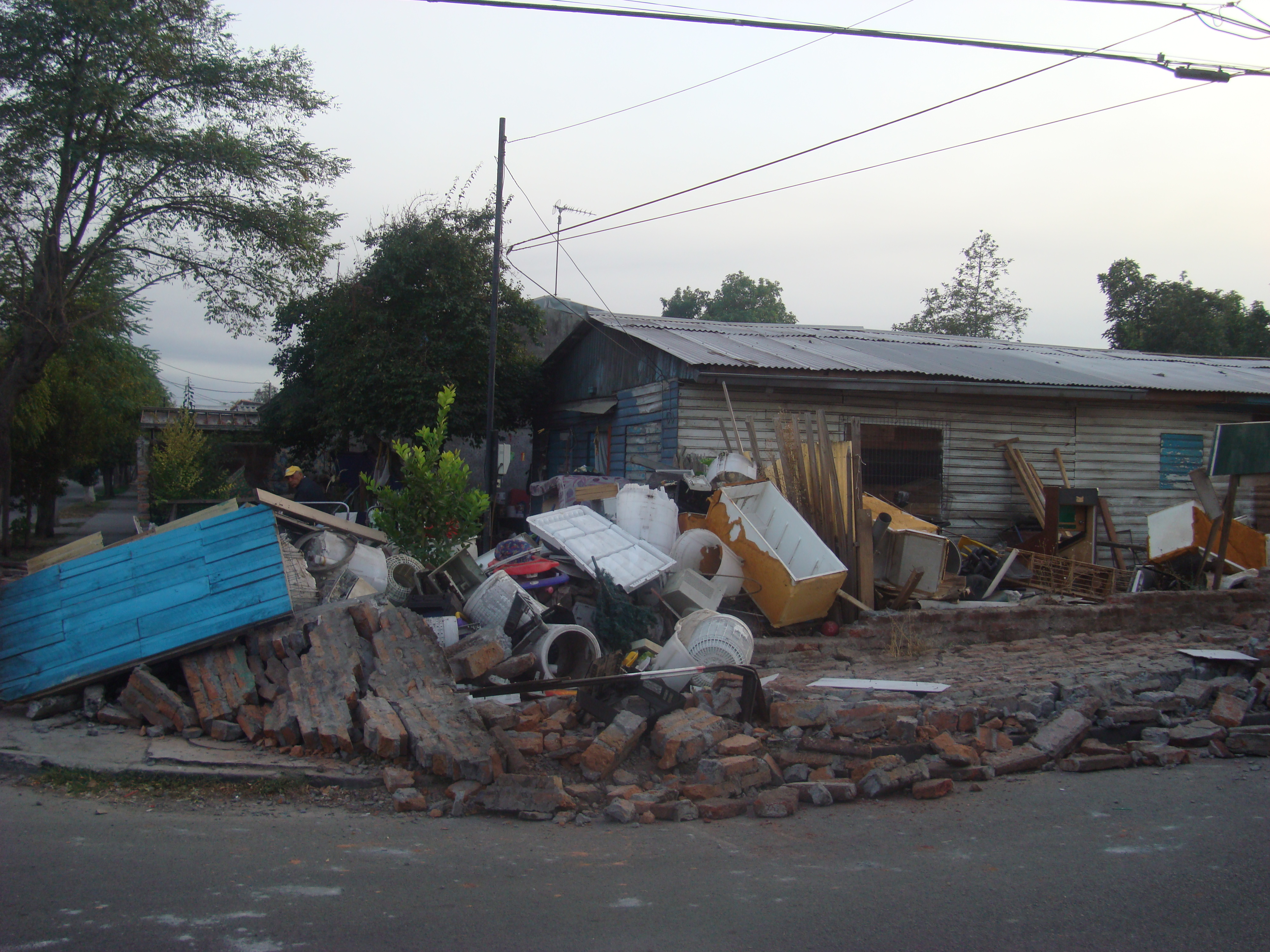
Una casa destruida por el terremoto.

El efecto del terremoto, debido a su alta magnitud, fue devastador. Gran parte de las localidades costeras de las regiones del Maule y del Biobío quedaron completamente destruidas. Fuentes oficiales cifraron el día después al desastre en medio millón el número de viviendas destruidas y en al menos otro millón y medio el de dañadas en alguna medida. El sismo, que fue percibido con fuerza por cerca del 80% de la población chilena, dejó una cifra estimada de 2 millones de damnificados, más del 10% de la población de Chile.
Durante las primeras horas, el número de víctimas fatales subió rápidamente, a medida que los organismos gubernamentales lograban entablar comunicación con las diversas localidades afectadas. A mediodía del 27, la Oficina Nacional de Emergencia del Ministerio del Interior (ONEMI) determinó 78 víctimas en todo el país, 34 en la Región del Maule. A fines del mismo día, el número se encumbró a 214 fallecidos y 15 desaparecidos, y ya para el día 28, llegaron a 708 fallecidos a nivel nacional, concentrados principalmente en el Maule, con 541. Ya para el 1 de marzo, la cifra comenzó a acotarse. La ONEMI anunció ese día 723 fallecidos, que para el día siguiente aumentó a 796. El 3 de marzo, cuando la cifra de fallecidos llegó a 799, el gobierno de Chile publicó la primera lista oficial de estos, aunque parcial.
El conteo de víctimas fatales hasta el 3 de marzo fue entregado diariamente por la ONEMI. Sin embargo, las cifras fueron criticadas debido a su inexactitud, especialmente respecto al conteo de víctimas en la Región del Maule, que eran muy superiores a las reales. Tras ello, el Ministerio del Interior tomó la determinación de entregar un nuevo conteo de víctimas fatales, incluyendo solamente a las víctimas plenamente identificadas por el Servicio Médico Legal (SML) y las instituciones accesorias. Este proceso, iniciado el día 4 de marzo, quedó a cargo de la Subsecretaría del Interior, encabezada por Patricio Rosende. Rosende cada día nombró uno a uno desde el Palacio de La Moneda a los fallecidos identificados; según él, “quienes han muerto en esta catástrofe son personas, y no números, y mientras no tengamos nosotros la certeza total de quiénes son los chilenos que han fallecido en esta catástrofe nos vamos a limitar a informar de aquellos respecto de quienes sí podemos acreditar su identidad”.
| Región             | 27 feb | 28 feb | 1 mar | 2 mar | 3 mar | 4 mar | 8 mar | Final |
| ------------------ | ------ | ------ | ----- | ----- | ----- | ----- | ----- | ----- |
| V de Valparaíso    | 4      | 16     | 16    | 18    | 20    | 16    | 24    | 26    |
| Metropolitana      | 13     | 36     | 38    | 38    | 38    | 21    | 23    | 22    |
| VI de O'Higgins    | 12     | 46     | 48    | 48    | 48    | 3     | 46    | 52    |
| VII del Maule      | 34     | 541    | 544   | 587   | 587   | 177   | 269   | 272   |
| VIII del Biobío    | 10     | 64     | 64    | 92    | 92    | 56    | 120   | 138   |
| IX de la Araucanía | 5      | 5      | 13    | 13    | 14    | 6     | 15    | 13    |
| Total nacional     | 78     | 708    | 723   | 796   | 799   | 279   | 497   | 525   |

Tras el cambio de gobierno realizado el 11 de marzo, el nuevo subsecretario del Interior Rodrigo Ubilla afirmó que una nueva lista de fallecidos sería entregada para actualizar las cifras entregadas por Rosende, la cual cometía diversos errores debido a la falta de información precisa en su momento. La nueva lista fue publicada el 19 de marzo, reduciendo el número a 452 fallecidos, de los cuales 359 tenían completamente identificados tanto su RUN como su causa de deceso. Sin embargo, al analizar el listado se determinó que muchos casos correspondían a personas repetidas o diversas personas con el mismo RUN. El gobierno reconoció el error y publicó un nuevo listado el 20 de marzo consignando 342 fallecidos identificados; sin embargo, el error se repitió nuevamente en dos ocasiones. En su cuarta publicación el mismo día, Ubilla confirmó el número de 342 fallecidos identificados y al menos 62 fallecidos sin extender su certificado de defunción. Una actualización de las cifras elevó la cifra de muertos totales a 432, el 30 de marzo. Durante el año 2010, la cifra de muertos fue constantemente actualizada a medida que se recababan más datos; el 31 de enero de 2011 se estableció un número de 525 muertos y 23 desaparecidos.
Una de las principales causas de muerte fue la asfixia por inmersión producto del tsunami, que cobró la vida de más de un centenar de personas. En enero de 2011, la Fiscalía Nacional publicó el listado oficial de fallecidos producto del tsunami, tanto por asfixia por inmersión como por traumatismos producto del impacto de las olas. El resultado fue de 156 personas fallecidas (82 hombres y 74 mujeres) y al menos 25 personas (14 hombres y 11 mujeres) desaparecidas.
Respecto al terremoto del 11 de marzo, se reportaron dos personas fallecidas en Pichilemu y Talca como producto de fallas cardíacas.

### Región de Coquimbo
El terremoto fue percibido en toda la Región de Coquimbo, siendo la zona sur de esta, específicamente en la provincia de Choapa, donde se registró con mayor fuerza, alcanzando en Los Vilos e Illapel una intensidad de VI en la escala de Mercalli. En Los Vilos, además, un alguero fue reportado como desaparecido como consecuencia de las altas marejadas causadas por el tsunami.
En la conurbación de La Serena-Coquimbo, donde la intensidad fue de V grados Mercalli, no hubo daños en la infraestructura pública. En Coquimbo se registraron marejadas relacionadas con el tsunami principal que afectaron al área costera de la Avenida Costanera, produciendo daños menores a esa vía y a parte de la propiedad privada ubicada en el lugar. En La Serena, producto del corte de la energía eléctrica, se registraron saqueos y robos aislados, poco tiempo después del sismo, además de registrarse daños menores en el Aeropuerto La Florida, que rápidamente fue restablecido para cooperar en la recepción de vuelos nacionales e internacionales, redireccionados desde el Aeropuerto Internacional de Santiago.[cita requerida]

### Región de Valparaíso
Aunque fue sentido en la totalidad de la región, el terremoto afectó principalmente a las zonas costeras en la provincia de Valparaíso, provincia de Marga Marga y la provincia de San Antonio donde fue registrada la mayor intensidad. En Viña del Mar, varios edificios sufrieron daños de gravedad, y dos fueron evacuados por prevención. 30 viviendas en Viña del Mar estaban con daños irrecuperables, más de 300 personas quedaron damnificadas y el edificio del Palacio Vergara quedó dañado. Más de 200 viviendas, el Palacio Subercaseaux y el Muelle Prat fueron algunos de los principales daños registrados en Valparaíso, que se vio principalmente afectado en el sector del casco antiguo y la zona portuaria. El hospital Carlos Van Buren sufrió algunas inundaciones y daños estructurales. En el puerto de San Antonio y en Llolleo, el impacto del tsunami generó graves daños en la infraestructura portuaria y las viviendas cercanas a la costa.
Sin embargo, fue el archipiélago de Juan Fernández el lugar más afectado por el terremoto, aun cuando este no fue sentido debido a estar a más de 600 kilómetros fuera de la costa continental sudamericana. Una hora después del terremoto, el tsunami generado por este golpeó las islas. En la única localidad del archipiélago, San Juan Bautista en la isla Robinson Crusoe, el nivel del mar aumentó fuertemente, ingresando más de 300 metros y cubriendo la mitad del poblado. Los principales edificios fueron destruidos, incluyendo la Capitanía de Puerto, la escuela municipal y la Ilustre Municipalidad de Juan Fernández entre otros. Según testigos, los mismos pobladores alertaron a la comunidad de las olas que llegaban a la bahía, pero muchos no lograron comprender la alerta y corrieron a la playa en lugar de huir a las colinas interiores. Seis personas fallecieron por el impacto de las aguas y otras cinco fueron trasladadas por la Fuerza Aérea de Chile para poder ser atendidas en Valparaíso. En Isla de Pascua, en tanto, la alerta de la Armada permitió la evacuación de su población hacia el interior, aunque el maremoto fue de baja intensidad y no produjo daños ni víctimas.
La infraestructura ferroviaria y vial de la región también presentó daños. El servicio habitual del Tren Limache-Puerto sufrió una interrupción en el puente Las Cucharas, que une a las estaciones de El Salto y Quilpué, debido a una grave falla estructural en uno de sus pilares. El servicio fue retomado el 8 de marzo, pero en dos tramos: el primero desde la estación Puerto hasta El Salto, y el segundo desde Quilpué a Limache más combinaciones, esperando reanudar el servicio en su totalidad el día 19 de marzo. Además, hubo cortes por caídas de pasarelas en la ruta 5 Norte a la altura de Nogales, La Calera y Llaillay; derrumbes en la Ruta E-41 en la provincia de Petorca y cierre de los puentes Lo Gallardo en Llolleo y Yali en Santo Domingo.

### Región Metropolitana de Santiago

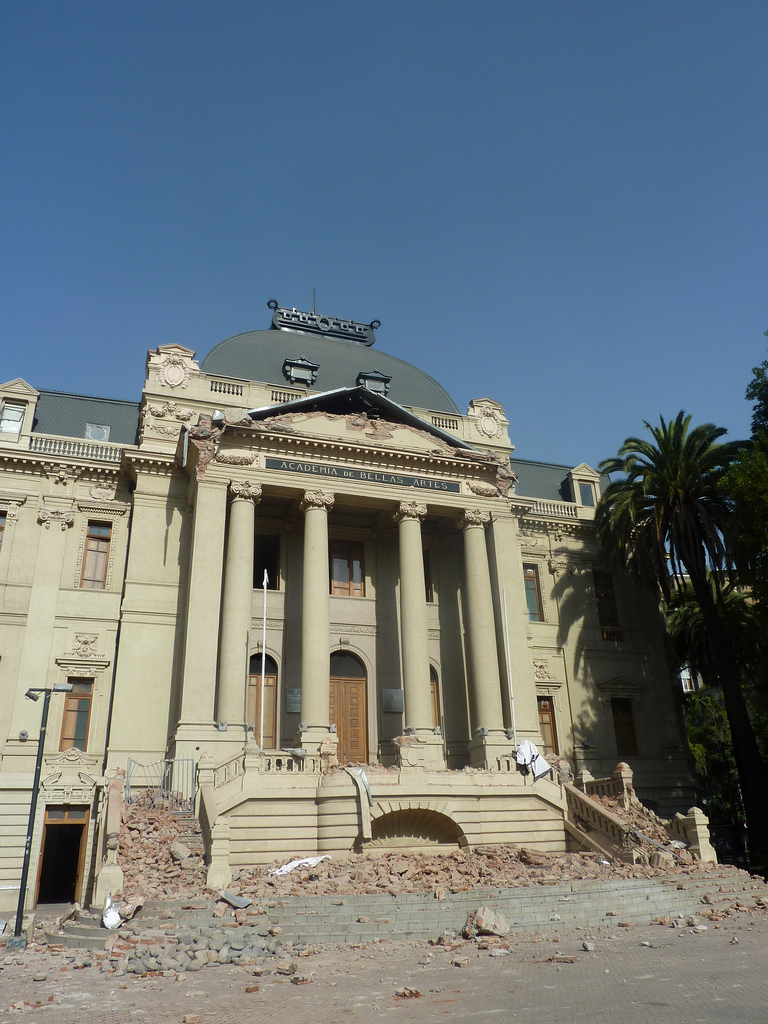
Frontis del Museo de Arte Contemporáneo después del terremoto.

En Santiago de Chile y en toda la Región Metropolitana, varios edificios sufrieron graves daños, aunque en general menores comparados con los sufridos durante el terremoto de 1985. Dentro de los edificios inutilizados en la capital de Chile, destaca el parcial derrumbe de la iglesia de la Divina Providencia de la cual se desprendió su campanario y la Basílica del Salvador, ya dañada en el terremoto de 25 años atrás. Asimismo, monumentos nacionales como el Museo de Arte Contemporáneo, el Mercado Central, el Palacio Cousiño, la Casa Central de la Universidad de Chile y el Club Hípico sufrieron daños de diversa consideración, en este último cabe destacar que el recinto original cuyas edificaciones datan de fines del siglo XIX y principios del XX no sufrieron daños sino el muro perimetral edificado en los años 1970 mientras el cerro Santa Lucía debió cerrar su paseo por los daños y rodados vividos allí. Diversos centros de salud se vieron afectados en su estructura, siendo el Hospital Félix Bulnes el más afectado, debiendo ser cerrado y sus pacientes evacuados. Establecimientos educacionales como el Liceo Manuel Barros Borgoño debieron ser cerrados y sus alumnos reubicados en otros centros.
El Palacio de La Moneda, sede del gobierno nacional y uno de los pocos edificios coloniales de Santiago que ha sobrevivido a los sismos, sufrió daños menores como desprendimiento de frisos en patios interiores y grietas en algunos muros, y algo más graves, como agrietamientos completos en el Salón Prat, ubicado entre el frontis delantero y el Patio de los Cañones. Pese a que una de las zonas más afectadas corresponden al casco antiguo de la ciudad, en sectores como el barrio Brasil y las comunas de Santiago y Quinta Normal, la mayor parte de los edificios dañados corresponden a la edificación más reciente en este sector, con un promedio de menos de diez años de construcción. Esto se corresponde con el daño a edificios de poca antigüedad en sectores como Maipú, Ñuñoa y la Ciudad Empresarial que quedaron inutilizados o seriamente dañados. Muchas de estas construcciones habrían infringido las normas de seguridad antisísmicas impuestas oficialmente a partir de 1960 o se ejecutaron en suelos no aptos para la construcción de viviendas. Uno de los ejemplos más claros fue el de dos edificios de cuatro pisos en Maipú en los cuales algunos pisos colapsaron y estuvieron a punto de provocar el desplome completo de la estructura.
La infraestructura de transporte sufrió daños aislados. El Metro de Santiago resistió sin ningún tipo de daño estructural y solo algunas estaciones enfrentaron caídas de elementos menores como avisos publicitarios, por lo que el servicio fue retomado el día 28 en cuatro de las cinco líneas; la Línea 5 se reabrió el día 1 de marzo, excepto la estación Rodrigo de Araya, operativa el día 2 de marzo. El terminal de pasajeros del Aeropuerto Internacional Arturo Merino Benítez sufrió masivos desprendimientos en sus terminaciones interiores y pasarelas, así como conducciones de aire acondicionado, por lo que se clausuró por un día. La Ruta 68 que conecta la ciudad de Valparaíso con Santiago fue cerrada por peligro de derrumbes. De las cuatro autopistas urbanas existentes, solo la Autopista Vespucio Norte Express enfrentó daños importantes producto del desprendimiento de algunos tramos y de tres puentes, estimándose un año como el plazo para poder reparar estos problemas. Algunas pasarelas y numerosos cruces, en tanto, colapsaron sobre la Carretera Panamericana, provocando algunos cortes. El terremoto provocó el colapso de las líneas telefónicas, por lo que era difícil confirmar los daños, junto con un apagón de todo el Sistema Interconectado Central, desde la III a X Regiones, por lo cual los servidores de Internet localizados en Santiago y otras ciudades afectadas dejaron de funcionar temporalmente.
En total, las víctimas fatales en la Región Metropolitana llegaron a 38. La mayoría correspondió a personas que fallecieron producto de infartos. La principal tragedia a nivel regional correspondió a la muerte de una familia completa en Lonquén, una localidad rural al suroeste de Santiago, producto de la caída de un silo en desuso sobre el hogar provocando la muerte instantánea de los siete ocupantes. Además, 123 personas quedaron damnificadas y 28 viviendas destruidas en la Región, mientras el número de heridos llegó a 1400 y 29 personas quedaron en albergues. En tanto, el Ministerio de Vivienda y Urbanismo analizó 2337 edificaciones a nivel regional, y aunque más del 70% de las viviendas no presentaban daños importantes, 480 fueron declaradas inhabitables.

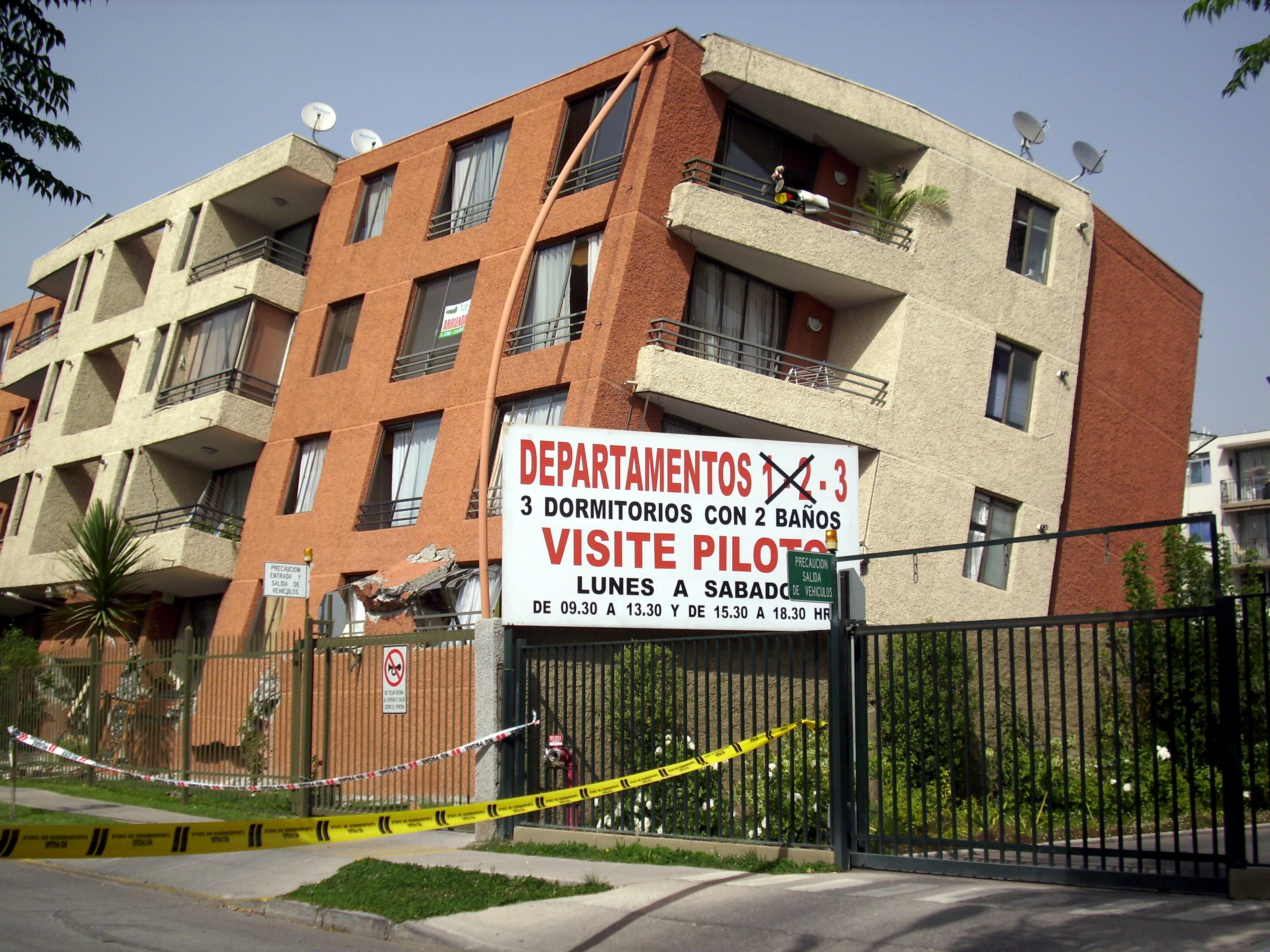
Edificio «Don Tristán» en Maipú, uno de los más dañados en la ciudad.
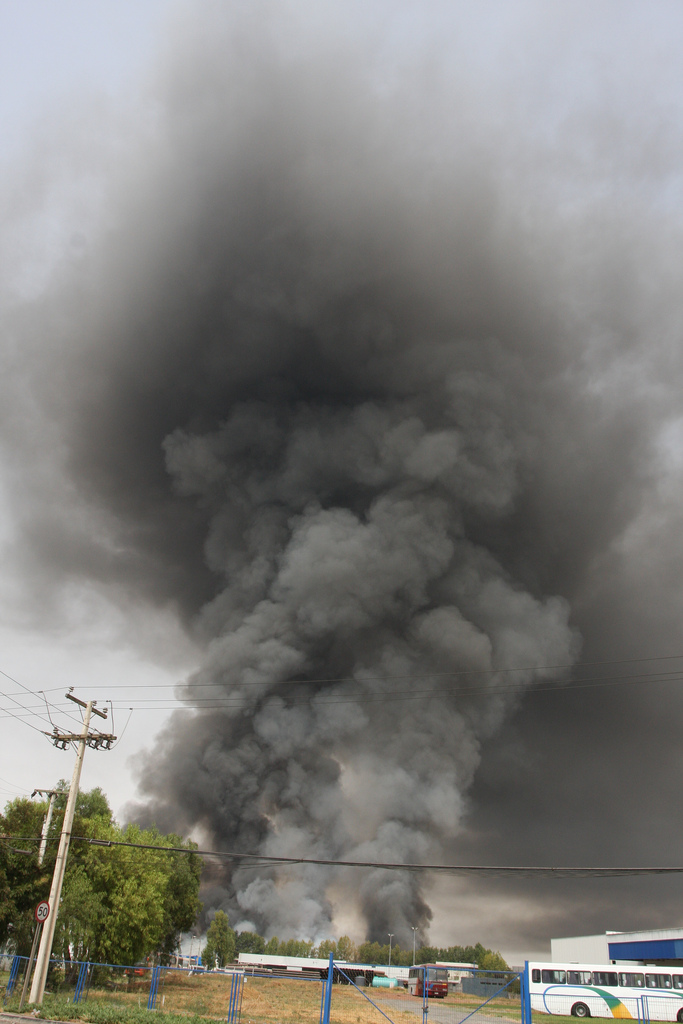
Incendio de una fábrica de plásticos en Lampa.
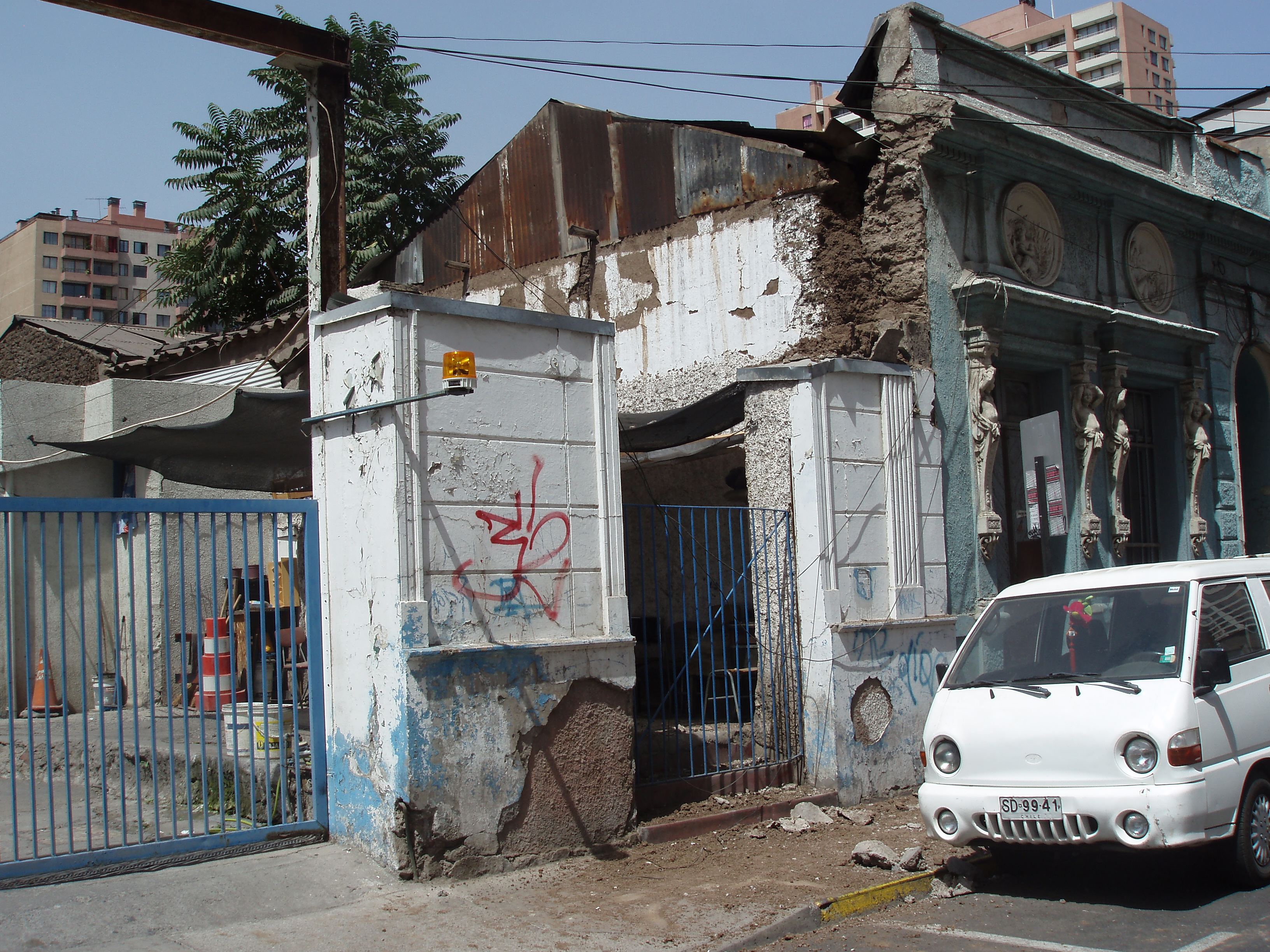
Daño en una casa en Santiago.
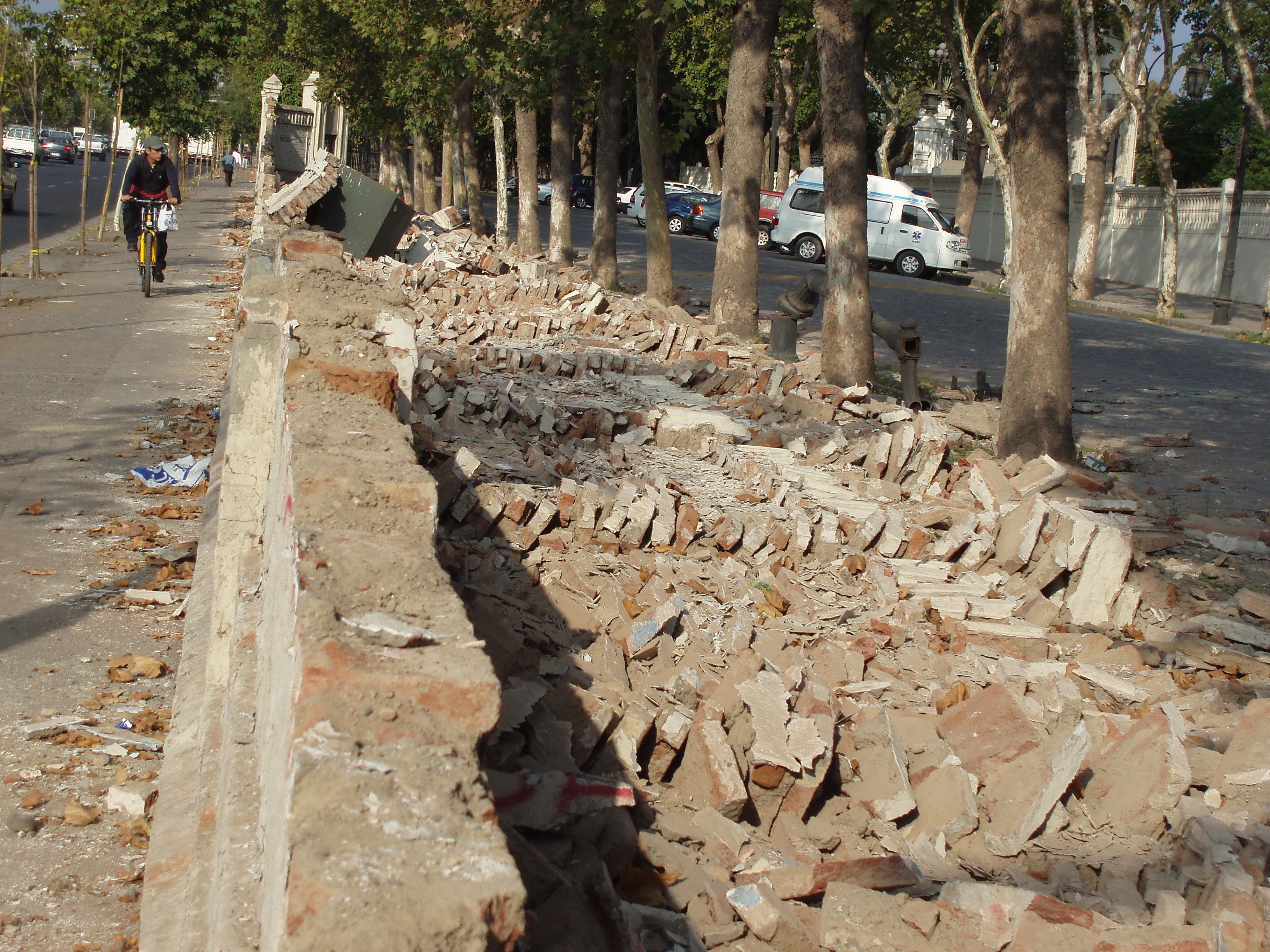
Muro destruido junto al Club Hípico.

### Región del Libertador General Bernardo O'Higgins

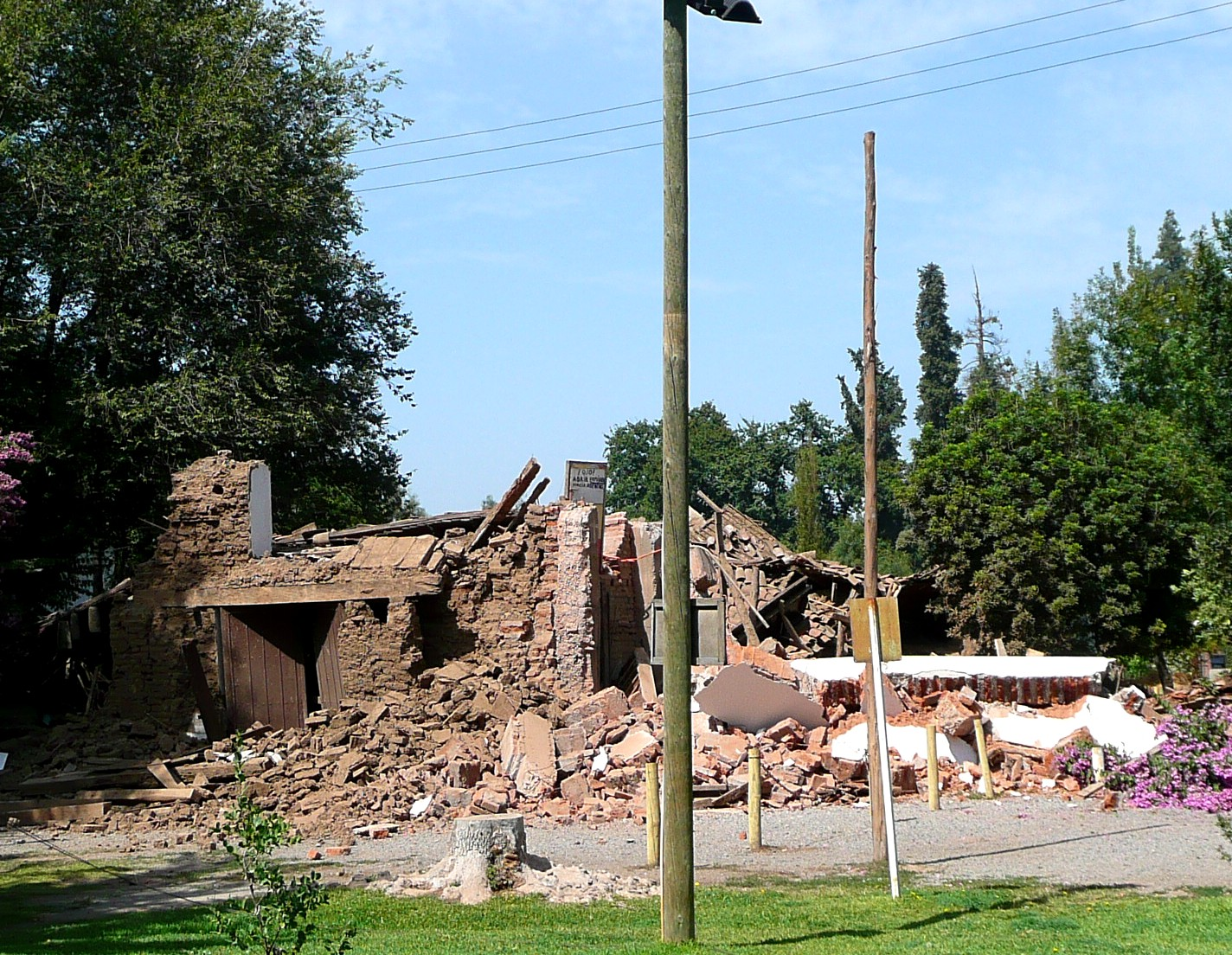
La Iglesia de la Compañía de Graneros, que data de 1758, fue completamente destruida por el terremoto.

Según la ONEMI, 130 237 personas se encuentran damnificadas en la Región de O'Higgins, con un número de 14 212 viviendas destruidas. El gobierno central decretó "estado de catástrofe" en toda la Región con el fin de entregar recursos extraordinarios para las labores de rescate y reconstrucción. La Región de O'Higgins enfrentó diversos daños, aunque estos alcanzaron mayor notoriedad en el mundo rural. Varias comunidades quedaron aisladas y la comunicación con ellas tardó considerablemente respecto a las zonas urbanas. Gran parte de las viviendas de la zona, construidas en adobe, quedaron completamente destruidas o inutilizables. En la comuna de Peralillo, un 90% de las viviendas cayeron, incluyendo muchas que eran de carácter patrimonial. En tanto, en Chépica, 60% de sus viviendas están inhabitables y el templo de San Antonio de Padua se derrumbó totalmente, quedando solo en pie su torre central. La destrucción de las viviendas no fue el único problema de las localidades rurales: el cementerio de Placilla sufrió serios daños y muchos cadáveres quedaron expuestos, generando un foco infeccioso en el sector.
En Rancagua, la capital regional, el convento de la Merced quedó destruido. 45 192 personas quedaron damnificadas en la comuna y respecto a las viviendas, 7660 tuvieron daños menores, 3880 tuvieron problemas graves y 505 resultaron destruidas. San Fernando tuvo pocos problemas; sin embargo, su vecina ciudad de Santa Cruz sufrió de varios derrumbes de viviendas y edificios históricos, acumulando el mayor número de decesos a nivel regional. El santuario de Santa Rosa de Pelequén quedó con graves daños estructurales. En el sector costero, el tsunami provocó estragos, ingresando varias cuadras al interior en la ciudad de Pichilemu y arrastrando a dos niños hacia alta mar. En Bucalemu, el mar entró hasta más de 600 metros fuera de la línea costera.
Además, el terremoto provocó varios daños a la infraestructura vial, con cortes en la ruta 5 Sur, la Carretera de la Fruta y la Carretera del Ácido. Pese a las alertas iniciales, el embalse Convento Viejo resistió el terremoto y no tuvo peligro de derrumbe. En tanto, importantes daños sufrió Monticello Grand Casino, el casino más grande de Sudamérica (ubicado en Mostazal, junto al límite entre las regiones Sexta y Metropolitana), debiendo evacuar a 3500 personas de sus dependencias al momento de ocurrir el sismo. El terremoto además habría causado grave daño a la industria vitivinícola en el valle de Colchagua, provocando una pérdida de millones de litros producto de la destrucción de bodegas y la falta de riego ante la ausencia de agua potable y electricidad, siendo el Merlot una de las cepas más afectadas.
El 11 de marzo, el impacto de un nuevo terremoto y sus réplicas se extendió principalmente sobre la VI Región, aunque fue considerablemente menor al movimiento sísmico del 27 de febrero. De acuerdo con la ONEMI, solo se registró la caída de una pasarela peatonal sobre la ruta 5, algunos cortes del servicio eléctrico y un oleaje algo mayor en la costa que no causó daños, pese a la alerta preventiva de tsunami efectuada inicialmente. Dentro de las primeras medidas del gobierno de Sebastián Piñera, que asumió la presidencia de la República minutos después de este terremoto menor, fue declarar “estado de catástrofe” en la Región de O'Higgins.

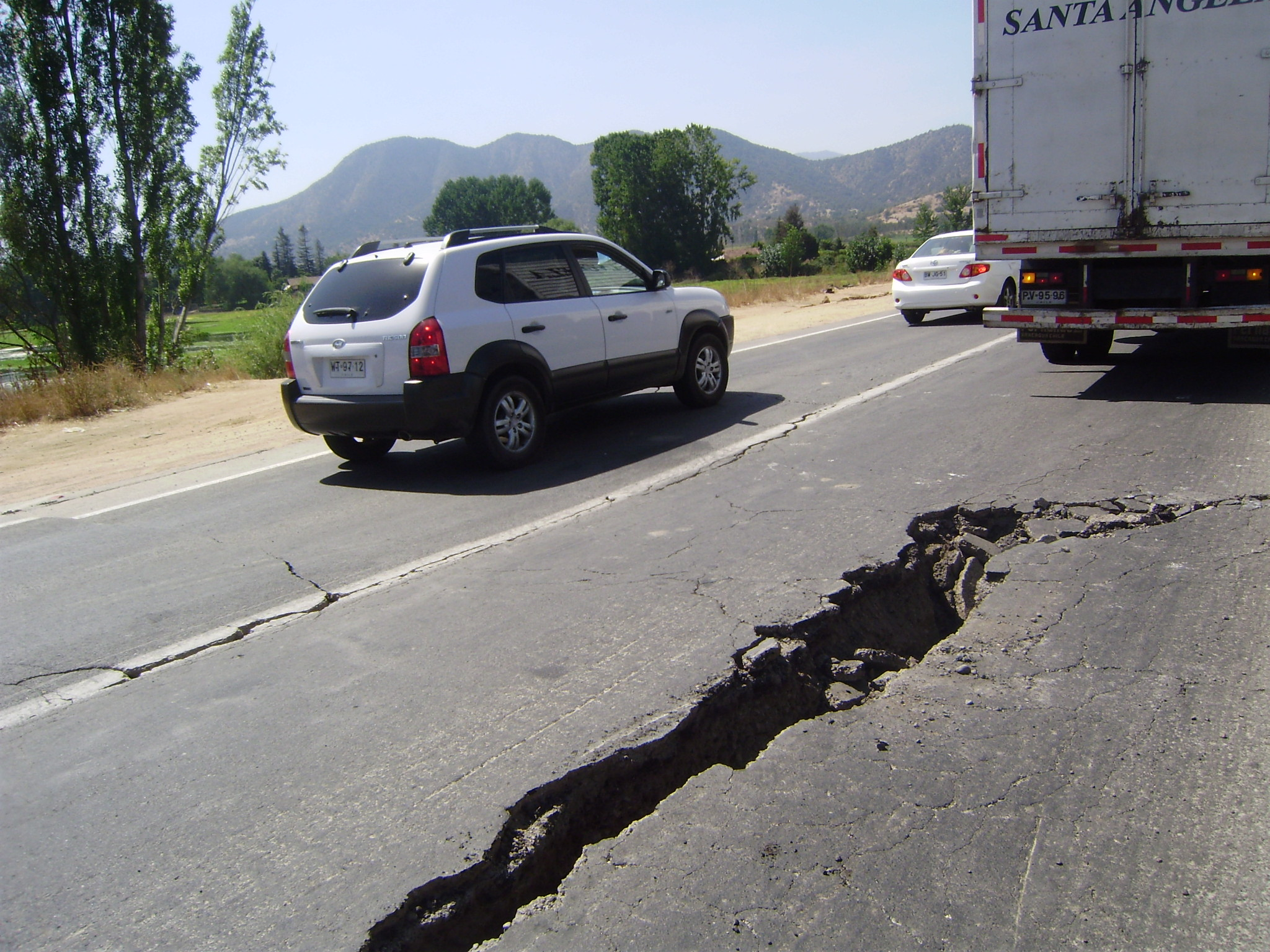
Grieta en la Carretera de la Fruta.
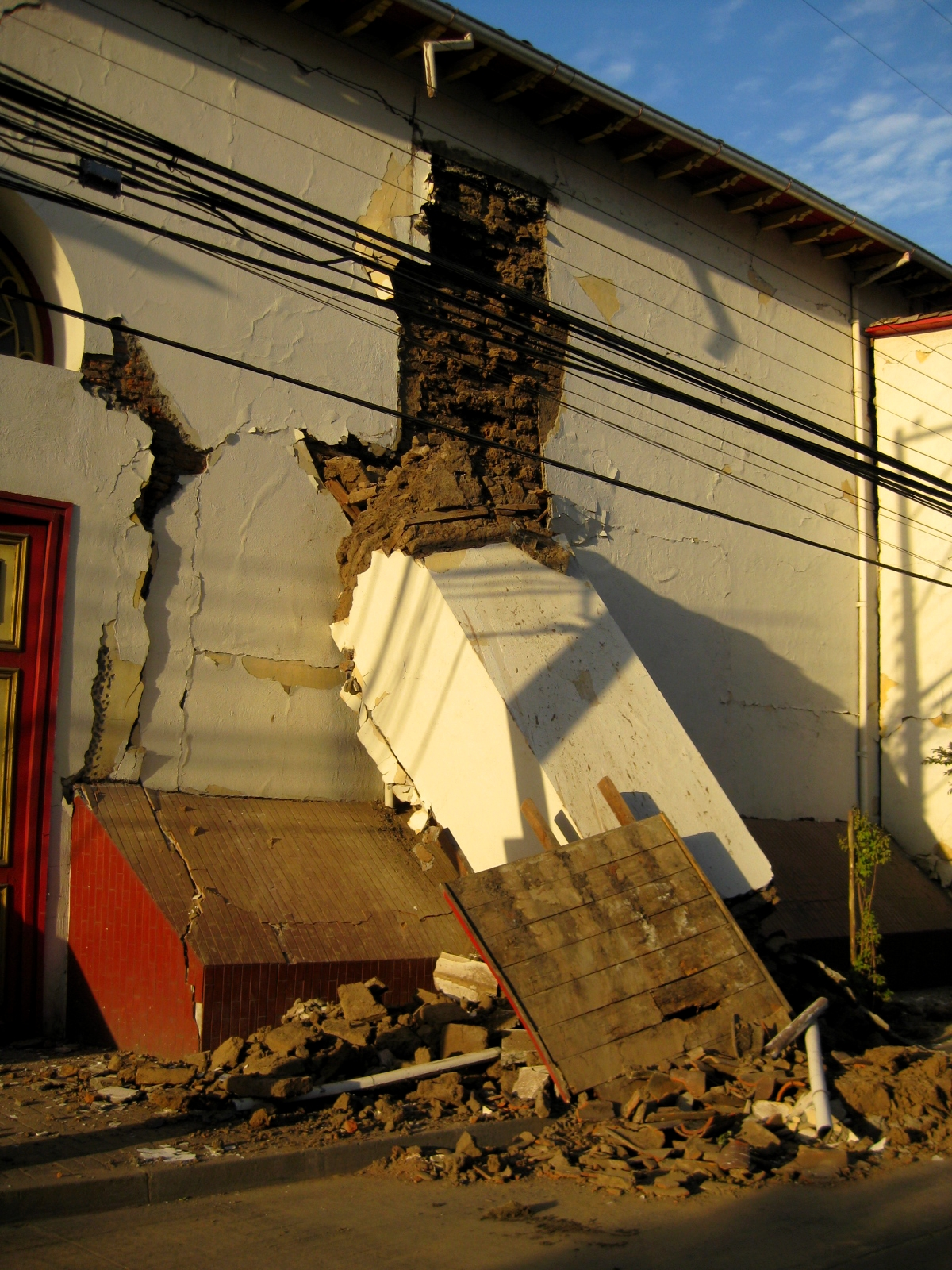
Iglesia de La Merced.
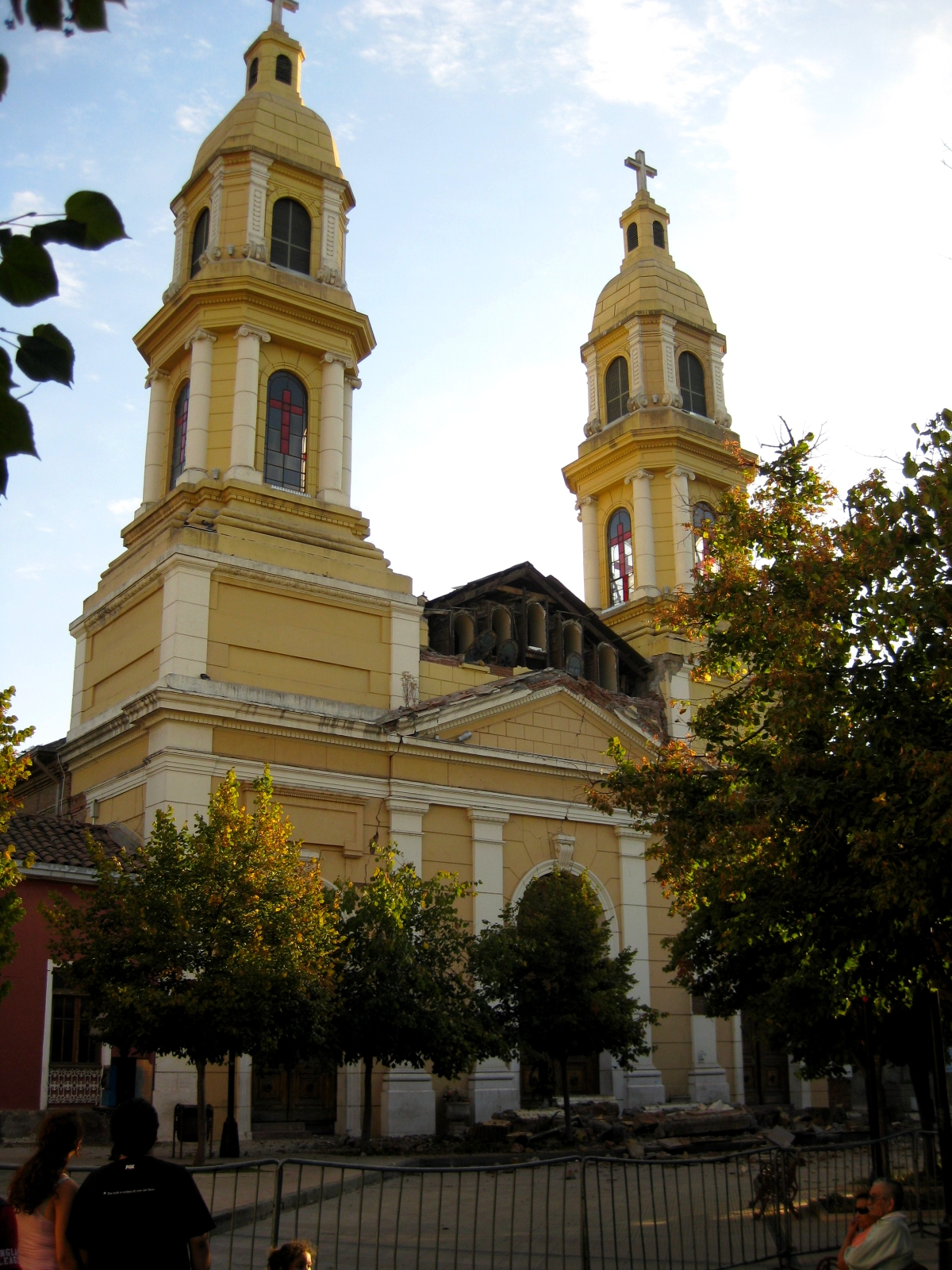
Catedral de Rancagua tras el terremoto.
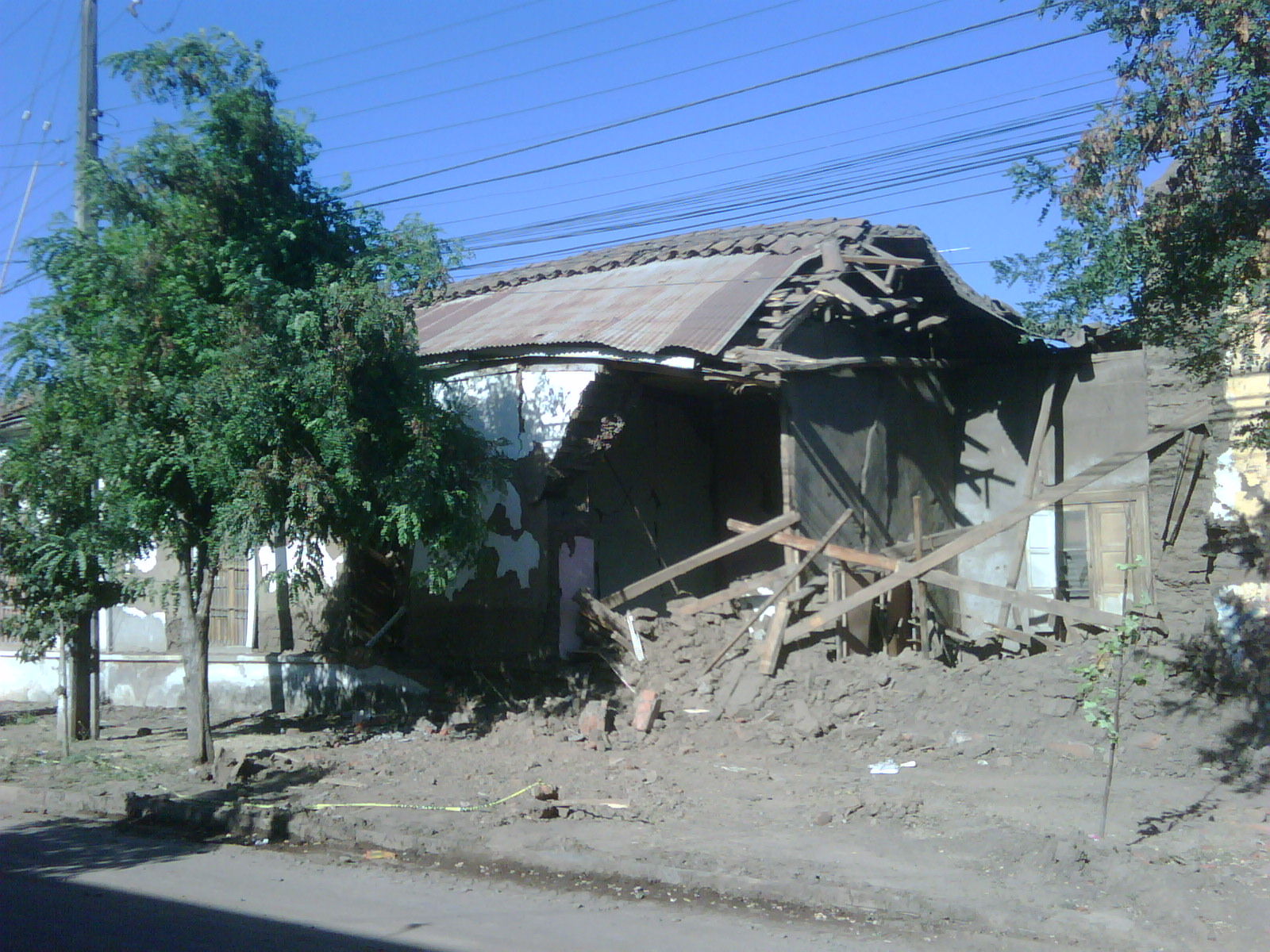
Casa destruida en Rengo.

### Región del Maule

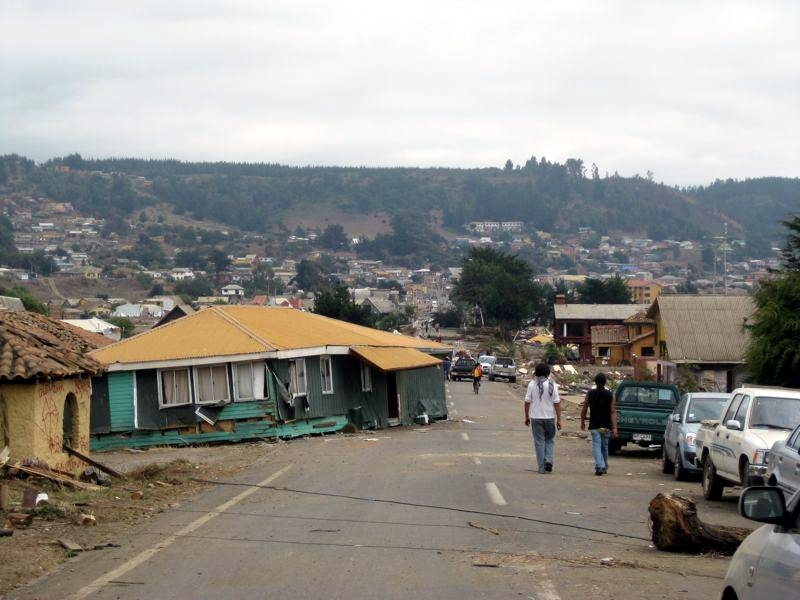
Casa arrancada desde el suelo por el tsunami hasta las calles de Pelluhue.

Carta de inundación por tsunami de Constitución realizada por el SHOA.

La Región del Maule fue sin dudas una de las más afectadas de todo el país. De acuerdo a las cifras iniciales entregadas por la ONEMI, en ella se concentraban más de 580 fallecidos oficialmente, cerca de tres cuartas partes del total a nivel nacional; sin embargo, el Ejército determinó que la cifra era mucho menor (316 fallecidos), diferencia explicada principalmente por la inclusión inicial de desaparecidos en la lista de decesos y de fallecidos en hospitales por causas naturales.
Gran parte de la destrucción se concentró en el sector costero, afectado por el tsunami generado. Así, localidades como Constitución, Iloca, Curanipe y Pelluhue prácticamente desaparecieron. En Constitución, la cifra de muertos inicial se elevó por sobre las 350 personas, siendo luego ajustada a 172. Luego de que el impacto del terremoto destruyera gran parte de las viviendas, media hora después sobrevino la primera de tres olas que entraron a la ciudad, superando los 8 metros cada una, y que aprovecharon la desembocadura del río Maule para ingresar con mayor facilidad hasta la Plaza de Armas de la ciudad. Gran parte de los fallecidos correspondieron a unas doscientas personas que, al momento del terremoto, estaban acampando en una pequeña isla próxima a la desembocadura.

Casas de dos pisos fueron arrastradas desde sus bases. [...] La fuerza del mar fue tal, que los ocupantes de las viviendas que lograron permanecer en pie, se encontraron con pescados y algas sobre las mesas y sillones al interior de estas. La pérdida material es completa.
La amenaza de las olas provocó una estampida de personas semidesnudas que arrancaban con niños en brazos. [...] La conmoción no dejaba a nadie respirar. El ánimo del personal de Carabineros y Bomberos se encontraba completamente resquebrajado. Un policía lloraba al relatar que una menor de cinco años había sido arrancada de sus brazos por la fuerza del mar.
Paula Riquelme, periodista y testigo del tsunami en Constitución.

Por su parte, las ciudades de Cauquenes, Talca, Linares, Curicó y Parral, así como gran parte de los poblados de la Región, sufrieron devastadores daños estructurales. Las antiguas y centenarias edificaciones de adobe de estas ciudades, que no habían sufrido mayor daño en los anteriores terremotos de 1960 y 1985 debido a la distancia relativa entre ambos epicentros, resultaron esta vez muy seriamente dañadas o completamente destruidas. Más de la mitad del casco histórico de estas ciudades quedó devastado, incluyendo diversos monumentos históricos y centenarias construcciones de origen colonial. En Talca, por ejemplo, más de 8000 viviendas tradicionales resultaron con daños mayores o totales, gran parte de ellas en el casco histórico de la ciudad. La Carretera Panamericana se vio gravemente dañada debido al desplome del puente sobre el río Claro mientras los accesos desde esta ruta a Parral, Cauquenes y Chanco quedaron inhabilitados, lo que en conjunto provocó enormes dificultades para poder establecer la comunicación entre la capital y las ciudades afectadas de la VII y la VIII Región. El maremoto que afectó a Constitución también produjo serios daños en las plantas de celulosa de CELCO, por lo que debieron suspenderse las actividades industriales.
El terremoto también afectó uno de los principales parques nacionales del centro de Chile. Una fisura en las rocas provocó que las aguas que dan vida a los saltos del Parque nacional Radal Siete Tazas filtraran a las napas subterráneas, quedando estos completamente secos.

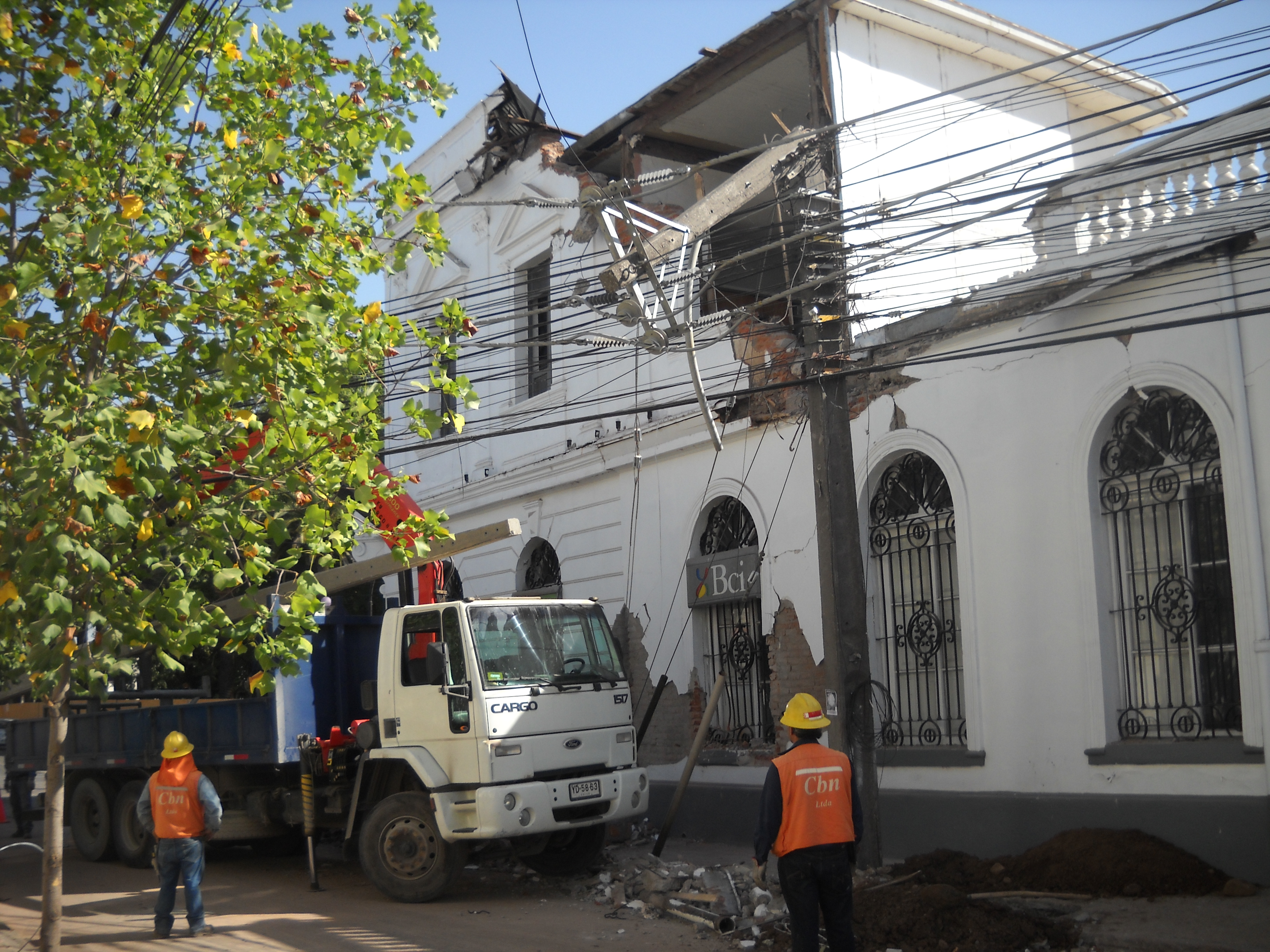
Sucursal del Banco de Crédito e Inversiones en Curicó.
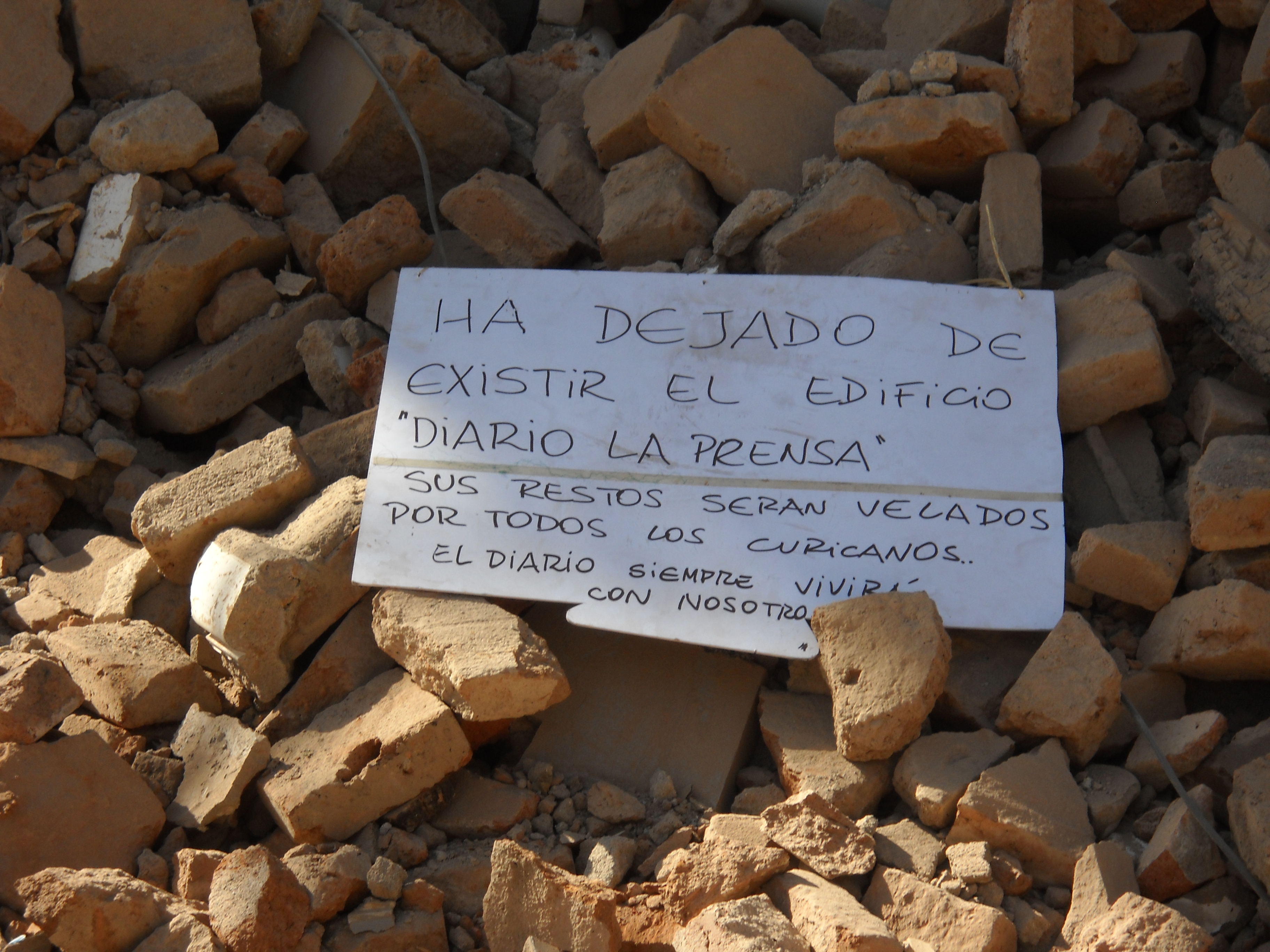
Ruinas del edificio del diario La Prensa de Curicó.
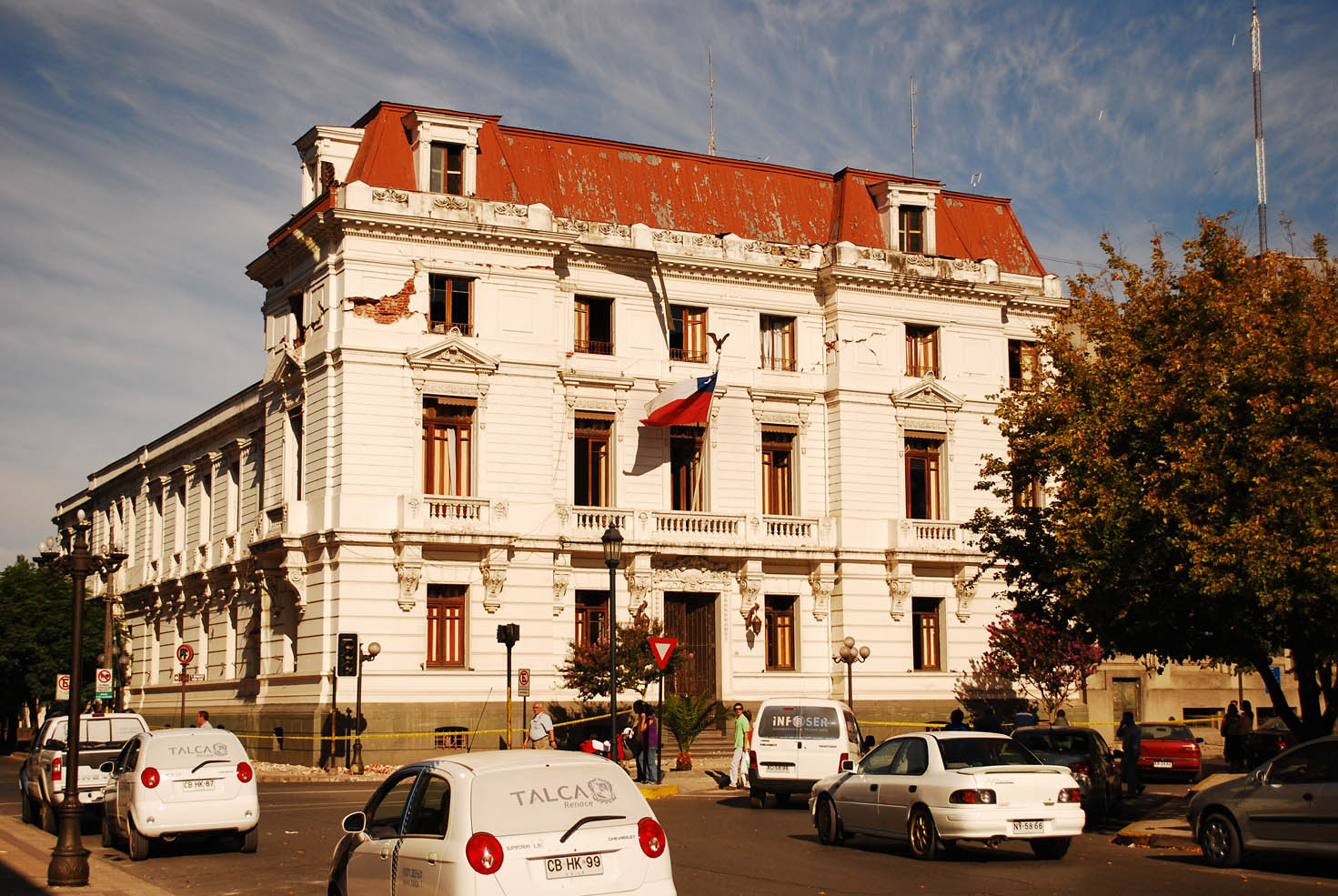
Intendencia del Maule, Talca.

### Región del Biobío

#### Provincia de Concepción
Debido a su tamaño y numerosa población, fue el Gran Concepción el que concentró la mayor preocupación en la Región del Biobío. La ciudad de Concepción sufrió graves daños en las viviendas, edificios e infraestructura. Pese a que gran parte de la población estaba en sus hogares cuando comenzó el sismo, a esa hora había gran cantidad de gente en el Barrio Estación, principal centro de entretenimiento en Concepción. Carabineros debió utilizar megáfonos para poder controlar a la gente que huía de bares y restoranes. Muchas personas de Concepción y Talcahuano se trasladaron de inmediato a las zonas más altas para huir del tsunami que azotó las costas penquistas. En el puerto de Talcahuano, el impacto del mar arrastró navíos hacia el centro de la ciudad, cubriendo de agua, barro y escombros sus calles. La base naval, los astilleros de ASMAR y el Edificio Consistorial sufrieron importantes daños, al igual que la infraestructura portuaria, afectando gran número de contenedores que quedaron inundados. El monitor Huáscar, en tanto, fue arrastrado por el tsunami, cambiando su orientación habitual de norte a sur por la de oeste a este. Los daños en la base naval provocaron que cientos de materiales explosivos (como bengalas) fueran arrastrados por el tsunami hacia la bahía de Talcahuano, por lo que la Armada de Chile decidió prohibir la navegación hasta rescatar el material.

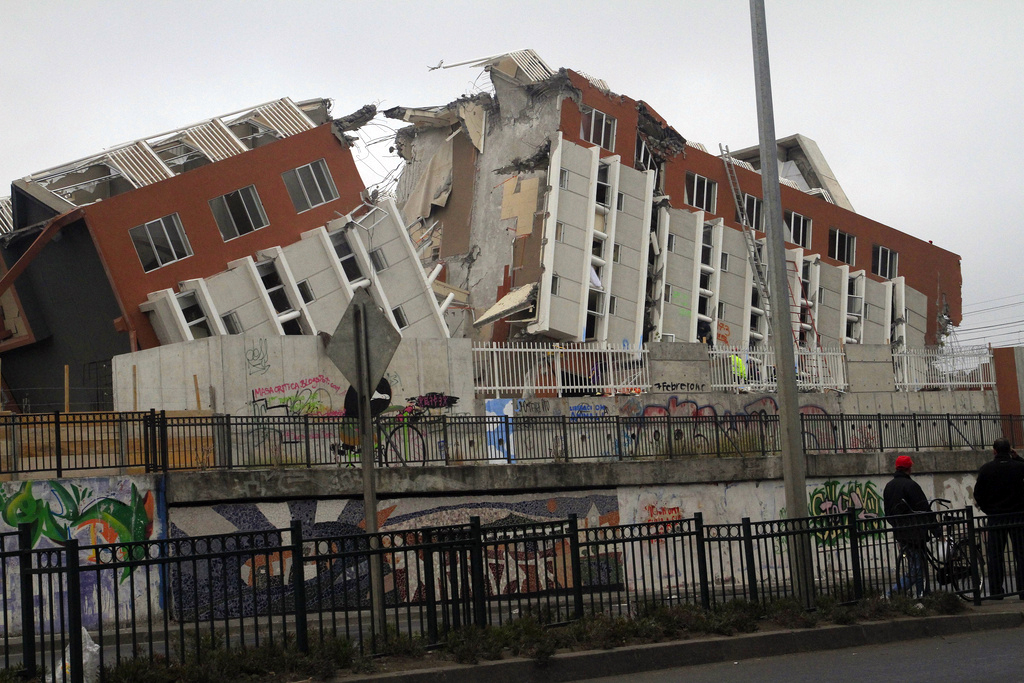
El edificio Alto Río, de 15 pisos, colapsó a menos de un año de su inauguración, siendo una de las imágenes más emblemáticas del terremoto.

En la capital regional, junto a los derrumbes se registraron diversos incendios como el que arrasó con la Facultad de Ciencias Químicas de la Universidad de Concepción. La conurbación quedó incomunicada producto de la destrucción de las principales arterias viales de acceso, especialmente de los puentes que cruzan el río Biobío: al desprendimiento de una brecha del Puente Llacolén y a daños estructurales en el Puente Juan Pablo II, se sumó la destrucción completa del Puente Viejo. Dentro de las estructuras afectadas, destaca el desplome del edificio de departamentos Alto Río lo convirtió en uno de los símbolos de la catástrofe. Ubicado en la avenida Los Carrera, en el acceso al Puente Llacolén, había sido inaugurado tan solo unos meses antes del evento telúrico. El edificio de quince pisos colapsó volteándose horizontalmente, dejando ocho personas muertas y otras 78 con lesiones.
La costa al norte de Concepción fue particularmente devastada. Dichato prácticamente desapareció, siendo el 80% de sus viviendas arrastradas por el tsunami. La población de Caleta Tumbes huyó rápidamente hacia los cerros evitando ser arrastrados por las aguas, debiendo quedarse allí a pernoctar en carpas.

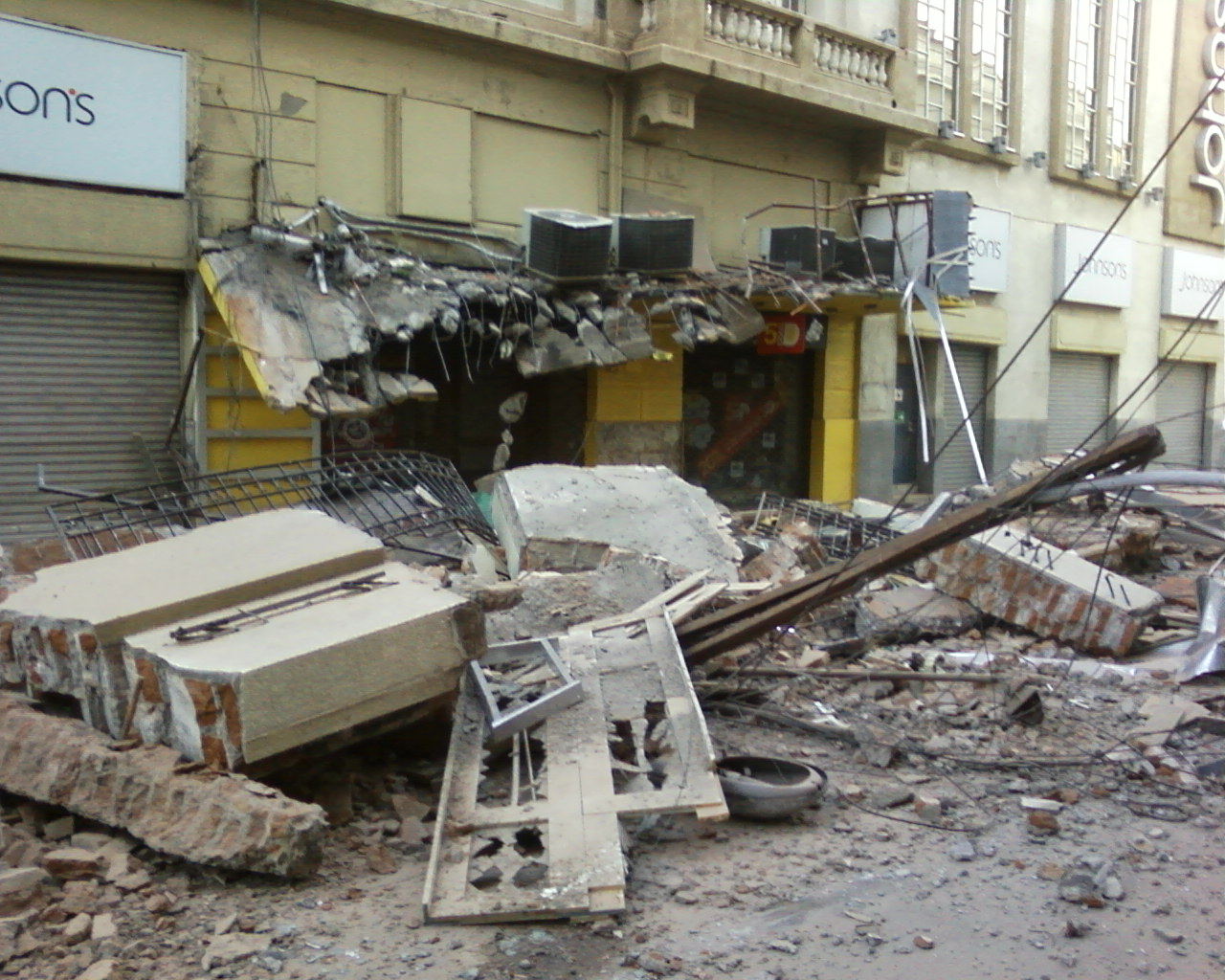
Derrumbes de edificios en el centro de Concepción.
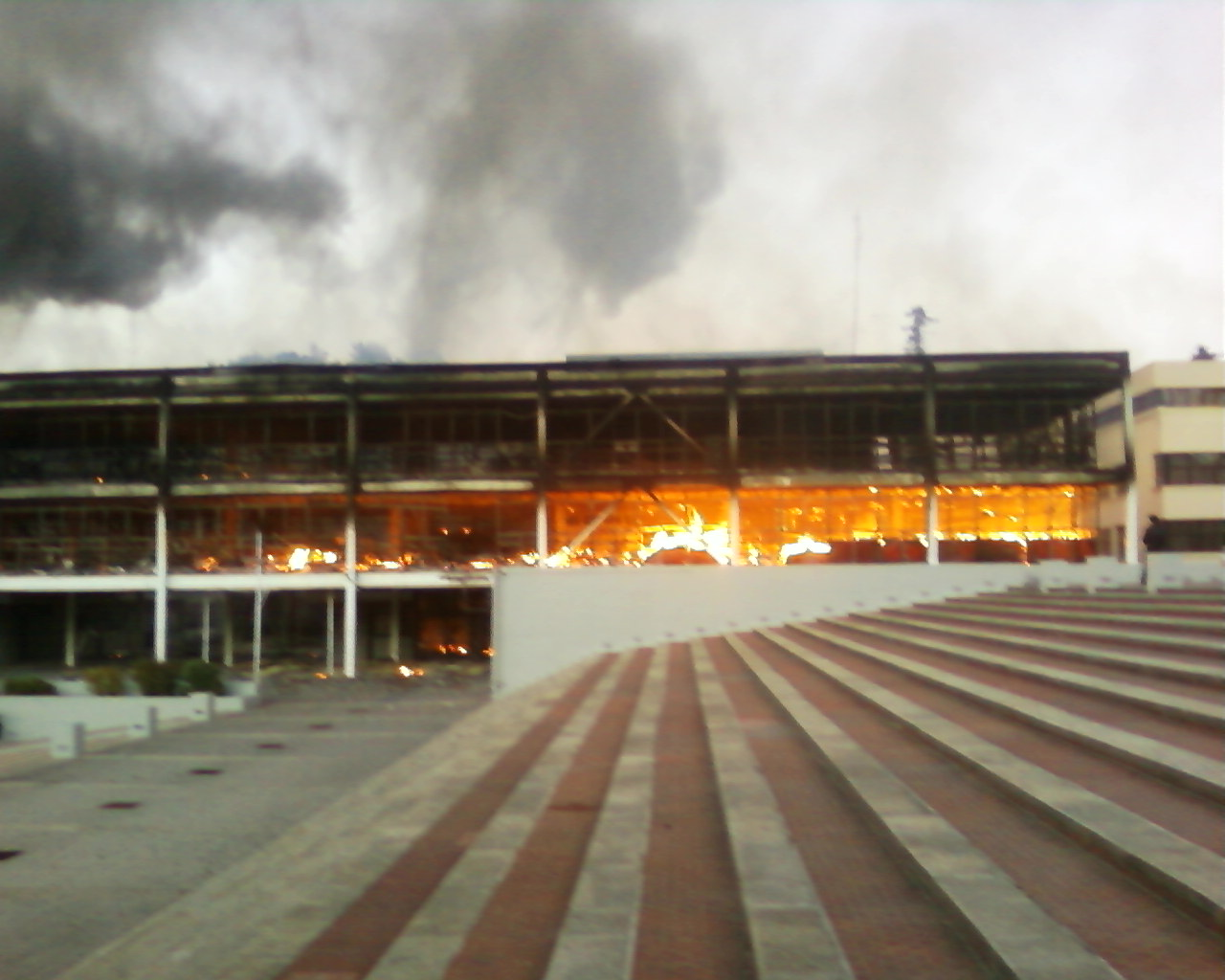
Facultad de Ciencias Químicas de la Universidad de Concepción.
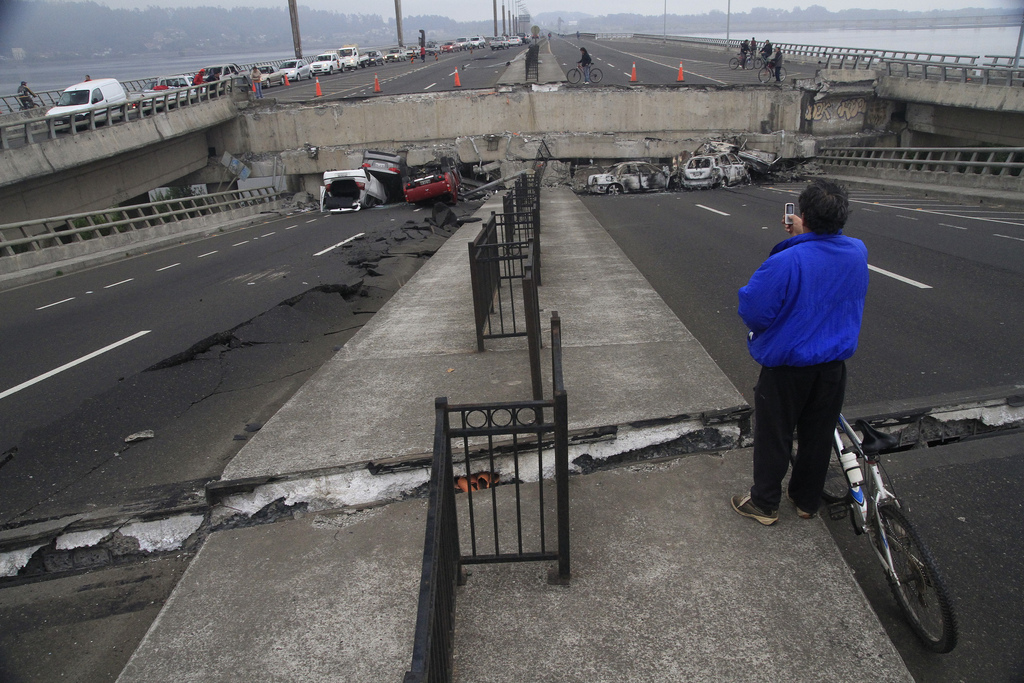
El puente Llacolén sobre el río Biobío.

#### Provincia de Arauco
Hacia el sur, la situación fue devastadora en Coronel, Lota y varias localidades de la provincia de Arauco. El sector céntrico de Coronel sufrió graves daños, al igual que en parte del Parque Isidora Cousiño de Lota y el acceso del Museo del Carbón en el Chiflón del Diablo, aunque sus galerías subterráneas no sufrieron daños considerables. La localidad de Tirúa, una de las más pobres del país, quedó totalmente destruida: al igual que todas las edificaciones ubicadas hasta cuatro cuadras de la línea costera, el edificio municipal desapareció, y algunas viviendas fueron arrastradas cerca de un kilómetro por las olas que siguieron el curso del río local. Una situación similar ocurrió en la cercana isla Mocha, donde el tsunami alcanzó uno de sus mayores tamaños, llegando a 20 metros de altura según los testigos, y eliminó cualquier vestigio de civilización en sus llanos litorales.

#### Provincia de Ñuble
En la ciudad de Chillán al igual que en gran parte de la provincia de Ñuble, las casas de adobe fueron las más damnificadas por el terremoto, donde muchas de ellas quedaron inhabitables. Diversas edificaciones también sufrieron graves daños, destacando la cárcel de Chillán, cual se derrumbó y los reclusos aprovecharon la situación para huir, logrando fugarse 401 presos, con un resultado de cuatro prisioneros fallecidos y un gendarme herido; días después, el operativo especial puesto en marcha propició que gran parte de los fugitivos fueran recapturados. Dos históricos murales ubicados en el liceo República de México, creados por David Alfaro Siqueiros y Xavier Guerrero como regalo a la ciudad tras el terremoto de 1939, sufrieron profundas grietas y daños. Por su parte, un tercio del Hospital Clínico Herminda Martin resultó destruido.
La comuna de Cobquecura, fue el epicentro del sismo, sin embargo, paradójicamente, el maremoto no ingresó a la costa de la localidad de Cobquecura, ni la aldea de Buchupureo, ubicada un poco más al norte. El Casco histórico de Cobquecura resultó con un 95% de sus construcciones afectadas.

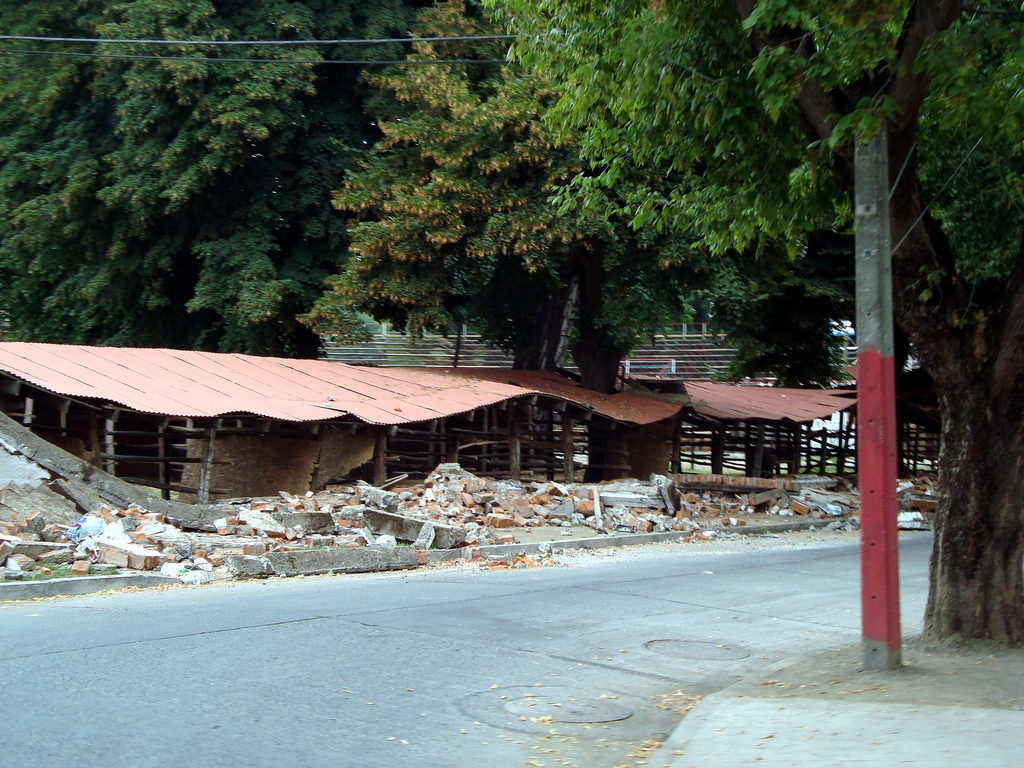
Contorno de la Medialuna de Chillán
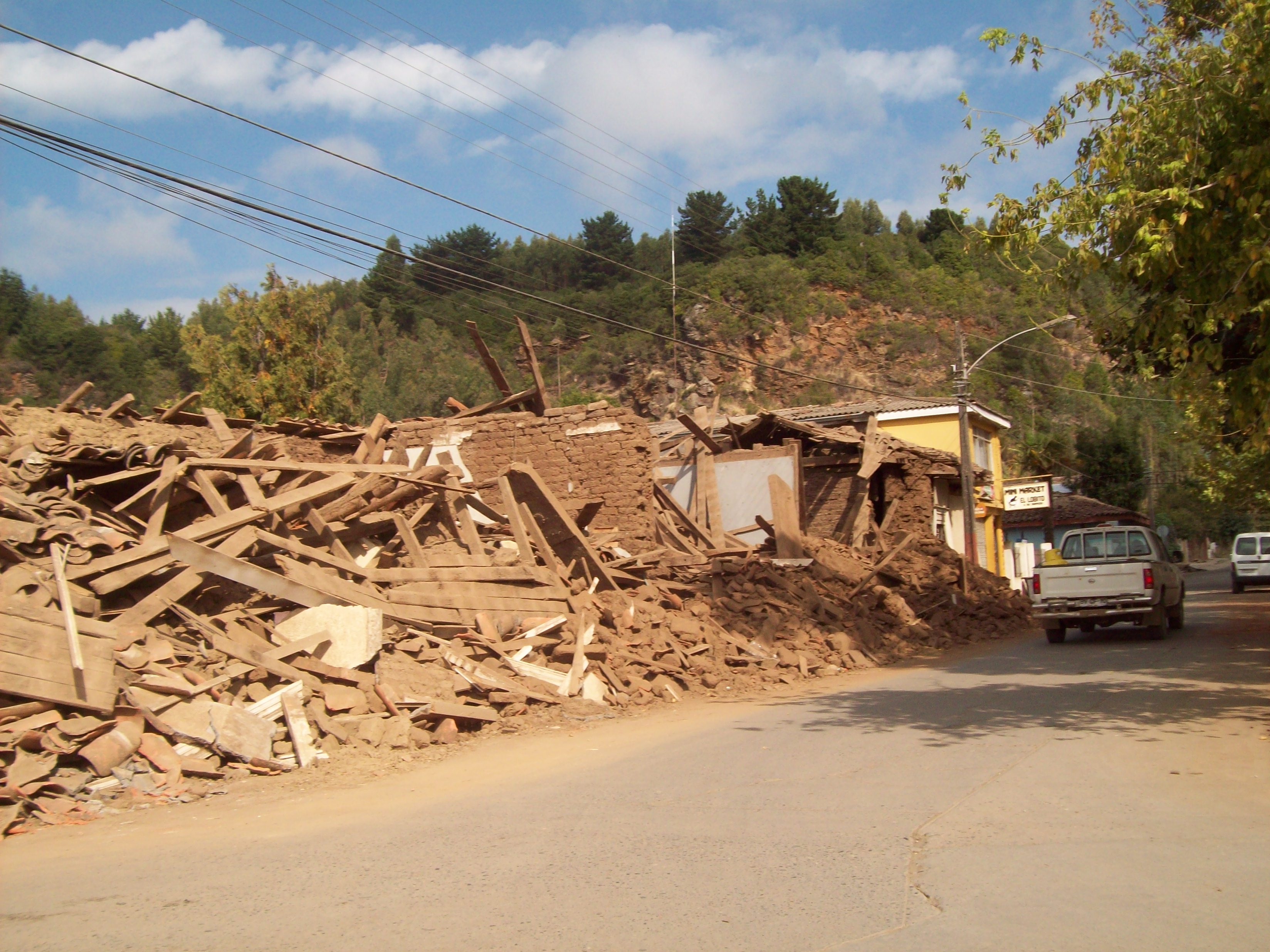
Casa en Casco histórico de Cobquecura
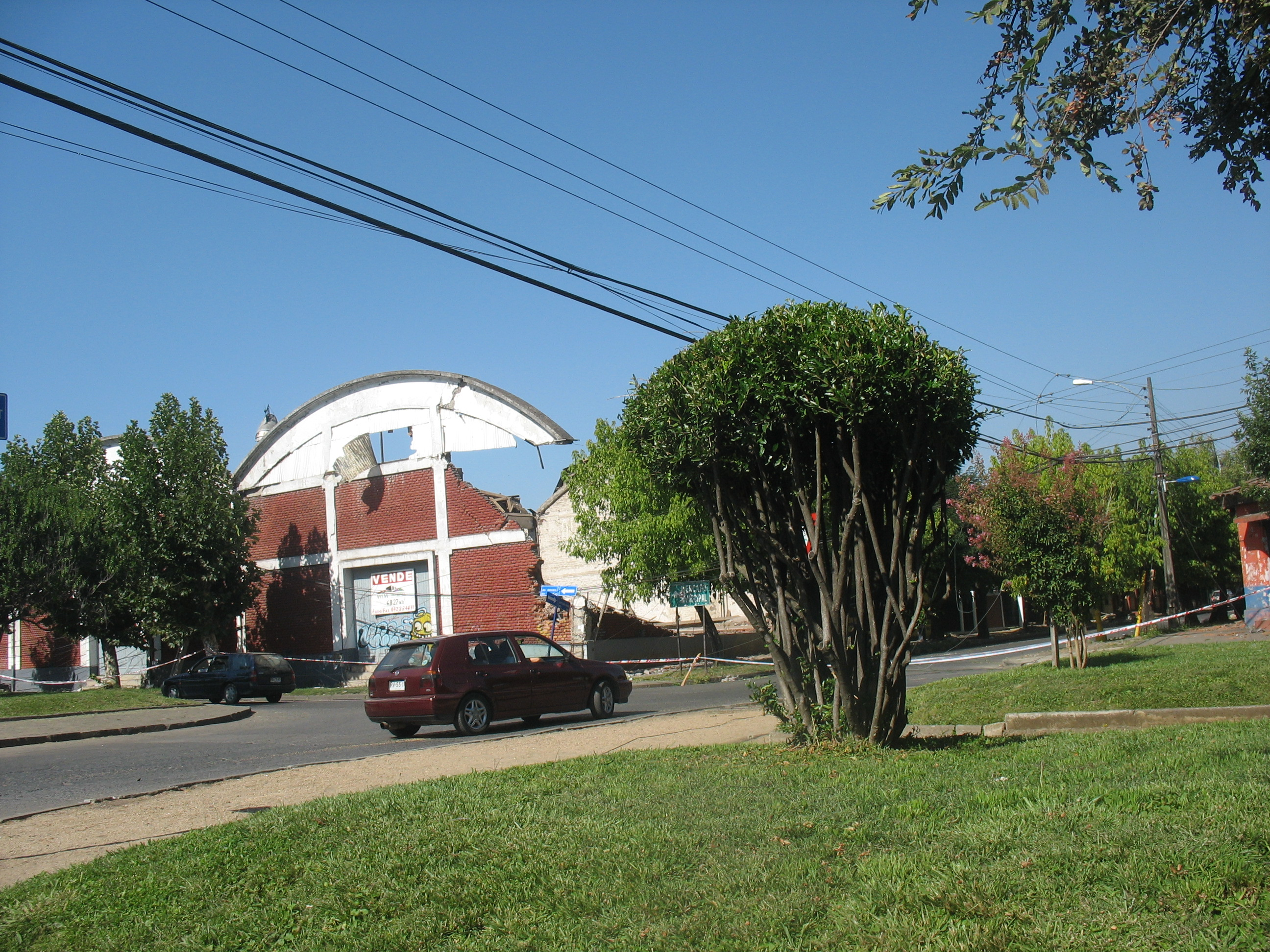
Daños en industria de Avenida Brasil
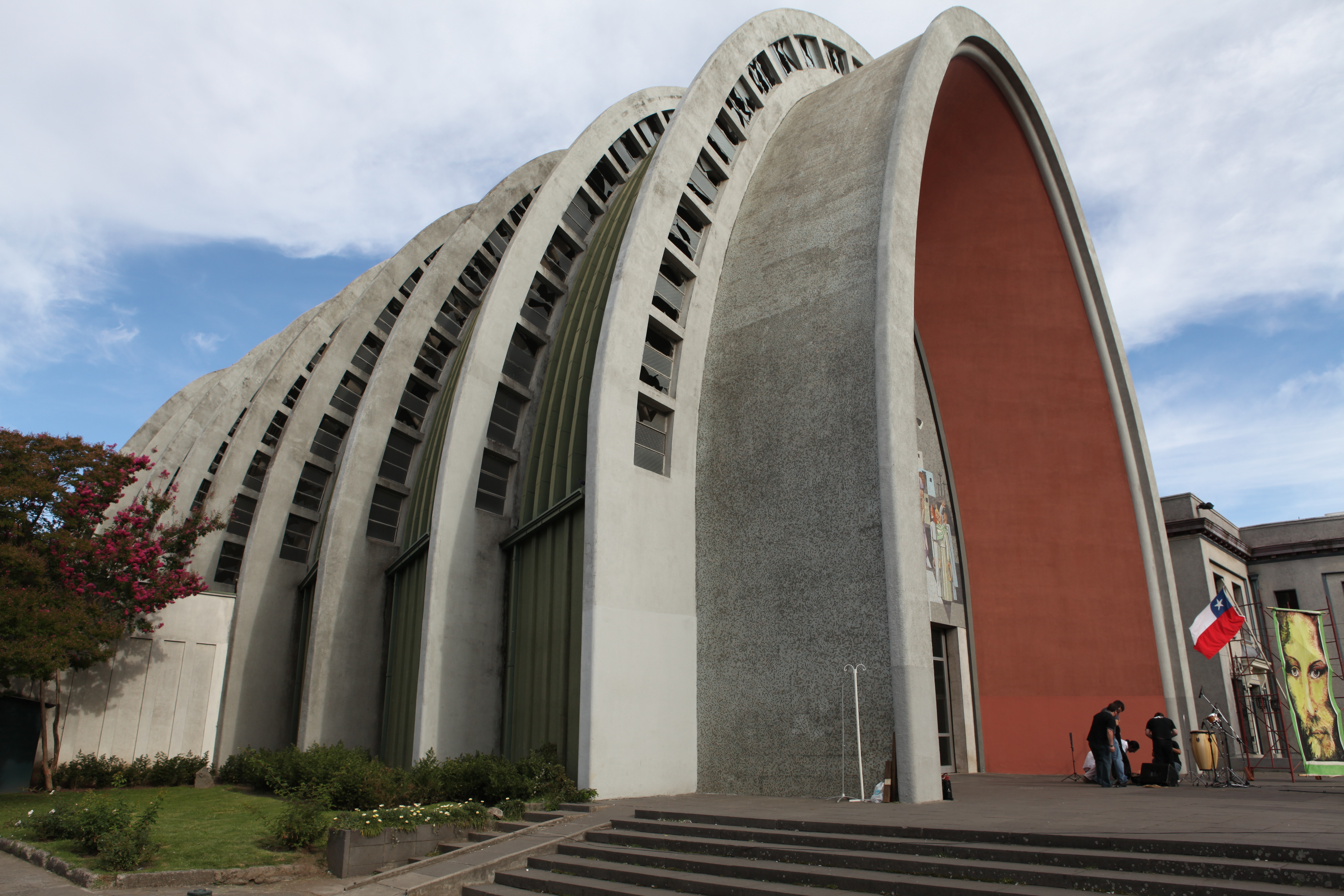
Ventanales quebrados en Catedral de Chillán

#### Provincia del Biobío

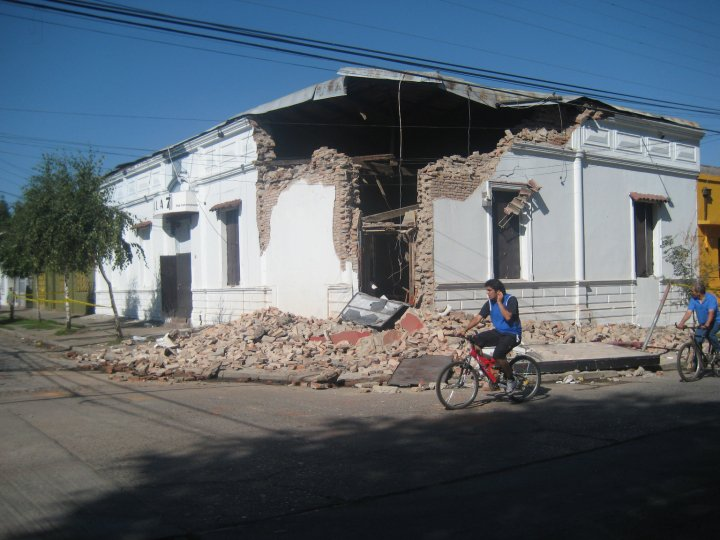
Pub Sala 7 destruido por el Terremoto de Chile de 2010, Los Angeles Chile

En Los Ángeles la poca arquitectura antigua que se conservaba en la ciudad terminó por extinguirse casi de manera completa. La antigua Casona Coppola en el centro de la ciudad colapsó, y el Ex-Internado del Liceo de Hombres, frente a la Plaza de Armas de la Ciudad sufrió daños en su frontis. La Capilla San Sebastián, ubicada dentro del Complejo Asistencial Doctor Victor Rios Ruiz y declarada Monumento Nacional en 1987 se destruyó completamente. La Iglesia del Perpetuo Socorro, de arquitectura colonial, sufrió graves daños en sus dependencias, debiendo ser algunas demolidas. El Museo de la Alta Frontera registró daños irreparables. Del mismo modo, algunos barrios modernos sufrieron los embates del terremoto. Sectores relativamente nuevos emplazados en la zona Sur-Poniente de la ciudad como Villa Galilea, Paillihue, Villa Todos los Santos, Santiago Bueras y Lomas de Santa María registraron colapsos de viviendas. Emblemática es la imagen de Blocks de departamentos que, literalmente, cayeron uno encima de otro en efecto dominó. Gran conmoción causó el colapso de la estructura de un Pub que causó la muerte de tres personas. En el centro de la ciudad, el paseo peatonal a orillas del Estero Quilque cedió provocando el derrumbe de sus veredas estero adentro. Los servicios básicos estuvieron cortados en toda la ciudad por más de cinco días y en algunos sectores por semanas.
El Mall Plaza Los Ángeles resistió de manera estoica, sin embargo gran cantidad de cielos falsos en su interior resultaron completamente destruidos, presumiendo que si el evento hubiese sido a luz de día las consecuencias hubiesen sido probablemente fatales.

### Región de La Araucanía

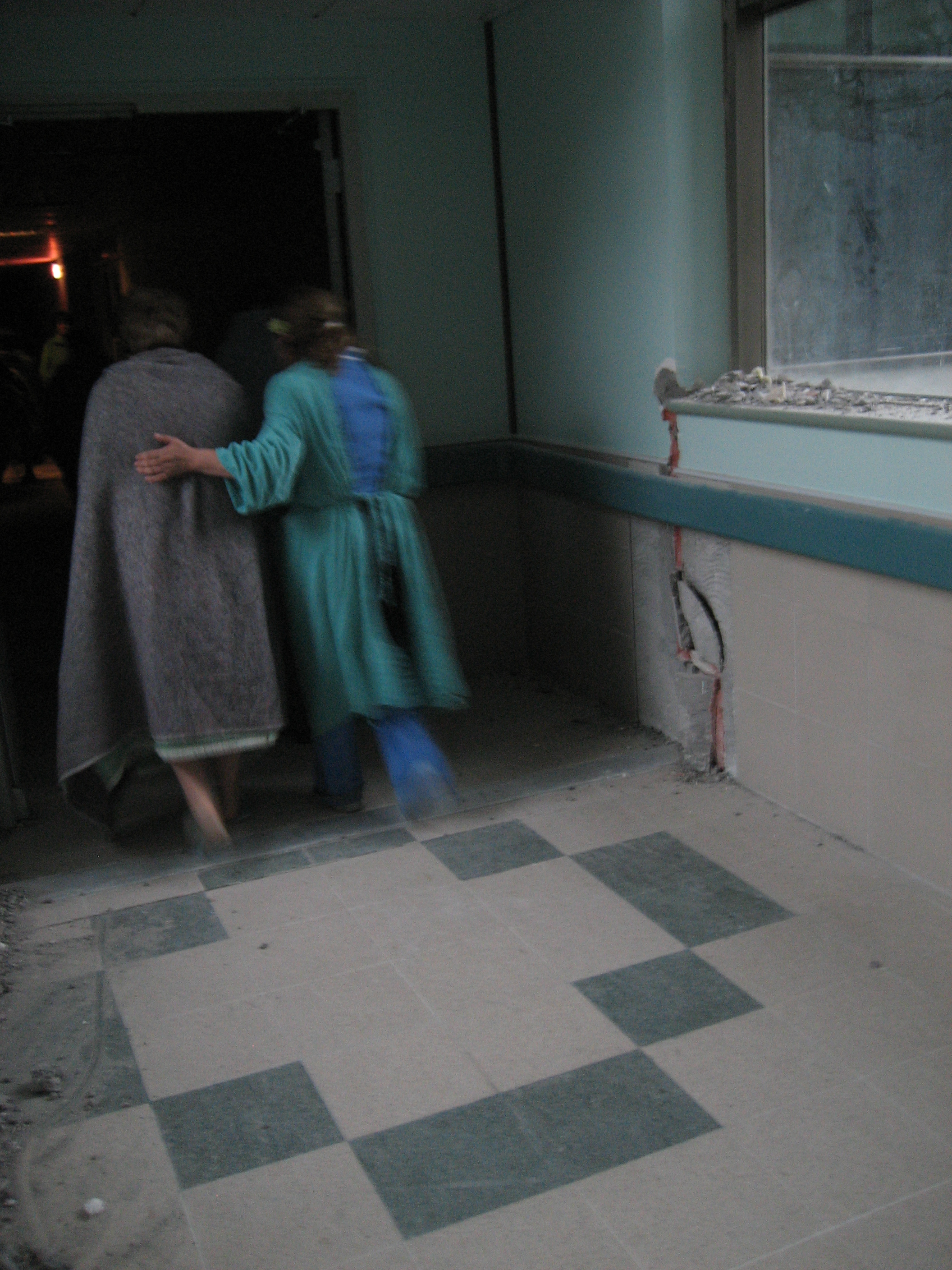
Los principales daños en Temuco se produjeron en el Hospital Regional, por lo que sus pacientes fueron evacuados.

En la Región de La Araucanía, el terremoto fue sentido con gran intensidad, provocando varios derrumbes en viviendas y el corte de los servicios básicos. En la capital regional, Temuco, se produjeron daños en el teatro y en la municipalidad, siendo el estado del Hospital Hernán Henríquez el de mayor gravedad. Cerca de 450 pacientes debieron ser evacuados por los graves daños en el recinto hospitalario, tras lo cual muchos fueron trasladados a las dependencias del nuevo Hospital Regional, que debió abrir sus puertas de forma urgente incluso aunque no estaba finalizada su construcción.

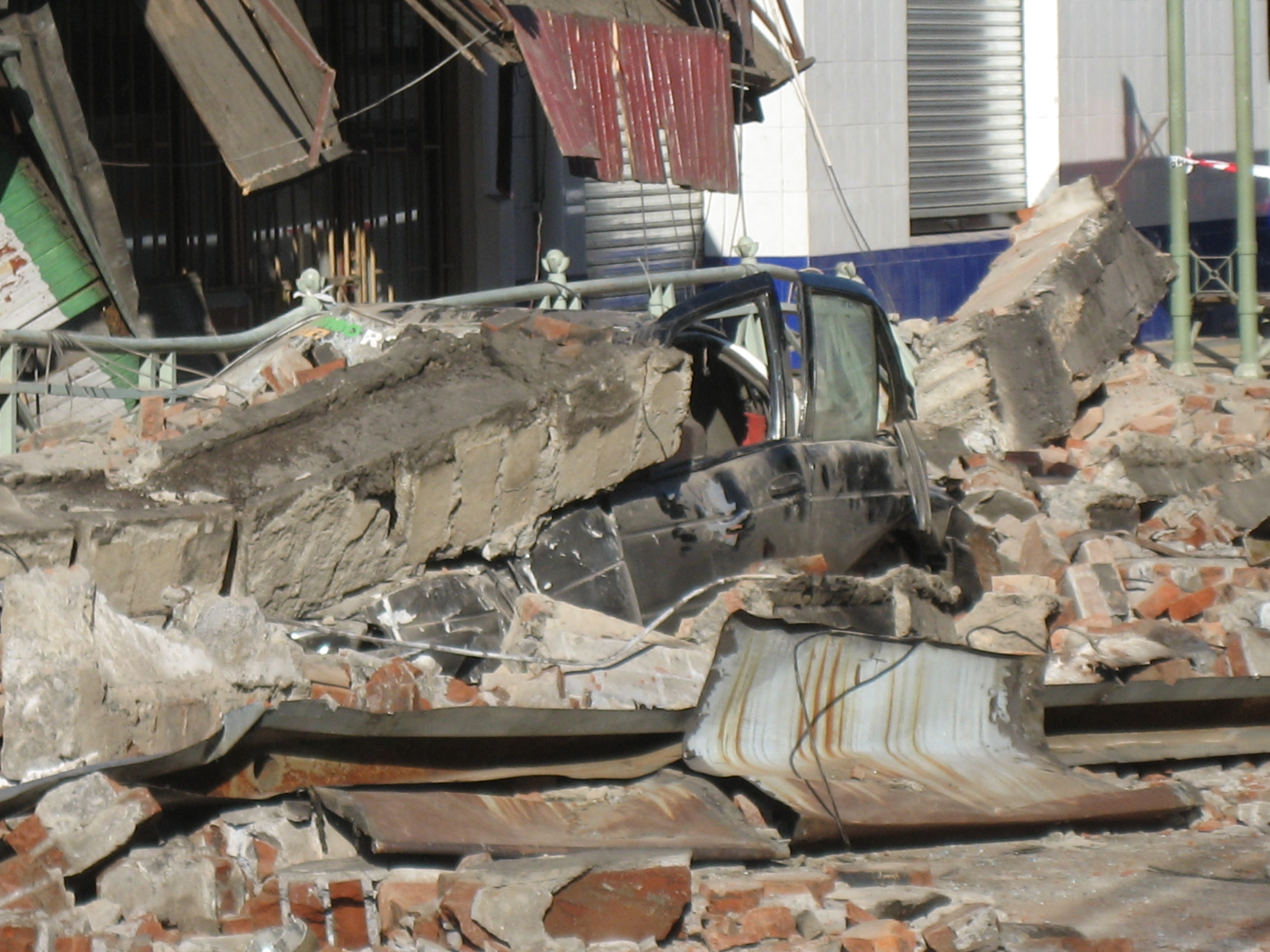
Un auto aplastado por escombros en Temuco.

Una de las zonas más afectadas fue la ciudad de Angol. La mayoría de sus locales comerciales, así como el hospital de la ciudad resultaron totalmente destrozados. En la zona costera de la región, principalmente Queule, Toltén y Puerto Saavedra sufrieron los efectos del tsunami, que inundó las zonas más cercanas al mar y destruyó muelles y botes de pescadores. En esta última localidad, un estanque de agua cayó sobre cinco viviendas, falleciendo allí una madre y su hija de tres meses de edad.
En el lago Villarrica, en tanto, expertos ambientales debieron evaluar el estado de sus aguas, luego de que el terremoto levantara una importante cantidad de sedimentos de su fondo, alterando el equilibrio biológico existente. También, se establecieron alertas para los sectores cercanos a los volcanes Llaima y Villarrica debido a alteraciones en su comportamiento.

### Región de Los Ríos
Aunque el terremoto se sintió con gran intensidad en la Región de Los Ríos, los daños fueron considerablemente menores en comparación con las otras regiones y además no registró víctimas fatales identificadas por el gobierno. En Valdivia, los daños se concentraron en el sector de la Costanera, cuyo asfalto se resquebrajó, además de pasarelas y algunos edificios como la Gobernación Provincial.
El tsunami provocó alerta en las zonas costeras como Corral y Niebla, donde sus habitantes huyeron de inmediato a los cerros, recordando la destrucción provocada por el histórico terremoto de Valdivia de 1960; el mar, aunque se recogió, no provocó inundaciones. La Armada de Chile restringió de inmediato el zarpe de todo tipo de embarcaciones, dejando aislada a la comuna de Corral. En tanto, en las zonas interiores, se registraron daños menores: en Lanco se cayeron algunos muros, en Los Lagos se cayó una pasarela y en Panguipulli se rompieron algunas calles.

## Situación después de la catástrofe

### Seguridad pública
| 18:00 - 12:00 20:30 - 07:00 | 20:00 - 06:00 00:00 - 06:00 |

Toque de queda al 4 de marzo por comunas:

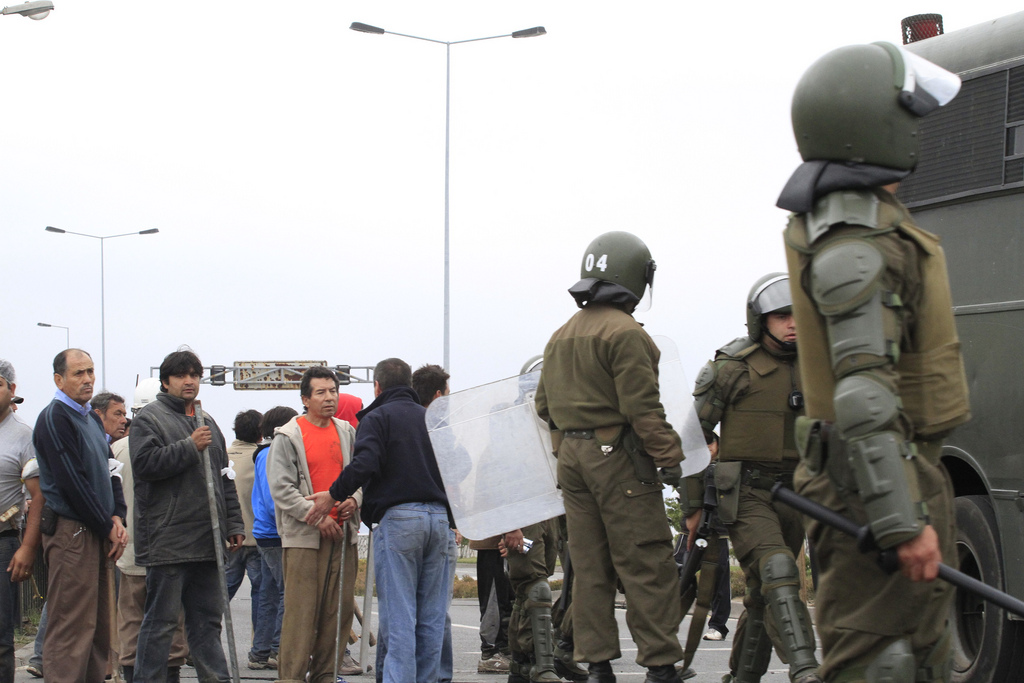
Pese al trabajo de Carabineros, muchos habitantes de Concepción decidieron defender sus hogares con palos y armas de fuego.

Minutos después de ocurrido el terremoto, en diversas ciudades afectadas se produjeron robos y saqueos a tiendas comerciales, edificios y viviendas, especialmente en aquellas más afectadas, aprovechando los daños físicos, los muros caídos, la huida de los propietarios hacia los cerros y la falta de suficiente presencia policial, especialmente tras el derrumbe de muchos cuarteles y comisarías.
Los saqueos, vandalismo y otros actos de esta naturaleza tuvieron lugar durante varios días, lo que provocó que se criticara fuertemente al gobierno de Michelle Bachelet acusándolo de inoperancia política, incluso el exmiembro del Frente Patriótico Manuel Rodríguez Vassili Carrillo, actualmente activo dirigente social de la zona carbonífera de Lota además de pequeño comerciante públicamente pedía la intervención de los militares, argumentando que esto no tiene color político y que los delincuentes se habían tomado las calles.
En Constitución, los saqueos se produjeron apenas las aguas del tsunami se alejaron del centro de la ciudad. Los tres supermercados de la ciudad fueron vaciados por gente en busca de comida, agua y otros productos de primera necesidad, situación que se repitió en los pocos comercios de la ciudad que lograron mantenerse en pie. Sin embargo, al anochecer, los robos de bienes materiales en viviendas se masificaron mientras el contingente de unos cincuenta carabineros no era capaz de controlar la situación. A esto se sumó el estado de la cárcel de la ciudad, que debió desalojar a 103 reos producto de los daños estructurales que presentó. El día domingo 28, la situación comenzó a calmarse con la llegada sucesiva de refuerzos policiales: 150 nuevos efectivos llegaron ese mismo día, y 40 de Santiago y 13 de Talca al siguiente.
La situación, sin embargo, fue más fuerte en el Gran Concepción, donde horas después del desastre se produjeron varios saqueos en distintos establecimientos, lo que llevó a la alcaldesa de Concepción, Jacqueline Van Rysselberghe, a demandar la actuación de los militares para resolver el caos que existía en la ciudad. El día domingo 28, un hipermercado Líder penquista fue saqueado completamente, pero no solo por personas en busca de productos de primera necesidad; las imágenes de personas saliendo del recinto con televisores con pantalla de plasma y otros electrodomésticos se convirtieron en emblema de la situación de descontrol y fuente de un amplio debate.
Con el objeto de “garantizar la situación de orden público en la zona más afectada y acelerar la entrega de ayuda”, posterior a una fuerte iniciativa de las cámaras y siendo lideradas por las bancadas de Renovación Nacional, el Poder Ejecutivo chileno decidió el día posterior al sismo el decretar “estado de excepción constitucional de catástrofe” en las regiones del Maule y el Biobío por un plazo de 30 días, lo que daba vía libre al Ejército para intervenir en caso necesario, con el objeto de garantizar la seguridad, además de ayudar en las tareas de retiro de escombros y reconstrucción. En un principio la aplicación de esta medida se afrontó de forma distinta en las dos áreas más castigadas: si bien en la Región del Biobío se adoptó de forma inmediata lo que supuso una mejora en la situación en materia de seguridad de la ciudad con el cese de los saqueos, en la Región del Maule la decisión quedó en suspenso al entender las autoridades militares que la situación no era tan dramática. El balance de la primera noche bajo los efectos del toque de queda establecido en Concepción, el primero que se decretaba en Chile desde el retorno de la democracia, generó el resultado de un muerto por herida de bala y 55 detenidos por violar dicha medida gubernamental, los que se unieron a las 105 personas también detenidas durante el domingo por participar en actos vandálicos. En poblaciones de comunas próximas a Concepción como Chiguayante, San Pedro de la Paz o Hualqui, sin embargo, sus vecinos denunciaron que la presencia policial y militar había sido nula.

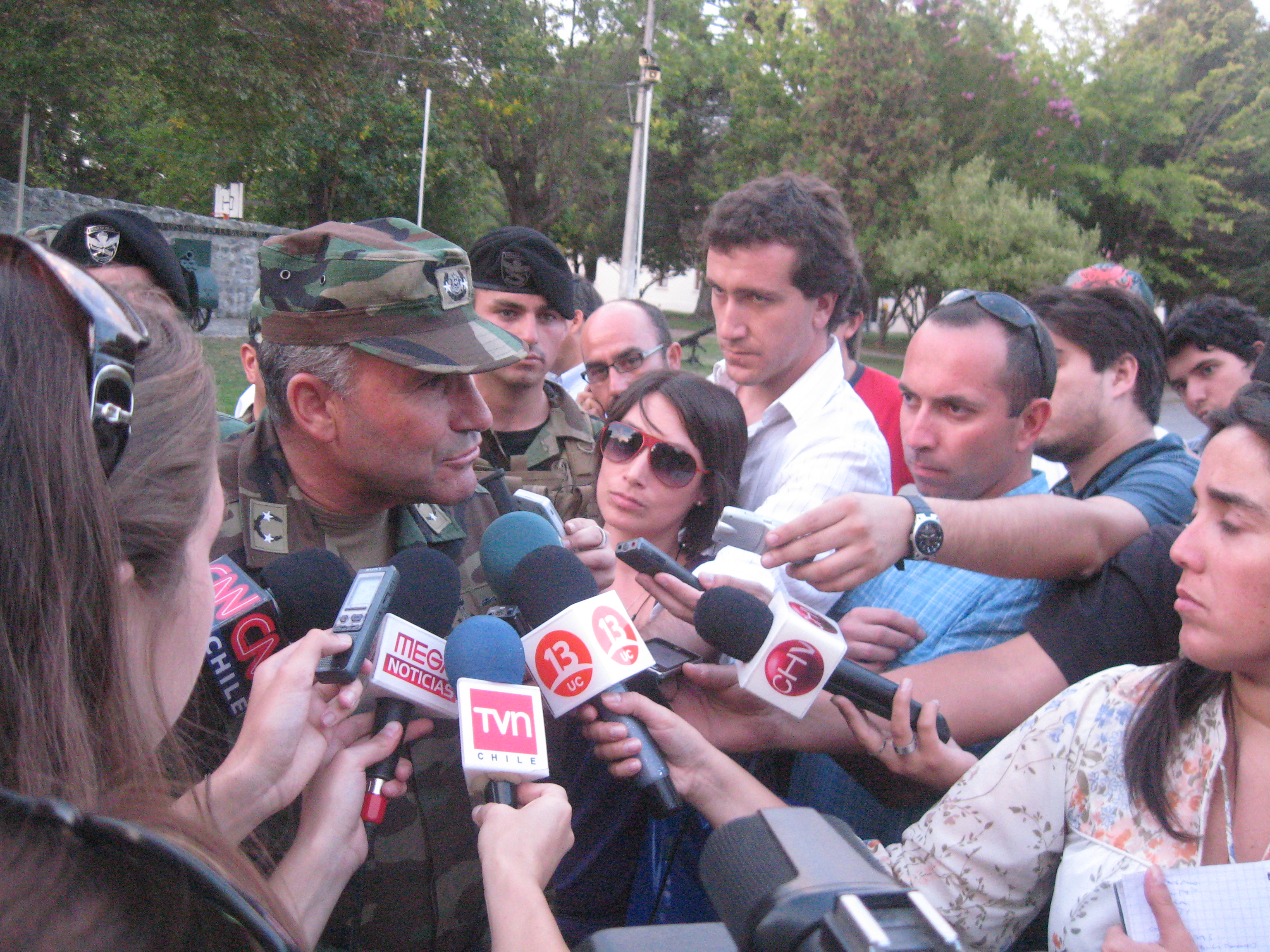
El jefe de plaza del Maule, Bosco Pesse. El Ejército participó inicialmente en labores de ayuda, rescate y reconstrucción, pero luego debió hacerse cargo de la seguridad pública.

La instauración del toque de queda no supuso el fin de los problemas en Concepción. Durante el día posterior a la primera noche bajo los efectos del toque de queda los saqueos siguieron produciéndose e incluso se llegó a provocar el incendio de una tienda La Polar. Con el objeto de instaurar definitivamente la calma y así asegurar la entrega de alimentos a la población que se pretendía hacer casa a casa, el gobierno decidió que, desde la segunda jornada, el toque de queda se ampliara a 18 horas, desde las 18:00 hasta el mediodía siguiente. La entonces presidenta Bachelet hizo llegar un mensaje a la nación en el que aseguró que las autoridades policiales y militares tenían instrucciones de actuar “con toda la severidad necesaria” para acabar los saqueos y el pillaje. En los días siguientes, el toque de queda se extendió por toda la Región del Biobío y algunas comunas del Maule (las cercanas a Curicó, Talca, Cauquenes y Constitución).
La mejora de la seguridad que durante los días siguientes se experimentó en las zonas afectadas conllevó a que las autoridades redujeran la extensión del horario de reclusión paulatinamente. La acción policial y militar en los días posteriores, una vez ya calmada la situación de caos en las principales ciudades, llevó al decomiso de varias de las especies sustraídas durante los saqueos e incluso muchas fueron devueltas de forma voluntaria ante la posibilidad de ser procesados, recuperándose cerca de 2 millones de dólares en bienes. En el resto del país, la situación de seguridad pública se mantuvo relativamente normal. Aunque el 11 de marzo el gobierno de Sebastián Piñera decretó el “estado de catástrofe” en la Región de O'Higgins, dentro de sus primeras medidas al asumir, se negó a extender el toque de queda a dicha zona al no considerarlo necesario en ese momento, tratando de mantener la calma y la tranquilidad. Dicha región quedó bajo el mando de un jefe de plaza, el general de brigada Antonio Yackcich.
En Santiago de Chile, sin embargo, se registraron algunos saqueos puntuales en el sector norte de la ciudad. El día 28 se registraron intentos de saqueos en dos supermercados en Quilicura, uno en Conchalí y algunos recintos en Lampa, siendo detenidos en gran parte por la acción de Fuerzas Especiales de Carabineros, que detuvo a 19 personas. Aunque la acción policial logró controlar casi la totalidad de los intentos de saqueos, en los días siguientes surgieron rumores que hablaban de que estos se habían propagado por la Región Metropolitana. A través de Twitter, muchos usuarios hicieron eco de la supuesta ola de saqueos en el Paseo Ahumada y en barrios comerciales como Meiggs y Patronato, lo que llevó a muchos propietarios a cerrar sus tiendas para evitar el caos y a cerca de 700 denuncias telefónicas sin sustento real. Carabineros y las autoridades regionales insistieron en que no ocurrían saqueos y que solo correspondieron a rumores infundados. Pese al llamado a la calma de las autoridades, en diversas comunas se vivieron noches de vigilia por parte de sus habitantes que aguardaron con palos, cuchillos y armas de fuego la llegada de turbas dispuestas a saquear, viviendo una suerte de histeria colectiva donde se aseguraba la existencia de turbas aunque nunca se tuvo certeza de estas. Algunos alcaldes también participaron de estas situaciones e incluso llegaron a solicitar el despliegue militar y el establecimiento del toque de queda en la capital, lo cual finalmente no ocurrió.

### Servicios básicos

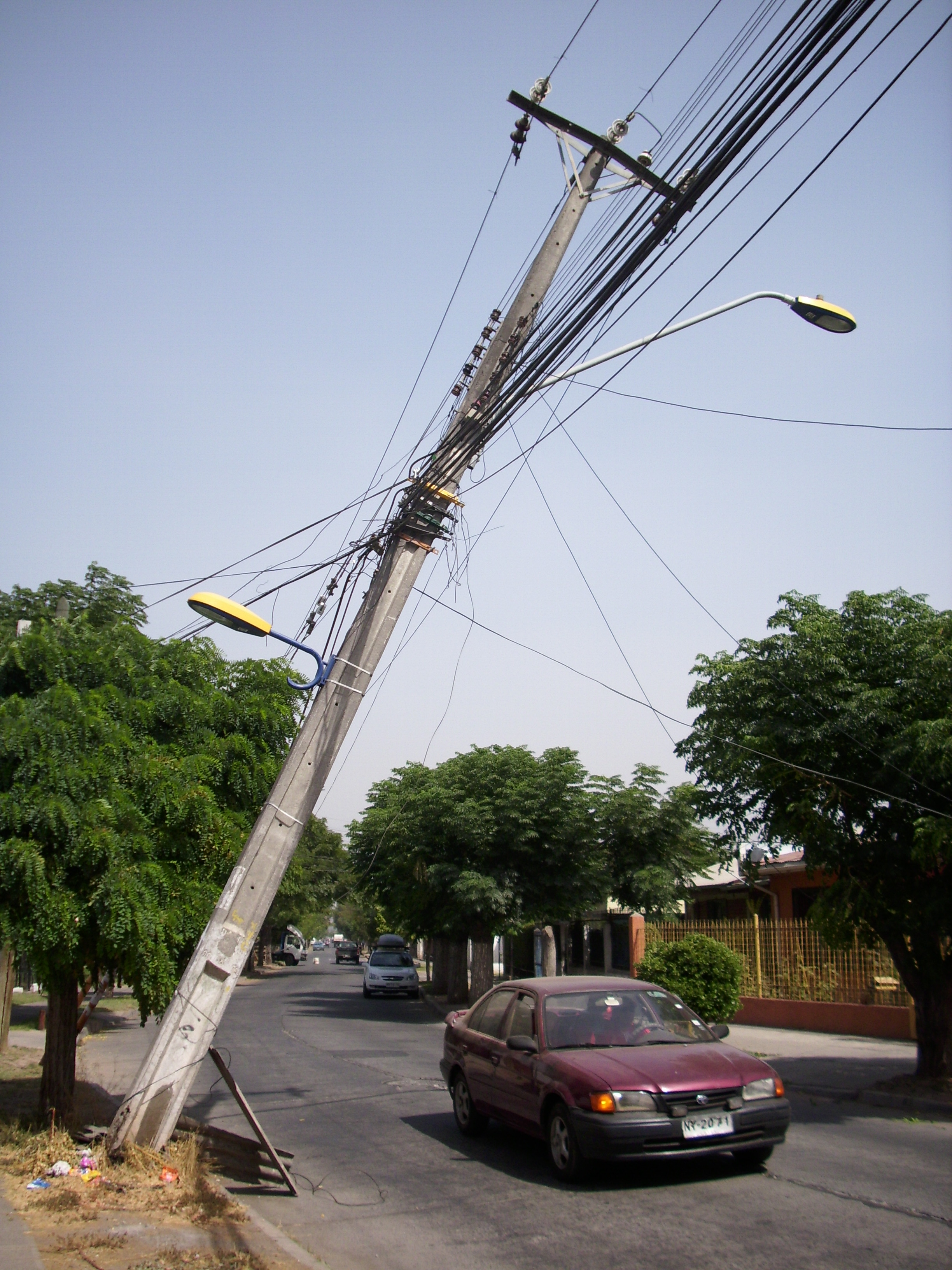
La distribución de energía eléctrica presentó graves fallas debido al mal estado en que quedó el tendido eléctrico.

Una vez ocurrido el terremoto principal, casi la totalidad de los servicios básicos entregados a la ciudadanía presentaron fallas. La red de distribución de energía eléctrica fue una de las primeras en colapsar debido a la caída de postes, corte de cables y otros incidentes en algunas subestaciones. Ante la ausencia de la energía eléctrica, colapsaron también servicios que dependían de esta como la telefonía móvil, la telefonía fija y el suministro de agua potable en lugares donde requerían el uso de bombas.

#### Apagón del 14 de marzo

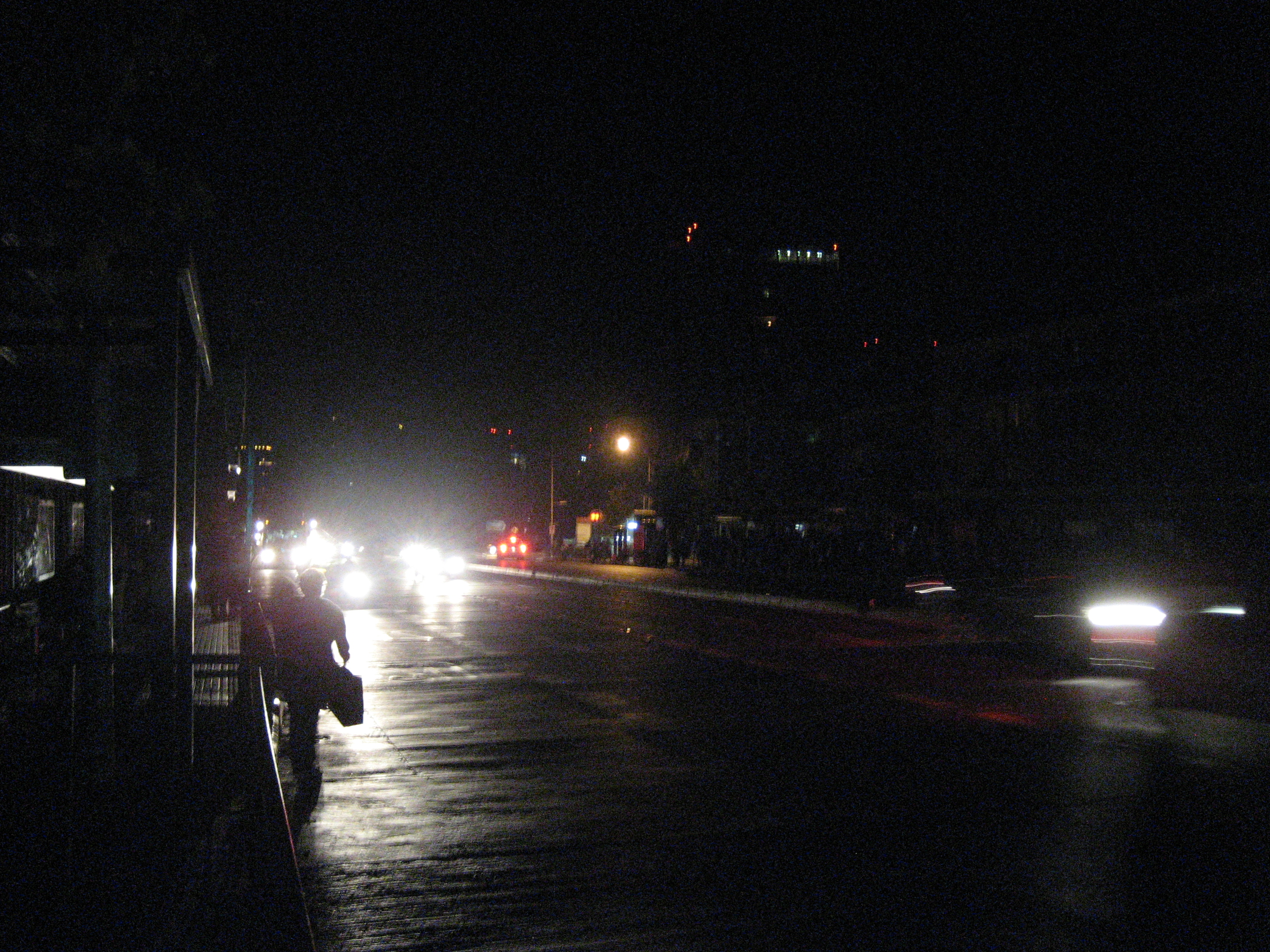
Santiago de Chile durante el apagón.

Quince días después de ocurrido el terremoto, el 14 de marzo a las 20:44 hora local, se produjo un nuevo corte del suministro de energía eléctrica generalizado, que afectó a todo el Sistema Interconectado Central. El apagón se produjo por la falla de un transformador de 500 kilovoltios ubicado en la subestación eléctrica Charrúa, localizada en la comuna de Cabrero, Región del Biobío. El segundo transformador existente en la central no aguantó la sobrecarga de energía, produciendo el blackout. La subestación Charrúa es uno de los principales nodos de la red, siendo el nexo entre el tronco principal de transmisión y las centrales hidroeléctricas de la laguna de La Laja y el alto Biobío, que poseen una potencia total de 2.340 MW (un 25% del total del SIC).
La transmisión eléctrica fue repuesta paulatinamente, debiendo a las 23:30 estar prácticamente restablecida en todo el país, a excepción de la Región del Biobío. A las 00:30, se había restablecido en un 88%, lo cual aumentó a un 93% una hora después al dejar un 40% del Biobío con suministro. El apagón provocó conmoción en gran parte de la ciudadanía, incluyendo un partido de fútbol y un concierto que debieron ser suspendidos, mientras los pasajeros del Metro de Santiago debieron ser evacuados.

#### Agua y abastecimiento
La distribución de agua potable sufrió de cortes principalmente en las regiones del Maule y del Biobío, donde menos del 15% de la población estaba abastecida durante las primeras horas del terremoto; en las regiones menos afectadas, los cortes fueron sectorizados, llegando la Región Metropolitana a tener 96% de abastecimiento normalizado y la Región de Valparaíso, un 75%. La reposición del servicio se gestionó rápidamente y ya, al 2 de marzo, las regiones V, VI, IX y Metropolitana tenían más de un 95% de reposición, mientras el Maule presentaba un 62,1% y el Biobío, un 43,8%, totalizando un 87,5% a nivel nacional. En estas dos últimas regiones, los cuerpos de bomberos organizaron la entrega de agua potable junto con camiones aljibes estatales y privados para abastecer a la población, cubriendo un 11% del país a cinco días del terremoto. La cobertura se amplió llegando casi a su totalidad en las regiones menos afectadas a una semana del terremoto y sobre el 90% en el Maule; sin embargo, en el Biobío, la cobertura sobrepasó el 70% recién a diez días del evento sísmico y localidades como Arauco, Dichato y Lebu carecían de distribución normal hasta dos semanas después producto de la destrucción de la infraestructura necesaria. En gran parte del Gran Valparaíso, en tanto, se debió realizar un corte programado entre el 9 y 11 de marzo para poder reparar el acueducto Las Vegas, que presentaba graves fallas.
Respecto a la alimentación, no se vivieron grandes problemas respecto al abastecimiento de elementos agrícolas esenciales aun cuando el terremoto impactó en el llamado “granero de Chile”, el conjunto de regiones más importantes en la producción nacional. Según el Ministerio de Agricultura manifestó que no existían problemas en el suministro de trigo, debido a que casi la totalidad de la cosecha ya se había realizado en las regiones del centro-norte, aunque dos tercios de esta en las regiones del centro-sur habían sufrido retrasos por el movimiento telúrico. En tanto, el abastecimiento de trigo estaba asegurado para la fabricación del pan a nivel nacional, teniendo únicamente problemas en la distribución por los problemas asociados al transporte y la energía. La producción de leche, en tanto, no sufrió grandes trastornos al estar en una zona no afectada mayormente por el sismo. El abastecimiento de carnes tampoco sufrió grandes problemas, en parte por el alto impacto de las importaciones en el mercado nacional, registrándose problemas derivados del alza en las demanda del producto tras el terremoto, lo cual impactó levemente en los precios.

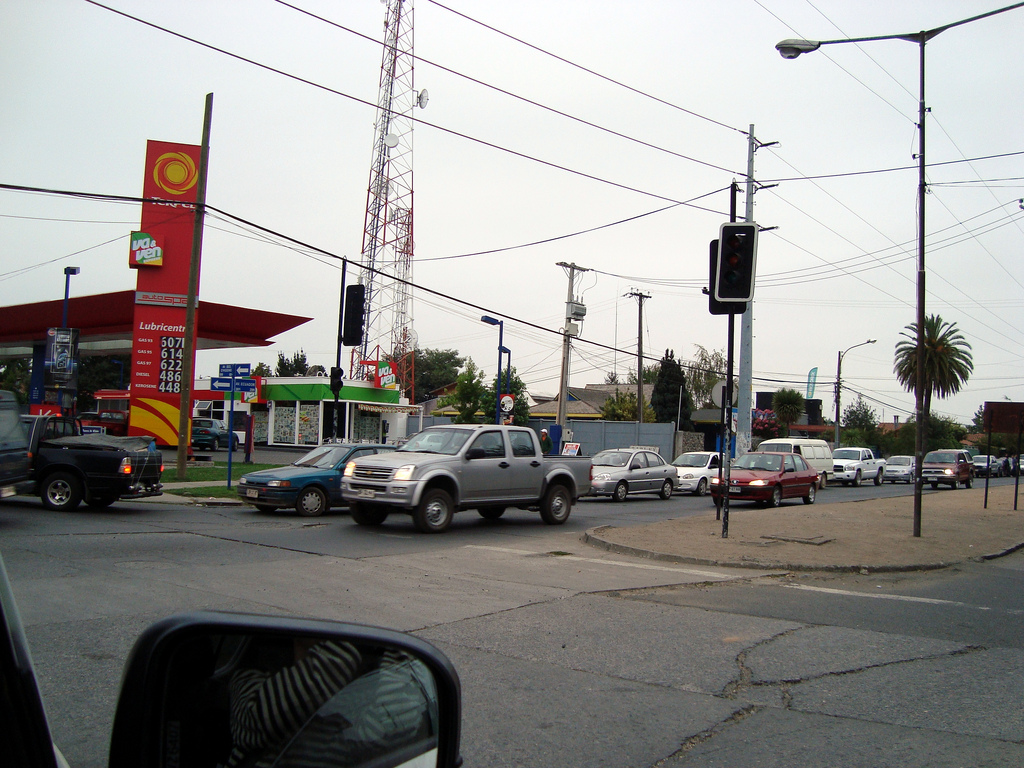
Grandes filas de vehículos intentando obtener combustible se registraron después del sismo, aun cuando no existían problemas de distribución.

La distribución de gas domiciliario no sufrió grandes problemas. En las zonas afectadas, aunque se rompieron algunas cañerías y se produjeron algunos incendios, las redes resistieron sin daños en su mayoría. Los combustibles, en tanto, no enfrentaron problemas en su distribución al contar con reservas autónomas de hasta dos semanas de gasolina y de diez días de diésel; sin embargo, la población de varias ciudades se abalanzó en las estaciones de servicio para asegurarse combustible, generando largas filas. Sin embargo, los daños que sufrieron algunas refinerías obligaron a que la Empresa Nacional del Petróleo decidiera aumentar las importaciones de combustibles para asegurar su oferta energética; en tanto, el envío de gas natural desde Argentina se duplicó para poder aliviar la demanda de diésel con fines de generación eléctrica.

#### Telecomunicaciones
Los servicios de telefonía sufrieron graves problemas durante las primeras horas del terremoto, especialmente debido a la congestión de llamadas generadas, las cuales llegaron a superar 10 veces el tráfico de un día normal, con cerca de un 90% de los terminales intentando llamar simultáneamente. Más de 3 millones de llamadas se registraron hasta las 8 horas del día 27 entre la V y la VIII Región, triplicando el número de llamadas realizadas durante la noche de Año Nuevo.
Debido a que no existieron daños de consideración respecto a la infraestructura, las líneas de telefonía fija comenzaron a recuperar su normalidad en las horas posteriores, reaccionando en general mejor que la telefonía móvil, que estuvo varias horas sin servicio, y en algunos lugares durante días. Así, el 3 de marzo, las regiones V, IX y Metropolitana tenían niveles de restablecimiento de la telefonía fija cercanos al 95% contra un 85% de la celular, mientras en el extremo opuesto, la VIII Región tenía de un 45% respecto a la fija y de un 25% en la celular. Dos días después, las telefonías fija y móvil estaban en buenas condiciones en casi la totalidad del país, a excepción del Biobío, con un 81% de fija y 58% de móvil. Sin embargo, la reposición del sistema telefónico, especialmente el móvil, se vieron afectados por un nuevo colapso tras el sismo del 11 de marzo y sus réplicas. La Subsecretaría de Telecomunicaciones estableció una serie de lugares en la VII y VIII regiones destinados a proveer comunicaciones a las personas afectadas, mientras las compañías de telefonía nacional otorgaron beneficios especiales y servicios gratuitos a sus usuarios.
Respecto al servicio de Internet, este estuvo funcionando prácticamente sin problemas durante las primeras horas del terremoto, especialmente el servicio de Internet móvil. Sin embargo, en las horas posteriores, se registraron problemas en algunos servidores nacionales y NIC Chile debió operar únicamente con los servidores DNS secundarios ubicados en el extranjero, dejando a Chile prácticamente incomunicado con el exterior. En las horas posteriores, el servicio se normalizó de la mano con la reposición de las redes telefónicas y de electricidad, aunque los daños en diversos data centers dejaron inoperativos varios sitios web nacionales, incluso por varios días. Un estudio posterior del comportamiento de la red muestra que la caída de la Internet chilena el día del terremoto fue cercana al 68%. Esto quiere decir que solo un 32% de las redes chilenas eran accesibles desde el resto del mundo.

#### Transporte
El terremoto y tsunami del 27 de febrero devastaron la infraestructura ferroviaria de la Empresa de los Ferrocarriles del Estado, lo que obligó a reenfocar sus esfuerzos en la reconstrucción y recuperación.
Más de 950 kilómetros de vías fueron destruidos, lo que representó más del 40% del total del sistema estatal, además 600 kilómetros de líneas eléctricas y señales quedaron inoperativas, 21 puentes ferroviarios y 12 subestaciones eléctricas sufrieron daños severos. Además, la empresa fue víctima de casi 400 robos de cables de cobre, complicando aún más la situación.
Aun así EFE logró restablecer el tráfico ferroviario en la quinta semana después del terremoto. Entre los trabajos destacables se encuentra la rehabilitación del puente ferroviario sobre el río Biobío, que estuvo habilitado para tráfico pesado el 20 de mayo. Finalmente, en marzo de 2011, se completó la reconstrucción con la reapertura de la ruta Santiago-Chillán para trenes de pasajeros. Los trabajos duraron 10 meses, y se destinaron $28.676 millones a la recuperación de los servicios sin contar con recursos adicionales.

### Desplazados
La cordillera próxima a la costa, situada entre los paralelos 35º y 38.ºm se convirtió en el lugar elegido por miles de personas provenientes de las localidades costeras para refugiarse de los posibles tsunamis provocados por las constantes réplicas que inmediatamente después del terremoto empezaron a producirse. El número total de desplazados provenientes de las regiones del Maule y del Biobío que eligieron los cerros cercanos a sus hogares como refugio se estimaba en más de 500 000 personas aunque no existía una cifra oficial.

### Campañas solidarias y ayuda humanitaria
En los días siguientes al terremoto, se organizaron diversas campañas solidarias. Los canales de televisión y otros medios de comunicación organizaron espontáneamente grandes colectas de alimentos para los damnificados del terremoto en Pelluhue, Constitución y Concepción, entre otras localidades. Diversas empresas realizaron campañas de donación en sus recintos, especialmente supermercados, tiendas departamentales y de elementos para el hogar, generalmente realizando campañas "uno y uno", en que cada compra o donación realizada por la ciudadanía es repetida por la empresa, o entregaron porcentajes de sus ventas a fundaciones de beneficencia. Homecenter Sodimac incluso realizó la campaña dentro de todas sus sucursales a nivel latinoamericano.

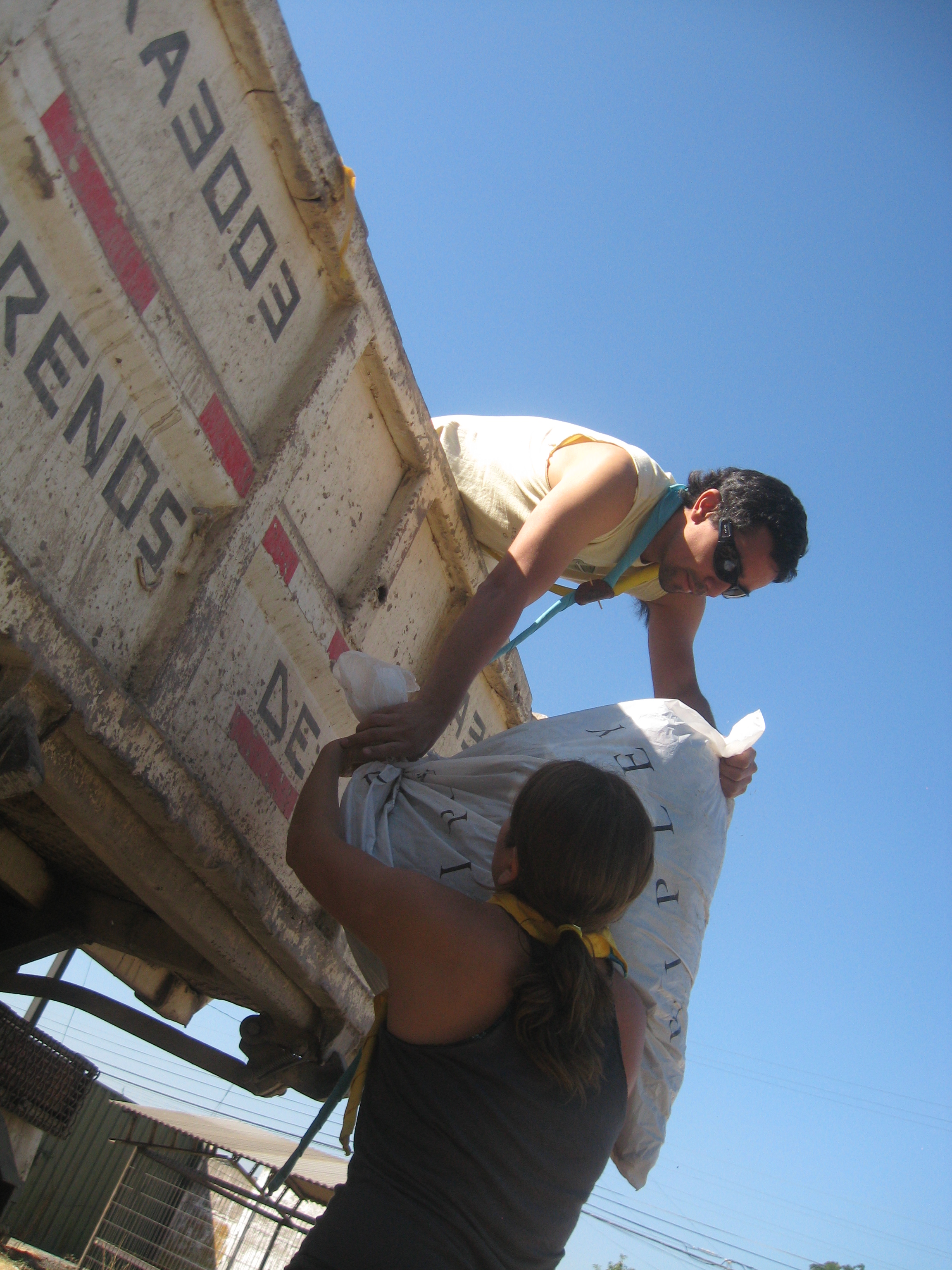
Miles de voluntarios participaron en labores de ayuda en las zonas más afectadas.

El voluntariado, sin embargo, fue una de las principales fuentes de ayuda humanitaria a las zonas devastadas. Miles de jóvenes se organizaron en conjunto con asociaciones deportivas, políticas, religiosas y académicas para organizar colectas, recoger donaciones de alimentos, vestuario y alimentos de aseo. En efecto, una de las primeras organizaciones en reaccionar fue la Federación de Estudiantes de la Universidad de Chile, que logró convocar a miles de jóvenes en la recolección de ayuda, levantamiento de centros de acopio y planificación de trabajos voluntarios. Muchos incluso realizaron viajes a las zonas afectadas para apoyar en las labores de reconstrucción y de entrega de bienes y alimentos. Dentro de estas campañas, sin embargo, ocurrieron algunos accidentes como la caída de una avioneta particular en las cercanías de Tomé encargada de coordinar las acciones de ayuda realizadas por la Universidad San Sebastián, falleciendo sus seis tripulantes incluyendo al vicerrector y a un decano de esa institución y al expresidente de las juventudes de la Unión Demócrata Independiente, y el atropello de una estudiante de primer año de ingeniería en la Universidad de Chile mientras entregaba volantes en avenida Tobalaba, el que provocó su muerte.
En tanto, la Asociación Nacional de Televisión, el Gobierno de Chile y las fundaciones Teletón, Caritas Chile, Fundación para la Superación de la Pobreza, Un Techo Para Chile y Hogar de Cristo, organizaron una teletón especial durante los días 5 y 6 de marzo con el fin de juntar fondos para los damnificados. El evento, encabezado por Mario Kreutzberger, más conocido como Don Francisco, fue denominado Chile ayuda a Chile, siendo la reedición del programa homónimo que ayudó a miles de chilenos tras el terremoto de Santiago de 1985. El programa, al que asistieron la presidenta Michelle Bachelet y el presidente electo Sebastián Piñera, se propuso la meta de reunir 15 mil millones de pesos chilenos, equivalentes a cerca de 30 millones de dólares, para construir 30 mil viviendas de emergencia; sin embargo, la recaudación a nivel nacional excedió todas las expectativas, al igual que las donaciones entregadas por diversas empresas y organizaciones. Al cierre del evento que duró 25 horas, se recaudaron 30 212 775 555 pesos chilenos, el doble de la meta. Días más tarde, la auditoría final entregó un total de 45 974 813 684 pesos, de los cuales un 55% fue donado por empresas y un 45% por la población chilena. El dinero excedente respecto de la meta fue entregado a la Fundación Teletón para la reconstrucción de las escuelas destruidas por el terremoto.
Un grupo de empresarios aficionados a la náutica, que lideraban un proyecto para circunnavegar el planeta cruzando el Cabo de Hornos cuando ocurrió el terremoto, formaron "Desafío Levantemos Chile" como una forma de entregar ayuda a los damnificados. Su principal enfoque fue la reconstrucción de las escuelas en las zonas más afectadas y ayudar a los pescadores que habían perdido sus barcos. "Desafío Levantemos Chile" logró construir más de 17 escuelas modulares en dos meses y esperan superar la veintena.

### Reacciones internacionales

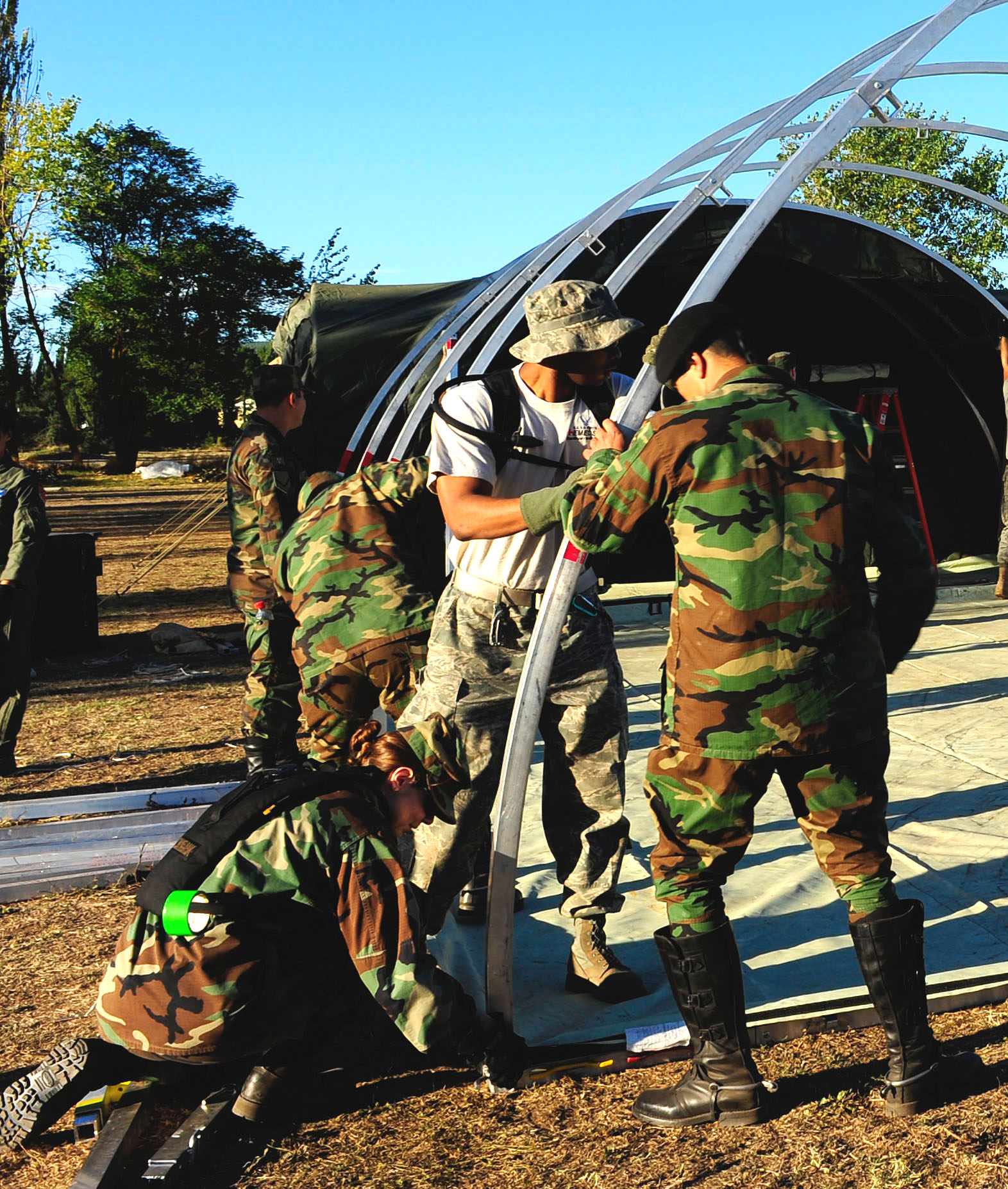
Miembros del Ejército de Chile y de la Fuerza Aérea de los Estados Unidos construyen un hospital de campaña en Angol.

Apenas conocida la noticia del devastador terremoto a lo largo del planeta, los diversos gobiernos y organismos internacionales manifestaron su solidaridad con Chile. Aun cuando los mayores gestos provinieron de los países cercanos y con mayores relaciones con Chile a lo largo de su historia, incluso gobiernos que no mantienen relaciones con el país entregaron sus condolencias y su apoyo, como el caso de Abjasia, Kosovo y el Sahara Occidental.
En las primeras horas, múltiples gobiernos, organizaciones de beneficencia y sin fines de lucro ofrecieron entregar ayuda humanitaria a Chile. El gobierno chileno, a través del embajador ante las Naciones Unidas, manifestó su agradecimiento por las muestras de apoyo y declinó recibir ayuda mientras no se hubiera dimensionado la magnitud de la tragedia y sus principales necesidades. Dos días después del terremoto, el embajador solicitó formalmente en Ginebra la ayuda de la ONU y el envío de equipos de dicho organismo para la evaluación de daños así como asistencia para ayudar a las víctimas. Específicamente, el diplomático solicitó el envío urgente de puentes móviles, teléfonos satélites, equipos electrógenos, tiendas de campaña y material médico.
Los gobiernos de Argentina, Brasil, Cuba, Perú y los Estados Unidos apoyaron de inmediato a las autoridades chilenas, enviando víveres, personal médico y humanitario, además de hospitales de campaña localizados en las zonas afectadas. El gobierno boliviano envió toneladas de agua en pocas horas a las ciudades siniestradas, mientras México envió personal para establecer centros de potabilización de agua. Argentina además sextuplicó el envío de gas natural a Chile para que pudieran descomprimir la demanda por diésel para las centrales termoeléctricas. Alemania, Japón y Suiza, en tanto, enviaron equipos especialistas para poder apoyar las labores de rescate y de reconstrucción.
Los presidentes de Brasil y Perú, Lula da Silva y Alan García, viajaron personalmente a Chile para poder entregar sus aportes a las labores de socorro y reconstrucción, al igual que la secretaria de Estado estadounidense Hillary Clinton.

### Cultura y deporte

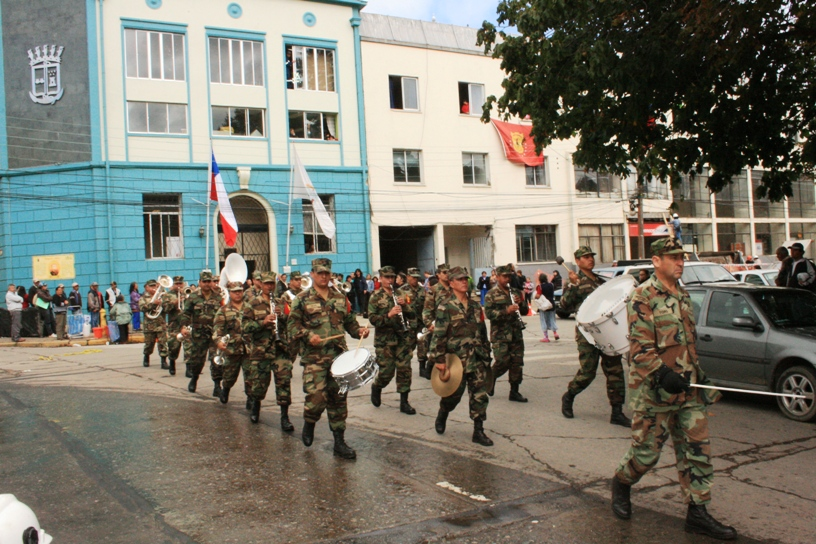
La banda instrumental del Ejército recorrió varias ciudades para levantar el ánimo de las personas afectadas.

Para el sábado 27 estaba prevista la sexta y última noche del LI Festival Internacional de la Canción de Viña del Mar, la cual fue suspendida por el terremoto y sus constantes réplicas. Así, el evento musical más importante del país fue suspendido por primera vez en cincuenta años de historia. El mismo día se dio a conocer que eventos deportivos, conciertos y otros se cancelarían por las mismas causas. Dentro de estos eventos destacaban el V Congreso Internacional de la Lengua Española que contaría con la asistencia del rey Juan Carlos I de España y los partidos amistosos de la selección nacional de fútbol ante Costa Rica y Corea del Norte a realizarse el 3 de marzo. El concierto del grupo NOFX, agendado para el 1 de marzo, fue suspendido en un principio hasta nuevo aviso, pero luego se confirmó su suspensión definitiva. Los conciertos de A-ha, Guns N' Roses, Dream Theater y de Los Fabulosos Cadillacs fueron reagendados.
Continuando en el ámbito del fútbol, cabe mencionar el gran gesto solidario que tuvo la U.D. Almería de España el día 6 de marzo, día en el cual se enfrentaba al F.C. Barcelona en partido oficial de la Primera División de España en el Estadio de los Juegos Mediterráneos de Almería. El Almería, que ese año no lució ninguna publicidad en su camiseta, decidió disputar este partido con una camiseta especial en la que se podía leer claramente en la zona pectoral el lema "¡FUERZA CHILE!". El resultado de aquel encuentro fue de 2-2, con goles de Domingo Cisma, y Carles Puyol en propia puerta para la U.D. Almería, y Lionel Messi por partida doble para el F.C. Barcelona. Dicho gesto llegó a Chile a través de diversos noticiarios, así como a diferentes clubes chilenos. Las 24 camisetas que portaron los jugadores del Almería fueron subastadas, recaudando 32.600.000 pesos (unos 63.000 dólares). El dinero recaudado fue donado a clubes de fútbol humildes, al Hogar y Casa de Acogida Hermanas del Buen Samaritano de Molina, en la Región del Maule, una de las más afectadas por el sismo, y a un comerciante de la localidad de Iloca, al sur de Chile.
El partido de octavos de final de la Copa Davis 2010 fue aplazado en un día por el retraso en la llegada del equipo de Israel para disputar la serie en Coquimbo. Además, la Asociación Nacional de Fútbol Profesional suspendió el Torneo de Apertura en forma indefinida la séptima fecha de este, y varios otros partidos por el estado de los recintos deportivos; incluso, se debió modificar el formato del campeonato nacional, realizando un único torneo anual a diferencia de los dos semestrales previstos inicialmente. La delegación chilena en los Juegos Paralímpicos de Vancouver 2010 desfiló con un crespón negro en señal de luto durante la ceremonia de apertura, siendo recibida con fuertes aplausos de parte de los espectadores.

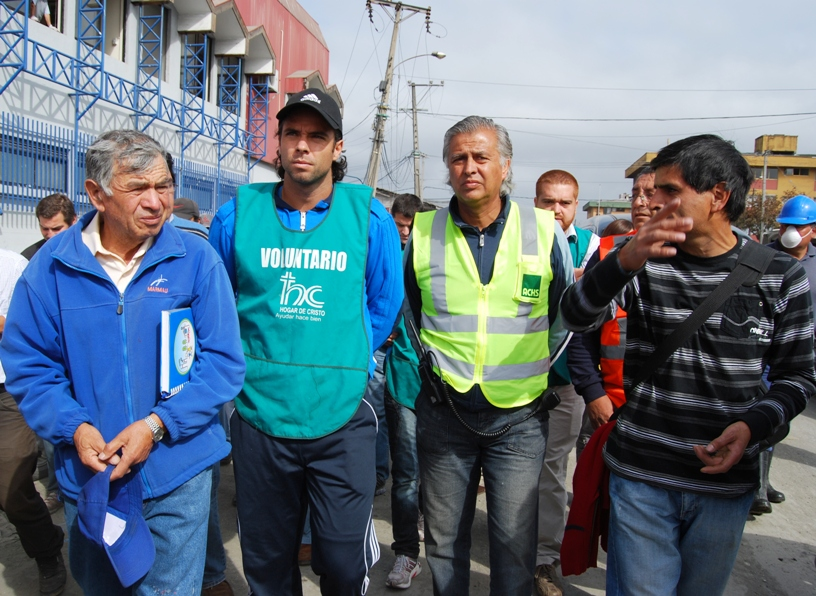
El tenista Fernando González recorre Talcahuano junto al alcalde de la ciudad Gastón Saavedra y voluntarios del Hogar de Cristo.

Diversos artistas y deportistas participaron activamente en labores de ayuda a las zonas dañadas por el terremoto. Se realizaron diversos conciertos benéficos tanto en Chile como fuera del país para recaudar alimentos, siendo los principales eventos el Rock por Chile realizado en el Movistar Arena de Santiago (durante el cual se produjo el apagón del 14 de marzo debiendo ser suspendido) y Argentina abraza a Chile, que juntó a cien mil personas en Buenos Aires y un total de 60 toneladas de donaciones. Dos temas fueron lanzados por un conjunto de artistas para reunir fondos a través de las ventas de sus respectivos sencillos, siguiendo la tendencia de temas como We are the world; artistas como Alejandro Sanz, Amaia Montero, Beto Cuevas, Juanes, Julieta Venegas, Laura Pausini, Michael Bublé, Miguel Bosé y La Oreja de Van Gogh participaron en nuevas versiones de «Gracias a la vida» y «Que cante la vida», originales de Violeta Parra y Alberto Plaza, respectivamente. Adicionalmente, varios conciertos en el país destinaron parte de sus ingresos en honor a las víctimas: el concierto de Nelly Furtado de la gira Mi plan entregó un 5% de sus utilidades y el de Ricardo Arjona a comienzos de mayo permitió reconstruir un jardín infantil en Dichato. Placebo, en tanto, donó el total de sus ganancias, al igual que el grupo The Gathering, que realizó un concierto especial en Santiago solicitando alimentos no perecibles como parte de la entrada.
Otros artistas, no solo musicales, se organizaron para ayudar a los afectados. El actor estadounidense Paul Walker viajó a la Región del Maule para apoyar en las labores de reconstrucción, mientras su compatriota Elijah Wood viajó a Curepto para apoyar a una fundación de ayuda a los animales abandonados tras el terremoto. Un grupo de humoristas chilenos formaron la “Caravana del buen humor”, recorriendo el centro sur del país para hacer shows gratuitos y levantar el ánimo de las personas afectadas por el sismo, mismo objetivo que tuvo el orfeón del Ejército que realizó marchas y conciertos gratuitos en diversos pueblos.
El mundo deportivo también organizó actividades para ayudar a los damnificados. La ANFP y sus clubes asociados estuvieron presente en el aporte solidario a través de los triangulares y amistosos de la campaña Fútbol por Chile, mientras que Iván Zamorano organizó una clínica de fútbol en Buenos Aires junto a Edgar Davids, Enzo Francescoli y otros futbolistas, contra los que además protagonizó un encuentro amistoso denominado Juguemos por Chile. El tenista Fernando González, en tanto, visitó las zonas más afectadas de Colchagua y Talcahuano para entregar su ayuda, organizó remates y un partido amistoso en conjunto con el Sony Ericsson Open de Miami enfrentándose junto a Andy Roddick en un dobles contra Jim Courier y Gustavo Kuerten.
Ante los daños emocionales que sufrieron los niños, el programa infantil 31 minutos, hizo una campaña de ayuda a los menores, en conjunto con la Unicef.

### Medidas gubernamentales
El día 4 de marzo, la entonces presidenta Michelle Bachelet dispuso que el horario de verano en todo Chile se extendiera, por ese año, hasta las 24 horas del sábado 3 de abril. Este cambio, formalizado en el decreto supremo 156 del 5 de marzo de 2010 (enlace roto disponible en Internet Archive; véase el historial, la primera versión y la última)., fue pensado para facilitar las labores de los rescatadores, la retirada de escombros, y en general para aprovechar mejor la luz diurna por la tarde. Normalmente, el cambio de horario de verano (UTC-3) a horario de invierno (UTC-4) se realiza a las 24 horas del segundo sábado de marzo. El intendente de la Región de Valparaíso Iván De La Maza ordenó la suspensión de la noche de clausura del LI Festival Internacional de la Canción de Viña del Mar a raíz de la tragedia nacional.

## Debates y controversias

### Errores en el sistema de alerta
El sismólogo de la Universidad de Hawái, Vindell Hsu, que trabajaba para el Pacific Tsunami Warning Center (Centro de Alertas de Tsunamis del Pacífico), fue quien llamó al SHOA para dar la alerta del tsunami en las costas de Chile. En un comunicado dado a 3TV, señaló que lo primero que se hizo fue enviar un mensaje de observación que es un mensaje oficial que indica que ha ocurrido un terremoto y luego se envió una alerta de tsunami dirigida a muchos países en el Océano Pacífico, incluyendo Chile. Quince minutos luego de ocurrido el sismo, se llamó al SHOA inmediatamente para confirmar si la alerta de tsunami les había llegado. La persona de turno que contestó el teléfono no dominaba el idioma inglés, y afirmó que sí habían recibido la alerta, sin entender lo que se le había preguntado, causando un malentendido que se tradujo en la nula coordinación de los sistemas de alerta nacionales, los cuales informaron que no habría riesgo de tsunami, como se explicará en las líneas posteriores.
En su primera aparición pública tras el terremoto, la presidenta Michelle Bachelet descartó la posibilidad de que se produjera un tsunami e hizo una llamada a que la población se mantuviera tranquila. Estas declaraciones las habría realizado sobre la base de un error en el diagnóstico de la situación por parte de la Armada, más precisamente del Servicio Hidrográfico y Oceanográfico de la Armada de Chile (SHOA). Pocos minutos después del sismo, una gran extensión de costa quedó devastada por olas de enormes dimensiones que se adentraron varios centenares de metros de tierras, arrasando con gran parte de las estructuras que encontraban a su paso. La Armada de Chile ha reconocido su error al entregar información ambigua o errónea a la presidenta, sin embargo a fines de marzo de 2010, el comandante en jefe de la institución, Edmundo González, en una declaración dada al diario El Mercurio de Valparaíso señaló que una hora antes de este informe telefónico a la presidenta, ya se había dado aviso a la ONEMI por parte del SHOA de la alerta de tsunami. Dos días después de la catástrofe, la presidenta Bachelet señaló que el tsunami ha causado más víctimas fatales que el mismo terremoto.
En tanto en Talcahuano, una de las zonas más afectadas por el maremoto, el exintendente Jaime Tohá y el exgobernador de la provincia de Concepción, Eric Aedo, entraron en contradicción con el jefe de Zona Naval, contraalmirante Roberto Machivello, respecto de quien entregó primero la información donde se levantó erróneamente la alerta de tsunami.[cita requerida]
Según declararon las autoridades civiles a Radio Bío-Bío, ellos sostuvieron una reunión presencial durante la madrugada del 27 de febrero con el oficial de la Armada; mientras que el Contraalmirante Machiavello sostiene que no se reunió con Tohá y Aedo hasta bien entrada la mañana, versión que fue apoyada por la exintendenta y entonces alcaldesa de Concepción, Jacqueline Van Rysselberghe.
Entre los hechos más destacables en dicha seguidilla de errores se destaca que tras nueve horas de ocurrido el movimiento sísmico, aún no se daba la alerta de tsunami en Chile, clasificando este hecho como "variaciones considerables del nivel del mar", siendo que, la última ola registrada en llegar a la costa, fue a las 7:30 a. m., en la localidad de Dichato.
En febrero de 2013, se conoce un informe de la Policía de Investigaciones de Chile (PDI)
por tanto los errores y los presuntos culpables de dicha acción serán juzgados por los Tribunales chilenos.

## Repercusiones económicas
Las primeras estimaciones de la repercusión económica que tendría el terremoto en las arcas de la economía chilena fueron dadas a conocer un día después del suceso por el entonces presidente electo Sebastián Piñera que cifró en treinta mil millones de dólares el impacto derivado de las tareas de reconstrucción. El montante total se repartía entre los aproximadamente veinte mil millones que serían necesarios para la reconstrucción del medio millón de viviendas mayormente afectadas, otros cinco mil millones para la reconstrucción de hospitales y una cifra similar para la reconstrucción de carreteras, puentes y demás infraestructuras. Esta cifra, que coincidía con el escenario más alto planteado por la empresa estadounidense Eqecat, especializada en evaluación de riesgos, equivalían al 15 por ciento del PIB anual del país austral.

### Daños en infraestructuras

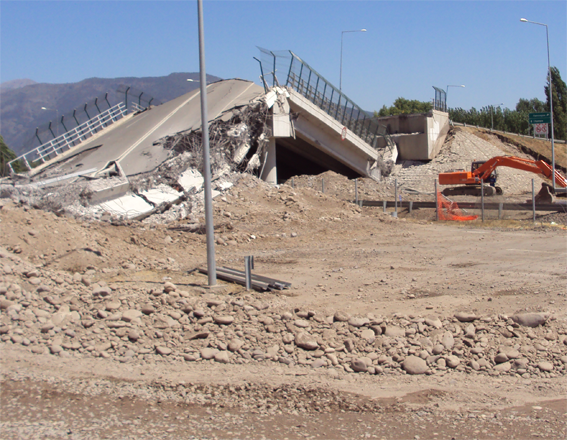
Los graves daños estructurales en las carreteras y los problemas de transporte asociados impactaron fuertemente en la economía chilena.

Una semana después del sismo, el ministro de Obras Públicas, Sergio Bitar, dio a conocer el primer balance de los daños en estructuras que había sufrido el país. Según informó el titular del MOP, un total de 1200 puntos de infraestructura en todo el país habían quedado afectados y requerían de reparación. El coste de dichas reparaciones se estimó en unos 1200 millones de dólares y el periodo en el que se llevarían a cabo en un periodo de tres a cuatro años. Las infraestructuras que en mayor número quedaron afectadas correspondían a los puentes, especialmente los 4400 situados en el sur del país, de los cuales unos 20 tendrían que ser reparados y la misma cantidad reconstruidos totalmente.
Respecto a los puertos, Bitar anunció que algunos de ellos habían quedado seriamente afectados, entre ellos el de Talcahuano a 531 kilómetros al sur de Santiago donde el astillero de la Armada resultó muy dañado. Con anterioridad se había dado a conocer de los puertos más importantes del país se vieron afectados, incluido el de Valparaíso, lo que propició que el flujo comercial de mercancías de Chile con otros países se viera gravemente afectado.